# Jazz
El jazz (pronunciación en inglés: /dʒæz/; AFI: [/ʝas/] en español) es un género musical estadounidense nacido a finales del siglo XIX en las comunidades afroamericanas de Nueva Orleans, Luisiana, que se expandió de manera mundial a lo largo del siglo XX.
La identidad musical del jazz es compleja y no puede ser delimitada con facilidad. En primer lugar, aunque a menudo el término se use para hacer referencia a un idioma musical (tal como se hace, por ejemplo, cuando se habla de música clásica), el jazz es en realidad una familia de géneros musicales que comparten características comunes, pero no representan individualmente la complejidad de género como un todo; en segundo lugar, sus diversas "funciones sociales" (el jazz puede servir como música de fondo para reuniones o como música de baile, pero ciertos tipos de jazz exigen una escucha atenta y concentrada) requieren un ángulo de estudio diferente; y en tercer lugar, el tema racial siempre ha generado un profundo debate sobre el jazz, moldeando su recepción por parte del público. 
Si bien el jazz es un producto de la cultura afroamericana, siempre ha estado abierto a influencias de otras tradiciones musicales variando con la mezcla de culturas, y ya desde la década de 1920 ha sido ejecutado por músicos de diversas partes del mundo con un trasfondo muy diferente. En ocasiones se ha mostrado como paradigma del jazz la obra de músicos con más éxito comercial, que los aficionados y la crítica han considerado subproductos alejados de la tradición, entendiendo por el contrario, que el jazz es una forma de música negra, en la que los afroamericanos han sido sus mayores innovadores y sus más notables representantes.
Entre los muchos intentos de delimitar y describir el complejo fenómeno del jazz, el crítico y estudioso alemán Joachim-Ernst Berendt, en su obra clásica El jazz: de Nueva Orleans al jazz rock, señala:

El jazz es una forma de arte musical que se originó en los Estados Unidos mediante la confrontación de los negros con la música europea. La instrumentación, melodía y armonía del jazz se derivan principalmente de la tradición musical de Occidente. El ritmo, el fraseo y la producción de sonido, y los elementos de armonía de blues se derivan de la música africana y del concepto musical de los afroamericanos.

El mismo autor continúa describiendo tres elementos básicos que distinguen el jazz de la música clásica europea:
- Una cualidad rítmica especial conocida como swing.
- El papel de la improvisación.
- Un sonido y un fraseo que reflejan la personalidad de los músicos ejecutantes.[4]

A lo largo de su historia, el jazz ha pasado de ser una simple música de baile popular a una forma de arte reconocida en todo el mundo. Paralelamente a dicho progreso, han cambiado también las actitudes hacia esta música: en 1924 un periodista del New York Times se refería a ella como «el retorno de la música de los "salvajes"», mientras que en 1987 el Congreso de los Estados Unidos de América declaraba al jazz como un «destacado modelo de expresión» y como un «excepcional tesoro nacional». Se ha señalado que el motor de dicho progreso ha sido la innovación, una particularidad que siempre ha estado presente en la historia de esta música, dirigiendo su evolución y caracterizando la obra de sus artistas más destacados al lado de una rama más tradicionalista. 

Paralelamente a esta dicotomía entre la innovación y la tradición, el jazz se ha movido entre la obra de unos artistas que solo han buscado el reconocimiento de una pequeña pero selecta audiencia y otros que han dirigido sus esfuerzos a una audiencia más amplia.

## Etimología

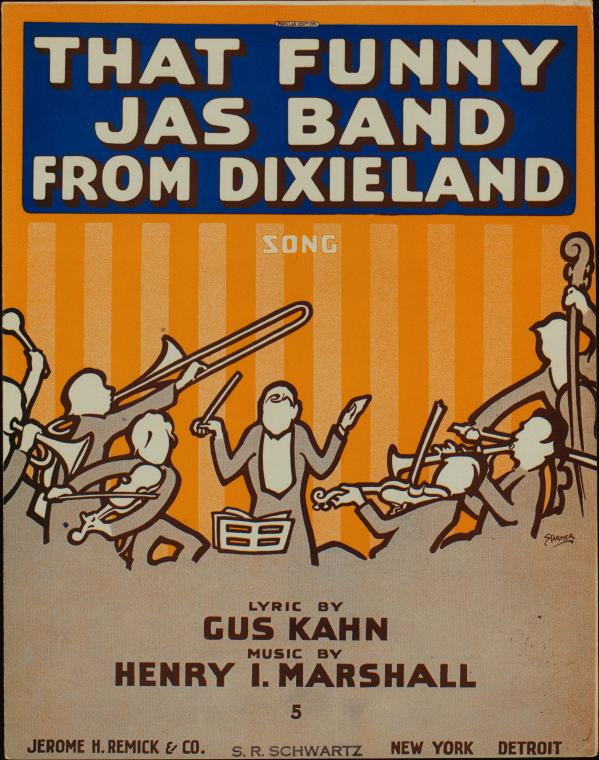
A principios del no había una forma estandarizada de escribir el término, como ilustra esta portada de 1916.

Aunque no parece existir un acuerdo definitivo en cuanto al origen y significado exactos del término jazz, algunos historiadores sitúan su origen alrededor de 1912, e indican que procede de la jerga de los periodistas deportivos de la Costa Oeste de los Estados Unidos, quienes utilizaban el término en sus comentarios dedicados a la Pacific Coast League, una liga menor de baseball, para referirse a la energía y vitalidad de los jugadores del San Francisco Seals. El ejemplo más antiguo de este uso del término, encontrado por el bibliotecario de la Universidad de Nueva York George A. Thompson, Jr. en 2003, apareció en Los Angeles Times el 2 de abril de 1912, en una referencia al pitcher de Portland Beavers, Ben Henderson, donde este afirmaba:

La llamo la "pelota jazz" porque "tiembla" y, simplemente, no puedes hacer nada con ella.

A partir de 1913, en una serie de artículos de E. T. "Scoop" Gleeson para el San Francisco Bulletin, aparece ya el término jazz de forma más habitual, aplicado a la música. La referencia más antigua de su uso musical, corresponde al 3 de marzo de 1913 y en ella el término se utilizaba con un sentido negativo. Tres días más tarde, el 6 de marzo, Gleeson usó el término de forma más exhaustiva cuando al reseñar el tipo de música ejecutada por una orquesta del ejército, señaló que sus integrantes entrenaban a ritmo de ragtime y jazz.
Sin embargo, no fue hasta 1915, en Chicago, que el término comenzó a usarse completamente para definir un tipo de música. Para finales de 1916 y principios de 1917 el uso del término estaba ya bastante extendido. La primera vez que se utilizó la palabra jazz en Nueva Orleans (también escrita jas o jass en los comienzos) fue en el Times-Picayune el 14 de noviembre de 1916, un hecho que fue descubierto por el lexicógrafo Benjamin Zimmer, en 2009.
No obstante, muchos estudiosos creen que el término tiene una raíz fanti (África occidental) y se refiere al acto sexual o relativo al amor.

## Historia deljazz

### Antecedentes históricos
Medio siglo después de la fundación de la ciudad de Nueva Orleans, Francia la cedió en 1764 a España para recuperarla nuevamente en 1801. Dos años más tarde, en 1803, pasó a ser parte de Estados Unidos como consecuencia de la compra de la Luisiana. Por ello, los franceses y españoles, junto a alemanes, italianos, ingleses, irlandeses y escoceses contribuyeron en la formación de la escena cultural de la ciudad. 
La procedencia de los habitantes de raza negra era diversa, siendo mayoritariamente de la zona occidental de África o del Caribe. Es en este heterogéneo contexto cultural donde tuvo su origen la aparición de estilos musicales tan diversos como el jazz, la música cajun, el zydeco o el blues.

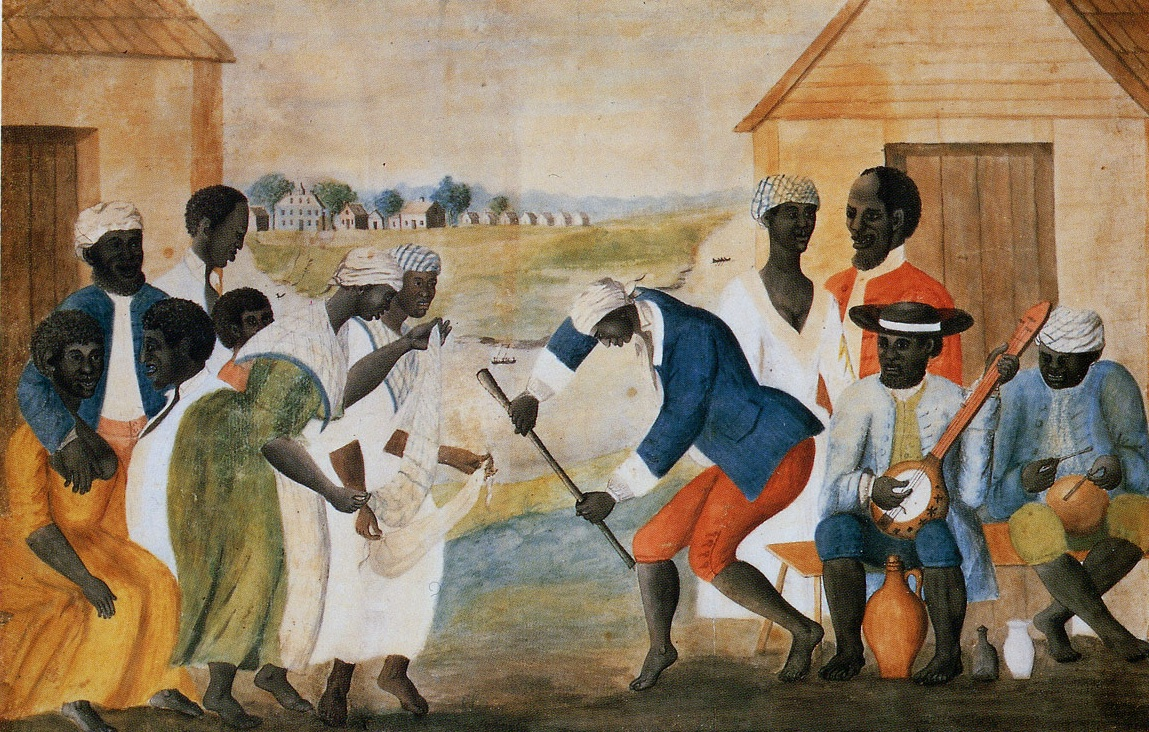
The Old Plantation c. 1785-1795. Acuarela de finales del que muestra a esclavos bailando, con un banjo y un tambor, en una plantación de Carolina del Sur

En muchas áreas del Sur de Estados Unidos el batir de tambores estaba prohibido por la ley y en zonas como Georgia se prohibió el uso de cualquier instrumento musical por parte de los esclavos. Sin embargo a comienzos del siglo XIX los festivales con música de tambores y danzas africanas se organizaban con frecuencia tanto en Nueva Orleans, en la Plaza del Congo, como en Memphis, Kansas, Dallas o San Luis. Se usaban instrumentos de percusión y de cuerda similares a los utilizados en la música africana indígena.
Los esclavos solían tener el domingo libre y organizaban fiestas en la Plaza del Congo que se prolongaron aproximadamente hasta 1885, coincidiendo con el surgimiento de las primeras bandas de jazz. Las canciones y danzas interpretadas eran en gran medida funcionales, ya fuese para el trabajo con canciones o gritos de campo, o para rituales. La característica principal era su gran riqueza rítmica. La tradición africana hacía uso de melodías simples y de técnicas de música de llamada y respuesta. Estos elementos no tardaron en combinarse con conceptos armónicos procedentes de la música europea. Los ritmos reflejaban patrones africanos y de las escalas pentatónicas surgieron las notas del blues, utilizadas posteriormente para sentar las bases del blues y el jazz.
Los estamentos eclesiásticos intentaron controlar la música de los esclavos obligando a las personas de raza negra a que cantasen salmos e himnos para «convertirles» a estilos musicales más europeos. En muchos casos, el efecto fue contrario. Alan Lomax, erudito de la música afroamericana, comentó: «Los negros habían africanizado los salmos a tal nivel que muchos observadores describieron los himnos de los negros como misteriosa música africana. En vez de actuar de forma individual, fusionaban las distintas voces, obteniendo increíbles armonías, en las que cada cantante hacía variaciones de la misma melodía. El resultado fue una música potente y original como el jazz, pero profundamente melancólica, ya que la cantaba gente muy presionada».

### Blues

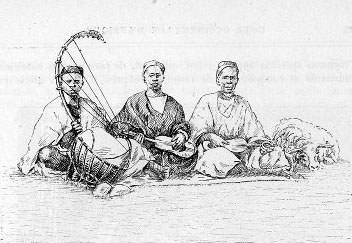
Las raíces del blues tienen similitudes en los instrumentos, música y funciones sociales con los griots de la Sabana.

El blues es un género musical que apareció en la segunda mitad del siglo XIX en las ciudades del sur de Estados Unidos, directamente derivado de los hollers o shouts y las work songs de las plantaciones de algodón. Es una música, pues, de origen africano y carácter social.
Al contrario que las antiguas canciones de trabajo o gritos de campo llenos de ritmo y disciplina, representaba el desahogo del intérprete, a quien permitía mostrar su dolor, opresión, deseos, etc. Ello ha llevado a algunos autores a considerar al blues como la primera música de origen africano plenamente americana.
El etnomusicólogo Gerhard Kubik afirma que ciertos elementos del blues tienen sus raíces en la música de los países islámicos de la parte central y occidental de África:

Los instrumentos de cuerda (los preferidos por los esclavos procedentes de las regiones musulmanas de África), estaban generalmente permitidos ya que los dueños de los esclavos consideraban que dichos instrumentos se asemejaban a otros instrumentos europeos, como el violín. Debido a ello, aquellos esclavos que eran capaces de tocar un banjo, u otro instrumento de cuerda, podían hacerlo con mayor libertad. Este tipo de música solitaria de esclavo muestra elementos de un estilo árabe-islámico basado en la huella que el islam ha impreso durante siglos en África Occidental
Gehard Kubik

El blues, como estructura musical, adoptó un formato de doce compases que depende de armonías tónicas y acordes dominantes y subdominantes, además de la utilización de la llamada nota de blues. Este formato era extraño para los músicos de tradición europea, sobre todo por la longitud del mismo. Pero los músicos de blues, con sus raíces en las canciones de trabajo y otras músicas del tipo call and response, estaban acostumbrados a estos patrones asimétricos.
El papel del blues en la historia del jazz es esencial, conformándose como la «espina dorsal» de este. Como género desarrolló su propia historia y sus propios estilos, en ocasiones fusionados con el mismo jazz, pero como «estructura compositiva» ha integrado el repertorio básico de todos los estilos de jazz que han existido.
Los primeros músicos reconocidos de blues fueron Charlie Patton, Blind Lemon Jefferson, Son House, Robert Johnson o Leadbelly, entre otros. Robert Johnson sigue siendo el más conocido de los cantantes de delta blues del Misisipi, a pesar de que no llegó a vender muchos discos hasta su muerte en 1938.

### Ragtime(1890-1900)
En el último tercio del siglo XIX, y debido a una serie de factores de tipo social y económico muy similares a los que darían lugar al nacimiento del jazz en Nueva Orleans, se desarrolló en la ciudad de San Luis, Misuri, un estilo musical, usualmente considerado como pianístico, que se conoció como jig piano style y, más tarde, a partir de 1879, ragtime, es decir, ritmo roto o sincopado.
Su consideración como música para piano deriva de las partituras publicadas a partir de 1897, que se editaban para ese instrumento, y del hecho de que, en una época en que no se realizaban aún grabaciones, los rollos de pianola permitían recoger las interpretaciones pianísticas. Pero, en realidad, se trató de un género ampliamente utilizado como música de orquesta. Respecto a su papel en la formación del jazz primigenio, suele considerarse como fundamental.
El estilo pianístico se caracterizaba por el rígido y sólido marcaje del ritmo con la mano izquierda, mientras la derecha marcaba la melodía, de forma muy sincopada, con influencias de los ritmos de banjo de las plantaciones del sur de Estados Unidos Se trataba de una música "compuesta", esto es, no improvisada, y se nutría de formas clásicas como el minueto o el vals, organizadas en varias partes o secciones de 16 compases, cuya temática melódica podía ser totalmente independiente. Esto ha llevado a muchos autores a considerar que el ragtime es uno de los primeros ejemplos de música específicamente americana.
La primera partitura de ragtime se publicó en 1897 y su autor era el músico blanco William H. Krell, aunque ya desde mucho antes se tocaban rags en los espectáculos de minstrel, confundidos con frecuencia con los cakewalks. Aunque en algunas ocasiones se incluye al ragtime en la línea directa del jazz como primera manifestación del mismo, «fue más bien una actividad complementaria que acabó siendo absorbida por el jazz según ambas músicas fueron desarrollándose». La gran figura del rag fue Scott Joplin, cuya forma de tocar se conoce por haber sido profusamente trasladada a rollos de pianola, aunque tocaba frecuentemente con bandas. Además de Joplin, pianistas de ragtime clásicos fueron Tom Turpin, James Scott, Louis Chauvin o Eubie Blake.

### Nueva Orleans (1890-1910)
Aunque en el periodo que va desde el final de la Guerra de Secesión hasta el fin del siglo XIX, ya existían algunas bandas que tocaban un jazz rudimentario, como las de los cornetistas Sam Thomas, Louis Ned, James L. Harris o Robert Baker o la banda que usualmente tocaba en el Kelly's Stables de Nueva Orleans, suele considerarse a Buddy Bolden como la primera gran figura y el iniciador del primer estilo definido de jazz.
Convencionalmente se denomina «estilo Nueva Orleans» a esta forma inicial del jazz. Aún no se había desprendido de las influencias del minstrel y contenía todas las características propias del hot. Las improvisaciones, en el sentido que hoy las conocemos, no existían. De hecho los solistas elaboraban largas variaciones melódicas sobre el tema principal (usualmente integrado por dos canciones diferentes), en tempos muy lentos o medios, nunca rápidos. Las bandas eran ambulantes y solían preferir interpretar espirituales, ragtimes, marchas y cantos de origen afrocubano. 
El peso sonoro y conceptual de la música recaía en la corneta que era quien desarrollaba las melodías, apoyada por el trombón y el clarinete, que elaboraban variaciones improvisadas sobre la melodía base. Es lo que Peter Clayton llama «la Santísima Trinidad del jazz de Nueva Orleans». El resto de los instrumentos (usualmente banjo, tuba, caja y bombo, aunque paulatinamente fueron introduciéndose el contrabajo, el piano y la batería) tenían una función meramente rítmica. En ocasiones se usaba el violín como complemento en la sección de metales.
Fue una escuela de bandas célebres, como la de Johnny Schenk (1893), la de John Robechaux (1895), la del cornetista Freddie Keppard (1900-1909), y otras de renombre histórico como la Onward Brass Band, la Eagle Band o la Tuxedo Brass Band del trompetista Papa Celestin, esta anterior al cambio de siglo. También estaban las bandas del cornetista Papa Mutt Carey, que se considera como el introductor de la sordina de «desatascador» (plunger) y su típico efecto de wah-wah, y que tenía a Sidney Bechet en el clarinete; la banda de Lorenzo Tio, o la Original Creole Orchestra, etc.

### Dixieland (1910-1920)
A poco de comenzar el siglo XX, los blancos y criollos pobres del Delta del Misisipi comenzaron a interesarse por el Hot y su influencia produjo algunas variaciones en la forma de tocar de las bandas de Nueva Orleans: se desarrollaron más las improvisaciones, se agilizaron los tempos y se buscaron estructuras rítmicas menos "africanas". El nuevo estilo era "menos expresivo, pero con mayores recursos técnicos", con melodías más pulidas y armonías "limpias". Además, se introdujeron el piano y el saxofón, y se desarrollaron técnicas instrumentales nuevas, como el estilo tailgate de los trombonistas.
Sus principales figuras fueron, en una primera época, el baterista Papa Jack Laine, que se reputa como el «padre del Dixieland»; el trompetista Nick La Rocca y sus Original Dixieland Jass Band; los Louisiana Five de Anton Lada; el trombonista Edward "Kid" Ory; o los "New Orleans Rhythm Kings" del cornetista Paul Mares. En la década de los 40, el Dixieland disfrutó de un poderoso revival, obteniendo éxito mundial grupos como los Dukes of Dixieland, de los hermanos Frank y Fred Assunto, y aun hoy en día existen bandas con nombres como Tuxedo Jass Band u Onward Jazz Band.

### Eljazzde Chicago y Nueva York (1920-1930)
El cierre por las autoridades de Nueva Orleans del barrio de Storyville en 1917, supuso un importante contratiempo para la mayor parte de los músicos de jazz de la zona, pues en este distrito de ocio se concentraban casi todos los locales de música en vivo. Este hecho inició la gran migración de los músicos de jazz hacia las ciudades del norte, y especialmente hacia Chicago, que gozaba por entonces de una agitada vida nocturna, con una poderosa escena de blues y ragtime, desde una década antes. King Oliver, Louis Armstrong, Sidney Bechet, Jelly Roll Morton o Johnny Dodds, entre otros muchos, se trasladaron a la «ciudad del viento» y grabaron allí sus primeros discos, a comienzos de la década de 1920.

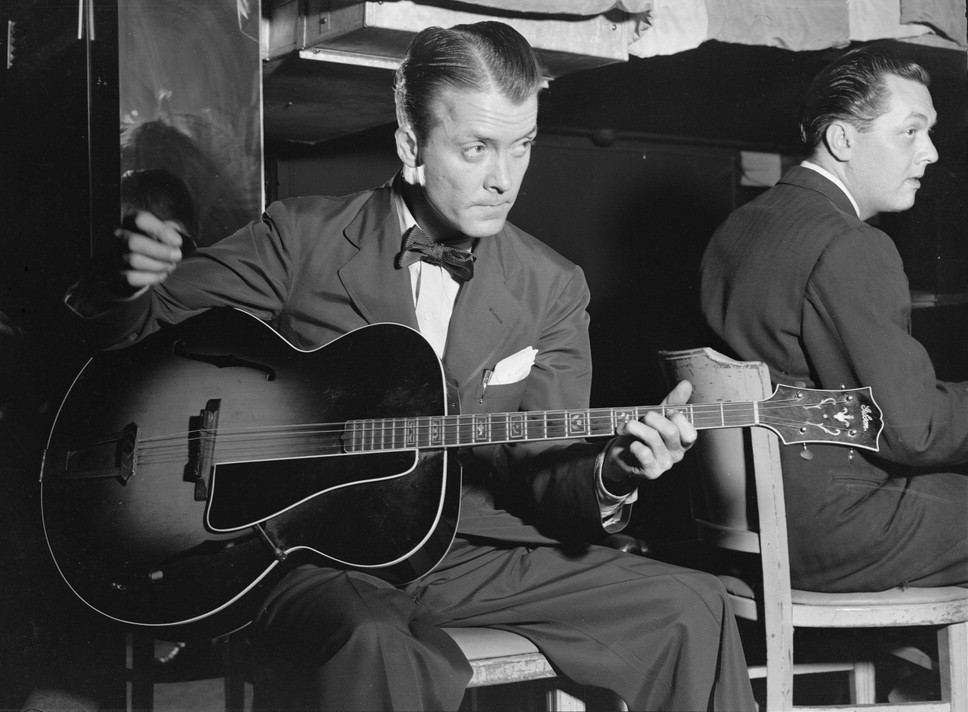
Fotografía de Eddie Condon tomada en Nueva York en 1946.

En Chicago se desarrolló un estilo más crudo y dinámico, con un lenguaje escueto y lacónico, desbrozado de adornos, económico en recursos, bañado «en una atmósfera exasperada, de un dinamismo acalorado, de una rígida tensión hot». El sonido perdió plasticidad al ajustarse la afinación por influencia de los músicos blancos y abandonarse la desincronización propia de la rítmica africana pero, por el contrario, se desarrolló enormemente el concepto de improvisación individual y las melodías paralelas, dejando los pasajes polifónicos para el ciclo final (sock chorus). El material temático tendió hacia un abandono de los rags y stomps y su sustitución por blues y canciones de influencia europea, con arreglos musicales escritos. De hecho, esta época es la de la explosión del llamado «blues clásico», con artistas como Bessie Smith, que se rodeaban de bandas de jazz en sustitución del tradicional acompañamiento de guitarra o piano solo.

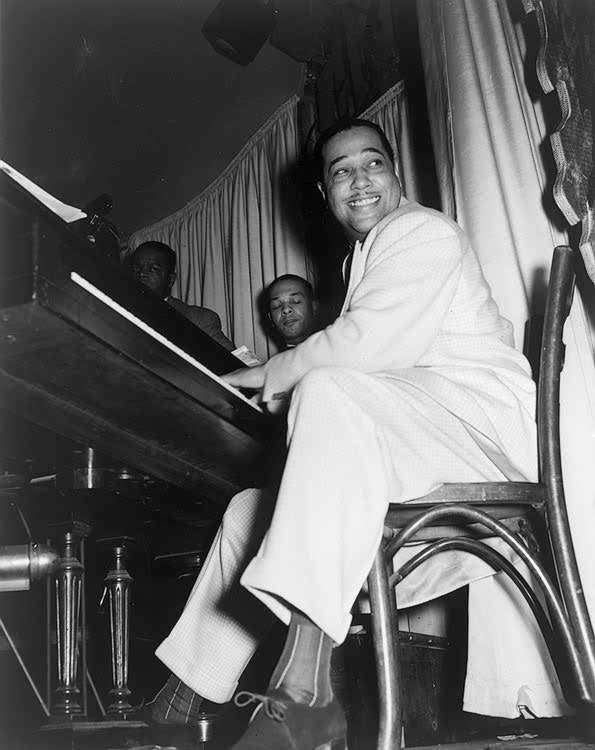
Duke Ellington tocando en el Hurricane Club en 1943.

El estilo de Chicago se desarrolló como consecuencia de la conjunción de los músicos negros de Nueva Orleans y de jóvenes estudiantes y aficionados blancos que imitaban a aquellos, y supuso algunos cambios importantes incluso en la instrumentación típica, al comenzar a asentarse el saxofón. Un buen número de músicos de gran relevancia son representativos del estilo: Erskine Tate, Eddie Condon, Muggsy Spanier, Wingy Manone, Pee Wee Russell o, como figura más relevante, Bix Beiderbecke.
Desde muy temprano, el jazz se introdujo también en Nueva York, inicialmente a través de los pianistas que tocaban ragtime y boogie woogie en los honky tonks, como James P. Johnson, Willie "The Lion" Smith o Luckey Roberts, pero también gracias a bandas, como la de Jimmy Reese Europe o "The Memphis Students", dirigida por Will Dixon y Will Marion Cook, en época tan temprana como 1905.
Algunos autores destacan también el papel que músicos como Nick La Rocca o el baterista Louis Mitchell, originario de Filadelfia, tuvieron en la extensión del jazz en la ciudad. Sin embargo, el verdadero estilo de Nueva York, o High brow, como se le denominó en su momento, comenzó con la orquesta de Fletcher Henderson, en la que tocaron todas las grandes figuras del jazz de los años 1920. Sería precisamente Henderson quien mejor representó la nueva forma de tocar un tipo de jazz estilizado, menos localizado y más universal, «realizado sobre la base de una fórmula de transacción que estriba en orquestaciones preparadas de antemano y escritas para conjuntos cuyo número de instrumentos no hacía posible la polifonía hot».
Pero la escuela de Nueva York dio un nombre de mayor proyección aún, Duke Ellington, procedente de Washington D. C., que alcanzó gran fama con sus sesiones en el Cotton Club de Harlem. Otros referentes importantes del estilo fueron Red Nichols y sus "Five Pennies", los McKinney's Cotton Pickers de William McKinney y Don Redman, así como la banda del pianista Sam Wooding o la del panameño de nacimiento, Luis Russell.
El estilo de Nueva York, con el impulso que supuso a las big bands, fue la corriente principal de desarrollo del jazz a finales de la década de 1920, desembocando en el swing.

### La era delswing(1930-1940)

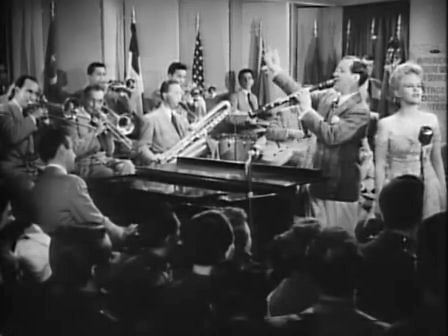
La big band de Benny Goodman, con la cantante Peggy Lee, 1943.

En el último tercio de la década de 1920, los estilos de two beat habían agotado sus posibilidades de desarrollo, mientras que en Nueva York se estaba desarrollando una nueva forma de hacer jazz, que se consolidó sobre todo como resultado de la migración masiva de músicos de Chicago hacia la "ciudad de los rascacielos". Las bandas de Fletcher Henderson, Duke Ellington, Jimmie Lunceford y Chick Webb, fueron las que marcaron el rumbo de este nuevo estilo cuya principal característica fue la formación de grandes orquestas, las big bands. 
Además, aportaron elementos novedosos respecto de la tradición hot: la conversión de los ritmos de dos tiempos (two beat) a ritmos regulares de cuatro acentos rítmicos por compás; la utilización como recurso de tensión del riff, frase corta repetida con crescendo final; la predominancia de pasajes melódicos interpretados straight, es decir, conforme a partitura; la extensión del fenómeno del "solista"; la revalorización del blues; etc. Este proceso no se desarrolló exclusivamente en Nueva York, puesto que en otros lugares, como Kansas City tuvo lugar una evolución similar en big bands como las de Bennie Moten o Count Basie.
El estilo toma su nombre de una de las características del nuevo jazz: el swing como elemento rítmico. Se trató de una operación comercial de los agentes de Benny Goodman, que dirigía una de las bandas más populares de la época, al designarlo como "Rey del swing". Esto llevó al público, pero también a muchos críticos, a creer que swing era el tipo de música que hacía esta banda, consolidándose el nombre.
Algunas de las bandas de la época alcanzaron un enorme éxito popular y de ventas, generando un subestilo comercial que, a la larga, acabaría por lastrar las posibilidades de desarrollo del swing: Artie Shaw, Harry James, Glenn Miller, Tommy Dorsey... Sin embargo, no todas derivaron hacia ese camino, y algunas de ellas establecieron las bases de los grandes cambios conceptuales del jazz de la década de 1940: Woody Herman, Stan Kenton, Lionel Hampton o Jay McShann. En algunos casos, se desarrollaron escenas regionales con gran proyección y personalidad diferenciada, como es el caso del Western swing (que fusionó músicas de origen folclórico) y, en Europa, del llamado jazz manouche, impulsado por Django Reinhardt.
El swing fue, además, un estilo rico en grandes improvisadores, muchos de los cuales establecieron verdaderos cánones en sus respectivos instrumentos: Coleman Hawkins, Art Tatum, Chu Berry, Gene Krupa, Teddy Wilson, Fats Waller, Johnny Hodges, Benny Carter, Rex Stewart, Harry Edison y muchos otros. Fue también, paralelamente, un estilo que favoreció la proyección de los cantantes, especialmente de las cantantes femeninas: Ella Fitzgerald, Ivy Anderson (que permaneció casi doce años en la banda de Ellington, a partir de 1932), Billie Holiday, June Christy, Anita O'Day, Lena Horne o Peggy Lee. Algunos de estos instrumentistas fueron determinantes en el proceso de evolución que llevó desde el swing al be bop y al cool, destacando entre ellos el trompetista Roy Eldridge y el saxofonista Lester Young.

### Bebop(1940-1950)
Tras la era del swing, el jazz era conocido y apreciado en todo el mundo, reconocido incluso por compositores clásicos de la talla de Stravinsky. Sin embargo, el término swing gozaba de mala reputación entre los músicos: se consideraba que solo los profesionales de menor talento se dedicaban a este tipo de música comercial, de modo que los músicos más «serios» —como Duke Ellington— se estaban alejando del estilo. El declive de las big bands de swing dio lugar a un nuevo tipo de música radicalmente diferente, cuyos únicos rasgos en común consistían en una instrumentación similar y en el interés por la improvisación. Todo esto transcurrió en medio de notables protestas iniciales. Tommy Dorsey, por ejemplo, declaró que el Bebop había hecho retroceder veinte años a la música y Louis Armstrong, quien rara vez tomaba partido en polémicas de este tipo, llegó a decir que se trataba de acordes disonantes.
Los músicos bebop ponían el acento en el papel del solista, cuyo papel ya no era el de entertainer de épocas pasadas, sino un artista creador al servicio solo de su propia música. La síncopa característica del swing quedaba destinada a favorecer la interpretación de las melodías; la sección rítmica se simplificaba, relegándola únicamente al contrabajo —que crecía en importancia— y a la batería, —que dejaba a un lado su antiguo papel de mero metrónomo—, incrementando con ello la libertad de bajistas y bateristas; se introdujeron disonancias, polirritmos, nuevas paletas tonales y fraseos más irregulares; se abandonó la melodía en favor de la improvisación, y el formato de big band por el de combo, formado por muy pocos músicos; y se adoptó, incluso un look característico en el que no podía faltar sombrero, gafas de sol y perilla.

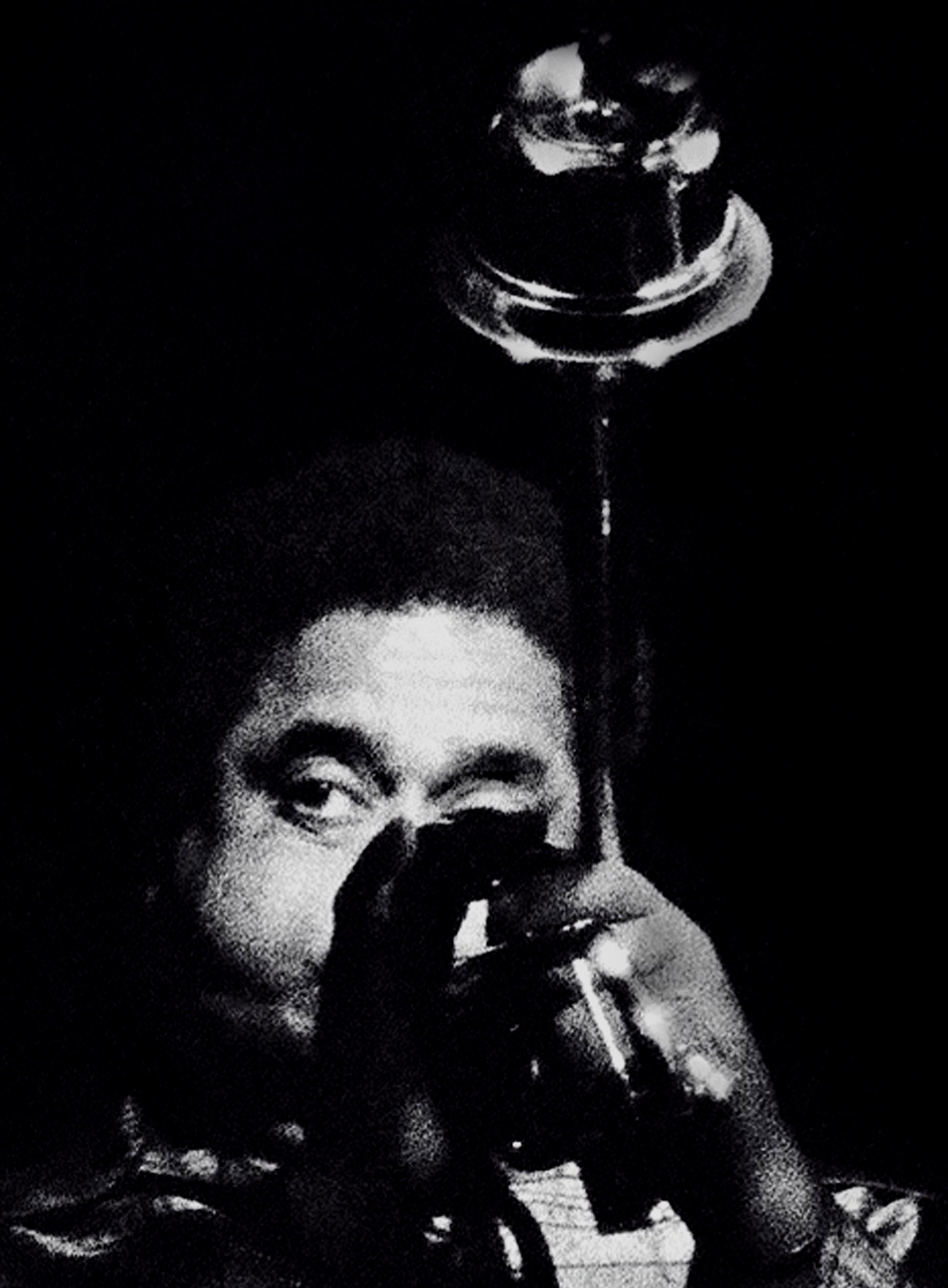
Dizzy Gillespie retratado en Búfalo, Nueva York, en 1977.

El nacimiento del estilo tuvo lugar en 1941 cuando Dizzy Gillespie, Milt Hinton, Charlie Parker, Thelonious Monk y Kenny Clarke se reunieron en el Minton's Playhouse de Nueva York para una serie de conciertos informales. Dizzy Gillespie fue uno de los líderes del movimiento, con un estilo trompetístico que resumía perfectamente las características de la nueva música y una serie de temas que entraron a formar parte enseguida del repertorio básico de los músicos bop, como «A Night In Tunisia» o «Salt Peanuts». Charlie Parker fue el otro gran padre del bebop introduciendo un nuevo lenguaje de improvisación, extendiendo el aspecto melódico y el rango rítmico del jazz hasta ese momento, y con un estilo emocional y sorprendente que quedó inmortalizado en clásicos como «Yardbird Suite», «Ornithology», «Donna Lee», «Billie's Bounce» o «Anthropology», entre otros muchos.
Otros músicos de importancia dentro del estilo fueron los saxofonistas Dexter Gordon, quien adaptó el estilo de Parker con el alto al saxo tenor, y Sonny Stitt; el trompetista Fats Navarro; los trombonistas J. J. Johnson —quien adaptó el lenguaje bop al trombón—, Benny Green o Kai Winding; los pianistas Bud Powell, Thelonious Monk, Lennie Tristano, Oscar Peterson, Ahmad Jamal, George Shearing, Erroll Garner, Herbie Nichols o Tommy Flanagan; los bajistas Oscar Pettiford o Paul Chambers; los bateristas Kenny Clarke o Max Roach; o la cantante Sarah Vaughan. En el campo de las big bands, algunas de ellas, como las de Charlie Barnett, Woody Herman, Lionel Hampton o Stan Kenton, supieron adaptar su sonoridad a las nuevas exigencias, y otras, como la de Earl Hines establecieron puentes entre el viejo y el nuevo sonido. Solo algunas lograron convertirse en verdaderas big bands de be-bop, como es el caso de las orquestas de Boyd Raeburn, Billy Eckstine y Dizzy Gillespie.

### Cool jazz,West Coast Jazz,Hard bopySoul-Funky Jazz(1950-1959)

#### Cool jazz

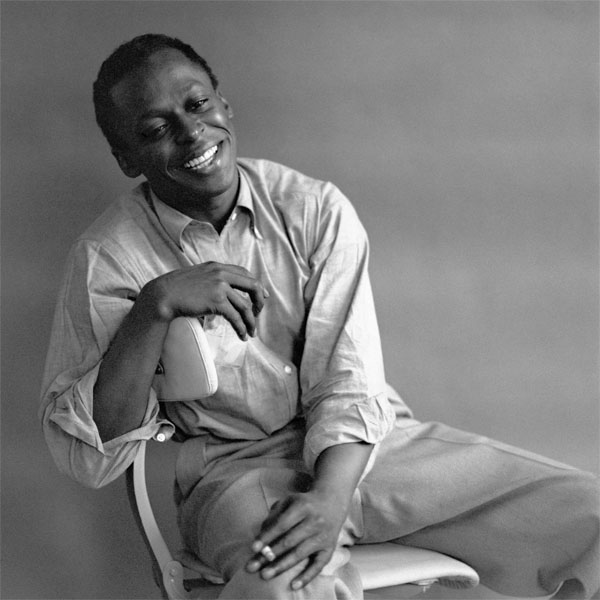
Fotografía del músico de jazz Miles Davis.

El nacimiento formal del movimiento cool tuvo lugar en 1948 con la grabación del álbum Birth of the Cool de Miles Davis (no publicado hasta 1954), todo un manifiesto autodefinitorio y una de las grabaciones más influyentes de la historia. El nuevo estilo se derivaba directamente del bebop, pero resultaba una música más cerebral, que tenía como principal objetivo el establecimiento de una atmósfera "calma" y "meditativa". El cool jazz resultó particularmente popular entre músicos blancos como Lennie Tristano, en parte por su alejamiento de las raíces africanas del jazz, pero también encontró un hueco entre las preferencias de músicos negros que estaban pasando de ser simples entertainers a adoptar un papel más activo y serio en la búsqueda de su identidad musical.
Miles Davis, quien había comenzado su carrera con Charlie Parker, dio inicio al movimiento con Birth of the Cool (1948), el primero de una serie de álbumes exitosos —Walkin (1954), Miles (1955), Cookin', Relaxing, Working o Steaming, todos de (1956), Milestones (1958) hasta la edición del legendario Kind of Blue (1959), considerado una obra maestra del género, del estilo jazz modal y que ha sido el disco más vendido de la historia del jazz. The Modern Jazz Quartet —originalmente la sección rítmica de Dizzy Gillespie, integrada por Milt Jackson, John Lewis, Percy Heath y Kenny Clarke— publicó Modern Jazz Quartet with Milt Jackson (1953), Modern Jazz Quartet Volume 2 (1953), y Django (1956), donde presentaban sus elegantes composiciones, en el límite entre lo barroco y lo jazzístico. Gunther Schuller fue el iniciador oficial del third stream, una corriente que establecía un puente entre la música clásica y el jazz, que tiene como ejemplo paradigmático su Jazz Abstractions (1959), y que cuenta también entre sus principales representantes a Bob Graettinger. Gil Evans produjo Gil Evans and Ten (1957), Out of the Cool (1959), o Into The Hot (1961), Bill Evans —junto a Scott LaFaro y Paul Motian— introdujo un nuevo sonido en el trío de jazz influenciado por la música clásica europea, y George Russell sobresalió como intérprete de temas modales. Otras figuras destacables fueron el vibrafonista Teddy Charles, el pianista Ran Blake o la imaginativa cantante Betty Carter.

##### West Coast jazz

El saxofonista Gerry Mulligan retratado en 1972.

En esa misma época, en la Costa Oeste, la evolución del jazz se desarrolló por caminos menos influenciados por los músicos neoyorquinos de bebop, directamente herederos de Lester Young y de la evolución que habían tenido big bands como las de Woody Herman, Conrad Gozzo, Stan Kenton o Wardell Gray. El nuevo estilo, que acabaría conformándose como la línea principal de desarrollo del cool, fue impulsado especialmente por músicos como Howard Rumsey, Shorty Rogers o Shelly Manne, y generó obras que tuvieron una enorme repercusión comercial, como es el caso de Time Out, de Dave Brubeck y Paul Desmond, que se convirtió en el primer disco de jazz en vender más de un millón de copias, gracias al tema «Take Five». También obtuvo un importante éxito comercial Stan Getz, otro de los líderes del movimiento cool, que procedía de las orquestas de Stan Kenton, Benny Goodman y Woody Herman y que terminaría popularizando la bossa nova (estilo brasileño de samba influenciado por el sonido West Coast jazz), con sus discos West Coast Jazz, Early Autumn (1948) y Quartets (1950), mientras que Lee Konitz es considerado por algunos críticos como la quintaesencia del músico cool. Gerry Mulligan, otro de los principales representantes de esta corriente, editó Mulligan Plays Mulligan (1951), Gerry Mulligan Quartet (1952), y Mulligan Quartet (1952); Art Pepper grabó Discoveries (1954), Art Pepper Quartet (1956), Meets the Rhythm Section (1957) y Omega Alpha (1957); Jimmy Giuffre lanzó Jimmy Giuffre 3 (1956) o Western Suite (1958); Chet Baker publicó Grey December (1953), Chet Baker & Strings (1954) o Chet Baker Sextet (1954); Chico Hamilton grabó Spectacular (1955), Quintet In Hi Fi (1956) o Mr Jo Jones on Quintet (1956); Jim Hall, por último, destacó por un sonido limpio y tranquilo —justo la antítesis de Charlie Christian— que anticipaba la llegada de un tipo de jazz más suave y relajado.

#### Hard bop

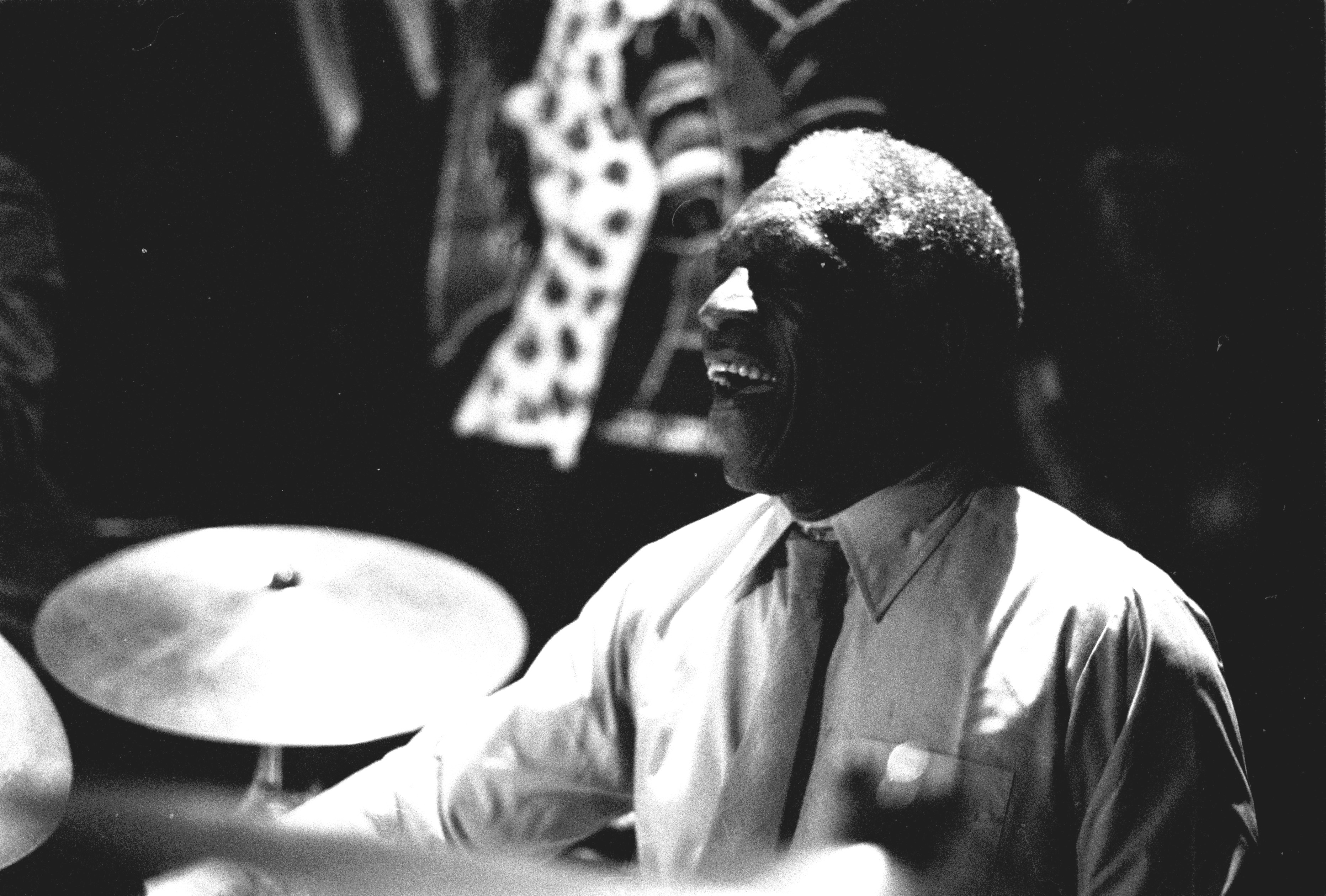
El baterista de jazz Art Blakey en concierto con The Jazz Messengers en Plougonven en Francia en 1985.

Como reacción ante el intelectualismo del bebop, los músicos del hard bop reivindicaron el retorno del jazz a sus orígenes, con especial acento en la energía y la espontaneidad de la música. El elemento rítmico quedaba reforzado, y los solos, derivados del lenguaje de los músicos bebop, adquirieron más fuerza y vitalidad, conformando una música agresiva e intensa. De hecho, el adjetivo hard («duro») tiene en esta expresión la connotación de «intenso». Tuvo especial incidencia entre los músicos de la Costa Este, y está especialmente vinculado a los músicos negros de las ciudades de los Grandes Lagos, como Chicago o Detroit. A ellos, "les gustaban las improvisaciones a pleno pulmón, los sonidos cálidos, las frases de ángulos puros, los ritmos explosivos". Para muchos autores, el hard bop fue una relectura del bebop "en pro de una vía que se abría a la prosecución de una tradición ininterrumpida en la que las raíces más profundas seguían teniendo un peso específico importante".
Max Roach fue uno de los iniciadores del movimiento, junto a Art Blakey o Sonny Rollins. Destacaron asimismo los saxofonistas Cannonball Adderley, Phil Woods, Tina Brooks, Hank Mobley, Joe Henderson, Pepper Adams, Benny Golson o Jackie McLean; los trompetistas Woody Shaw, Lee Morgan, Freddie Hubbard, Donald Byrd, Blue Mitchell, Art Farmer o Clark Terry; los pianistas Mal Waldron, Bobby Timmons, Horace Parlan o Duke Pearson; la vocalista Abbey Lincoln; el guitarrista Kenny Burrell; los contrabajistas Reginald Workman, Paul Chambers y Charles Mingus; el batería Pete La Roca; o las big bands de Thad Jones o Maynard Ferguson.

##### Soul jazz/Funky jazz

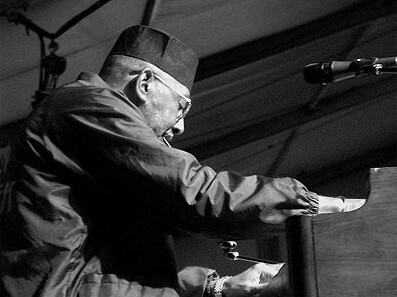
Jimmy McGriff en Toronto, en 2004

Íntimamente relacionado con el hard bop, se desarrolló un estilo de tocar el jazz basado en la utilización de estructuras blues en tempo lento o medio, con un beat firme y sostenido, con emoción interpretativa, que se llamó inicialmente funky y, después, soul jazz. Un subgénero que exhibía al Hammond B3 y a sus pioneros (Wild Bill Davis, Jimmy Smith o Jimmy McGriff) como protagonistas, y que hundía sus raíces en los trabajos de músicos como Horace Silver, Junior Mance, Les McCann, Gene Harris, Ramsey Lewis o Ray Charles.
Otras figuras destacables del género fueron los organistas Brother Jack McDuff, Shirley Scott, Charles Earland, Larry Young o Richard "Groove" Holmes; los guitarristas Wes Montgomery y Grant Green; o los saxofonistas Stanley Turrentine, Willis "Gator" Jackson, Eddie "Lockjaw" Davis, David "Fathead" Newman, Gene Ammons, Houston Person, Jimmy Forrest, King Curtis, Red Holloway, Eddie Harris y Hank Crawford.
En los primeros años de la década de 1970, sellos como CTI Records, hicieron de este estilo, ya muy evolucionado, seña de identidad propia, consiguiendo importantes ventas con algunos de sus artistas, como George Benson, Grover Washington, Jr., Eumir Deodato o Johnny Hammond, que abrieron el camino a fusiones más comerciales que desembocaron en el smooth jazz.

### Free jazzypost-bop(1960-1970)

#### Free jazz
El bop evolucionó muy rápidamente durante la década de los cincuenta y algunos músicos (George Russell o Charles Mingus entre ellos) desarrollaron, a partir de los conceptos de intuición y digresión que había anunciado la música de Lennie Tristano, formulaciones similares a las que ya se habían dado en la música clásica en los años veinte, con la irrupción, por ejemplo, de la atonalidad en el jazz de los años sesenta. Está generalmente aceptado por la crítica que, al margen de los antecedentes ya citados, el free jazz toma carta de naturaleza en 1960, con la publicación del disco homónimo de Ornette Coleman y su doble cuarteto, que supone una revolución estilística en el jazz, pero «no solamente eso, sino una puesta en crisis, una relectura y una superación virtual de todo lo que había sido el jazz, cuestionando los fundamentos socio-culturales tanto como su desarrollo histórico». Coleman había ya editado anteriormente algunos discos que anticipaban esta explosión, como The Shape of Jazz to Come o This Is Our Music, ambos para Atlantic Records.
El free jazz prescindió de elementos hasta entonces esenciales en el jazz, como el swing, el fraseo o la entonación, abriéndose además a influencias de músicas del mundo y politizándose de forma muy ostensible. En los primeros años sesenta se asistió a una, aparentemente, irresistible ascensión del free jazz que, paralelamente, recibió una ingente cantidad de rechazos resumibles en una sola frase: «Esto no es música». Críticas que, por otra parte, provinieron no solo del público o de periodistas especializados, sino de músicos de jazz, como Roy Eldridge o Quincy Jones. A mediados de la década, prácticamente todos los músicos jóvenes de jazz estaban influidos por el free. Cecil Taylor, Eric Dolphy y Don Cherry fueron los principales iniciadores de esta línea, pero a ellos se sumaron Carla Bley, Mike Mantler, Muhal Richard Abrams, Dollar Brand, Anthony Braxton, Marion Brown, Jimmy Giuffre, Eddie Gomez, Charlie Haden, Steve Lacy, Yusef Lateef, Gary Peacock, Sun Ra, Archie Shepp, Sonny Sharrock, Manfred Schoof y John Surman, entre otros. A mediados de la década, el free jazz se había convertido en una manera de expresión ricamente articulada que abarcaba todas las temáticas y comandaba todas las vías de desarrollo del jazz. Sin embargo, a partir de 1967 comenzó a apreciarse una clara recesión del favor del público respecto del free jazz.

#### Post-bop
Un cierto número de músicos de bop habían desarrollado conceptos de improvisación más avanzados a finales de los años 1950, realizando un «jazz modal» directamente impulsado por figuras como Miles Davis o, muy especialmente, John Coltrane ya a comienzos de la década de 1960. Sus «sábanas de sonido», según bautizó el crítico Ira Gitler al sonido del cuarteto del saxofonista, abrieron el camino a un estilo que se ha dado en llamar post-bop. Este adaptó a las experiencias hard bop un buen número de las innovaciones que había traído el free jazz, convirtiéndose en la línea de desarrollo principal (mainstream) del jazz moderno, hilo conductor hasta llegar al neo bop o "neo-tradicionalismo" de los años 1980, encabezado por Wynton Marsalis. Salvo excepciones, como Bill Evans, el sello discográfico Blue Note recogió a los principales músicos del estilo: Wayne Shorter, McCoy Tyner, Herbie Hancock o Lee Morgan.

### Fusiones: la década de 1970

#### Jazz rockyjazzfusión

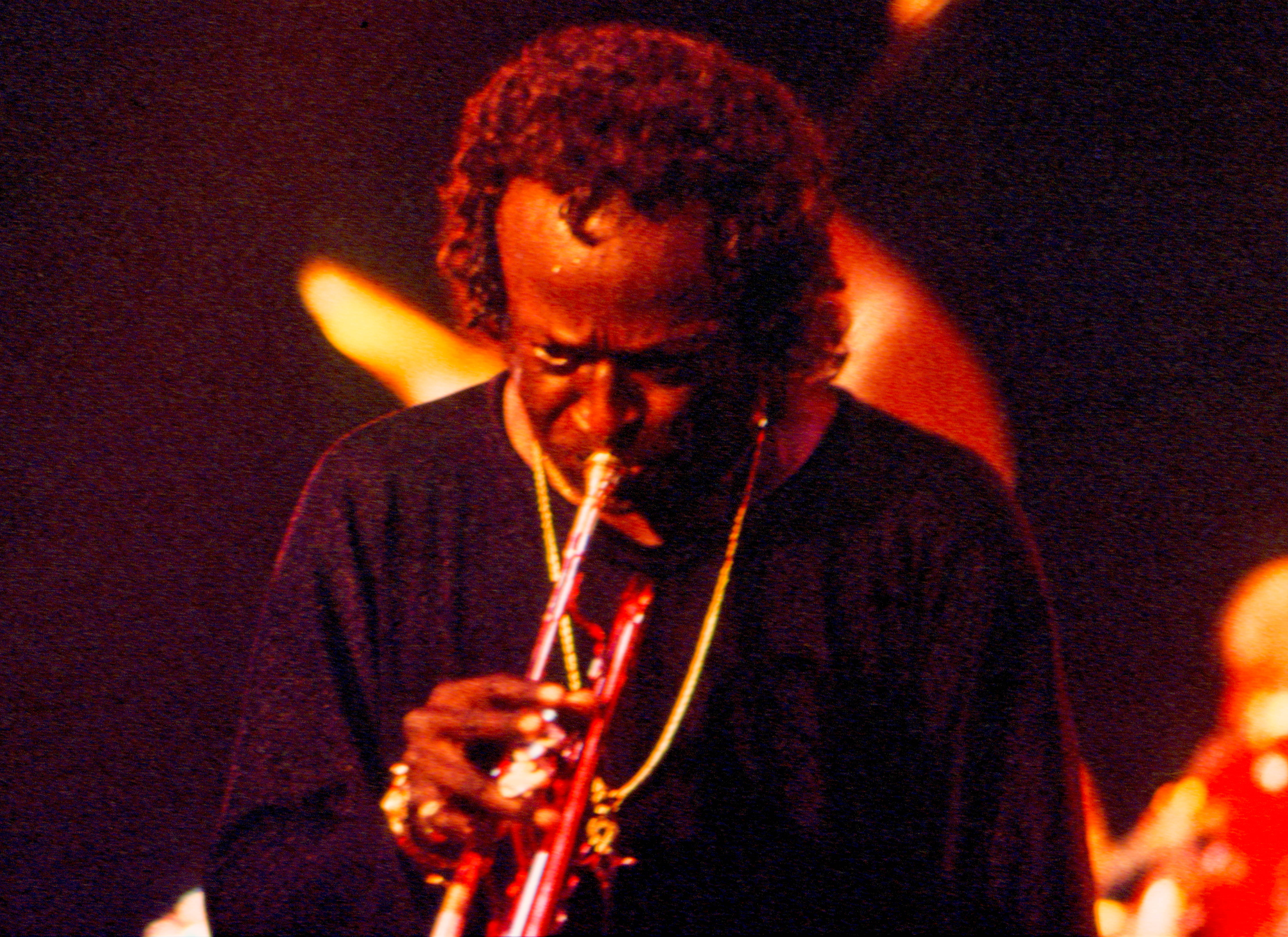
Miles Davis actuando en el North Sea Jazz Festival.

El lanzamiento en 1970 de Bitches Brew, un álbum de Miles Davis que contaba con Tony Williams, Ron Carter, Herbie Hancock, Wayne Shorter o John McLaughlin, entre otros, supuso una nueva revolución en el sonido del jazz, introduciendo una instrumentación y unos esquemas rítmicos más cercanos al rock y marcando el inicio de un nuevo género que recibiría posteriormente la denominación de jazz fusion. La influencia de los grupos de rock que estaban experimentando con el jazz en la época (Soft Machine, Blood, Sweat & Tears, Colosseum, Caravan, Nucleus, Chicago y, sobre todos ellos, las distintas formaciones de Frank Zappa), terminó de perfilar un género que daría lugar posteriormente a otros muchos subestilos, siendo particularmente evidente en aspectos como la instrumentación de las nuevas bandas de jazz rock —que reemplazaron el contrabajo por el bajo eléctrico y donde la guitarra o el órgano abandonaban la sección rítmica para situarse como instrumentos solistas de pleno derecho— o en la mayor importancia de los grupos respecto a sus miembros, otra característica heredada del mundo del rock.

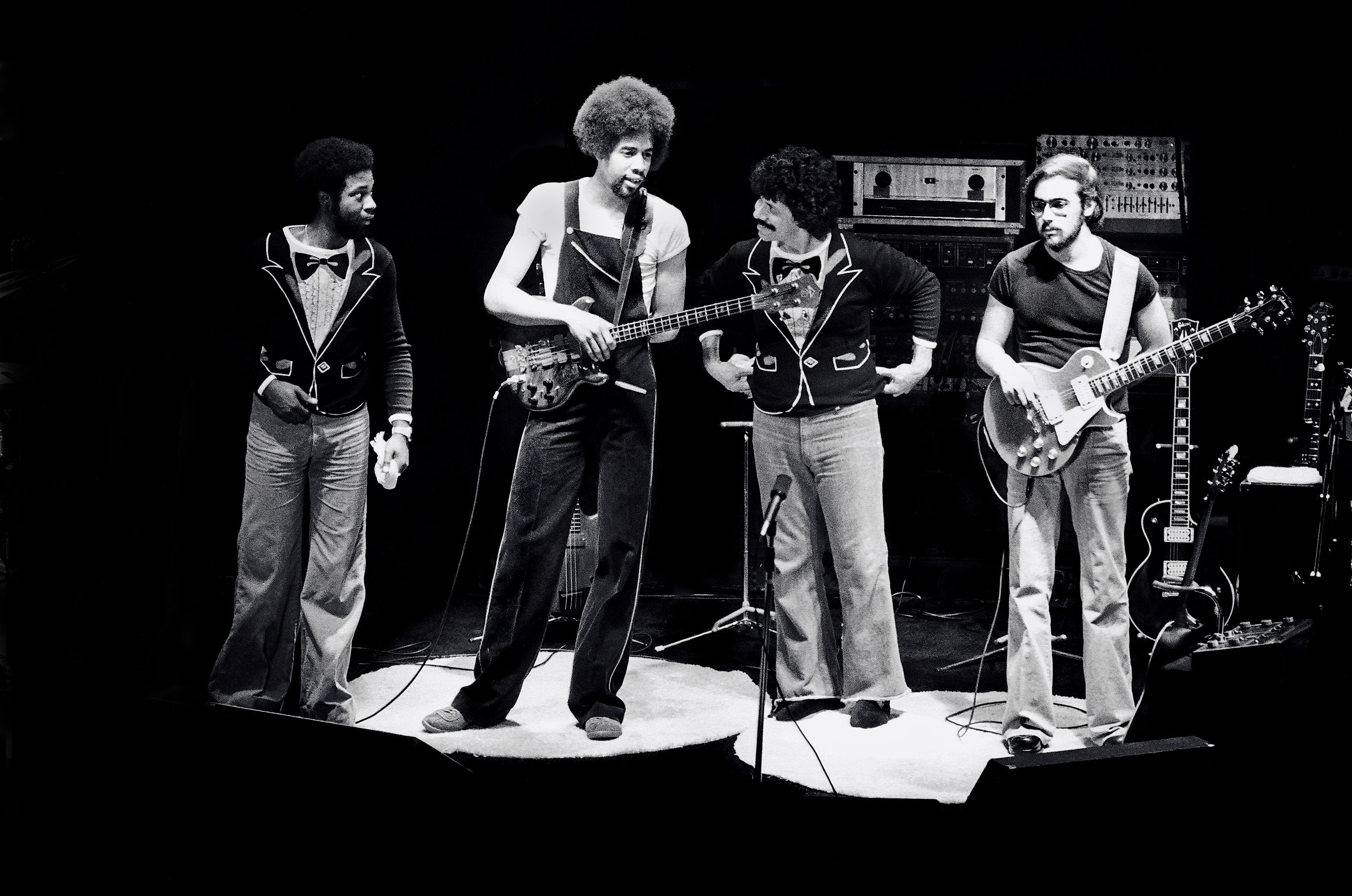
Return to Forever en 1976. de izq. a der., Lenny White (bt), Stanley Clarke (bj), Chick Corea (kb) y Al DiMeola (g).

Uno de los primeros representantes de la nueva corriente del jazz rock fue Gary Burton, quien, con la ayuda de Steve Swallow, Larry Coryell y Roy Haynes, había empezado a experimentar con ritmos de rock en The Time Machine (1966), y había introducido elementos country en Tennessee Firebird, editado ese mismo año. Tony Williams, quien se había hecho famoso en el quinteto de Miles Davis, ya había editado bajo su nombre Life Time (1964) y Spring (1965) antes de poner en marcha su Lifetime, una banda que contaba originalmente con Larry Young y John McLaughlin y que se convertiría en uno de los grupos más relevantes del género. Herbie Hancock no tardó en erigirse como uno de los máximos representantes del género a la cabeza de su grupo The Headhunters —una banda que, inspirada en los ritmos funky-psicodélicos de Sly Stone, logró el mayor éxito de ventas de la historia del jazz con su álbum homónimo editado en 1973—, mientras que Chick Corea hizo lo propio con sus Return To Forever, originalmente con Flora Purim, Joe Farrell, Stanley Clarke y Airto Moreira. Keith Jarrett publicó Gary Burton & Keith Jarrett en 1970, e hizo incursiones en el latin jazz en Expectations (1971), mientras que McCoy Tyner colaboró con músicos como Bennie Maupin, Bobby Hutcherson, Gary Bartz, Wayne Shorter, Alice Coltrane o Ron Carter en Expansions (1968), Cosmos o Extensions, ambos de 1970. Desde el área del free jazz, músicos como Charlie Haden, Carla Bley, Michael Mantler o Paul Motian se encontraban elaborando una música compleja y personal, con raíces muy diversas e influencias muy heterogénas.

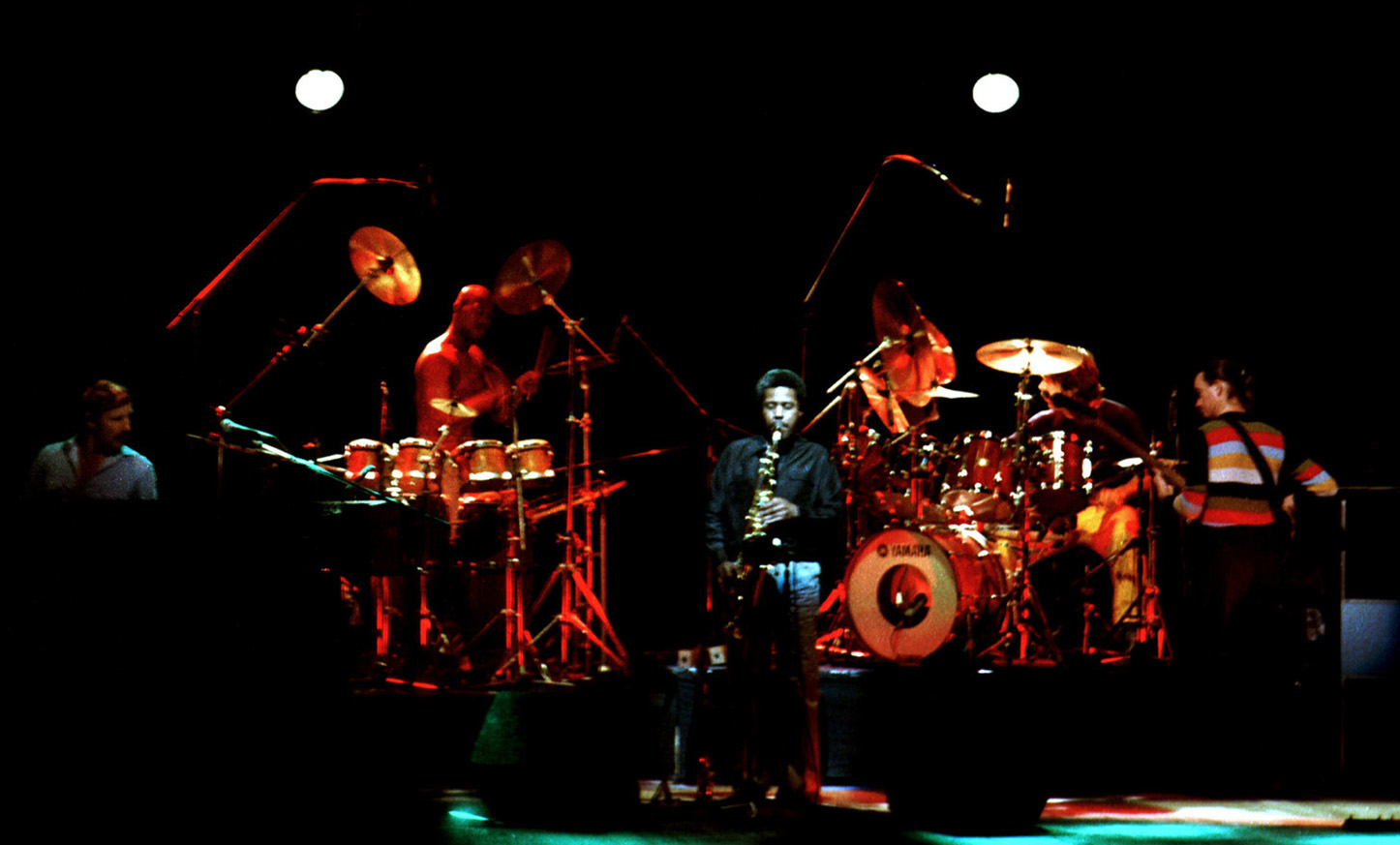
Weather Report en 1981. de izq. a der., Joe Zawinul (kb), Wayne Shorter (sxt), Jaco Pastorius (bj), Peter Erskine (bt) y Bobby Thomas Jr. (pc)

El guitarrista Larry Coryell fue otro de los pioneros del jazz rock, con su participación en el álbum de 1966 Out of Sight And Sound, del grupo "Free Spirits". El álbum marcó el inicio de una serie de grabaciones bajo su nombre que culminarían en Introducing The Eleventh House (1974), primer disco de una banda —The Eleventh House— que se situaría entre las más famosas de los grupos de jazz rock de la década de 1970. Weather Report, formado originalmente por Joe Zawinul, Wayne Shorter, Miroslav Vitous, Airto Moreira y Alphonso Mouzon no solo se convirtió en el grupo más importante del movimiento, sino —según Piero Scaruffi— en uno de los dos grupos más importantes de la historia del jazz. La banda obtuvo un considerable éxito desde sus inicios, pero la llegada del bajista Jaco Pastorius en 1976 supuso un nuevo empuje para la agrupación, que con álbumes como Black Market (1976) o Heavy Weather (1977) alcanzó un notable éxito comercial. John McLaughlin recogió el testigo del revival del blues que había tenido lugar en el Reino Unido con grupos como The Rolling Stones o Cream, pero tras editar un primer álbum bajo su nombre (Extrapolation, 1969) con John Surman y Tony Oxley, fue convocado por Miles Davis para la grabación de Bitches Brew. Su My Goal's Beyond, de 1971 muestra ya abiertamente la pasión del músico por la música hindú, un interés que desarrollará con la Mahavishnu Orchestra a lo largo de la década en álbumes como The Inner Mountain Flame (1971) o Birds of Fire (1972), y, especialmente con Shakti, una banda que contaba con la participación de músicos hindúes.
El baterista y pianista Jack DeJohnette es otra figura clave del movimiento, con una serie de álbumes —Have You Ever Heard (1970), Collect (1974), Untitled (1977)...— con los que quiso efectuar una nueva lectura de los clichés del jazz rock y en los que participaron músicos como John Abercrombie o David Murray. Gary Bartz había debutado con Libra (1967), un álbum en el que mostraba su estilo enraizado en la tradición del bebop y sus cualidades como compositor, pero tras reemplazar a Wayne Shorter en el grupo de Miles Davis, formó sus "NTU Troop" en 1970, para publicar un disco (Harlem Bush Music - Taifa, de 1970) en el que presentaba una música enérgica, con elementos del soul, del funk, del jazz y del rock. Billy Cobham —que había participado en Dreams junto a Randy y Michael Brecker y a John Abercrombie, y que también había pasado brevemente por el grupo de Miles Davis— editó Spectrum y Crosswinds en 1973, y Total Eclipse en 1974, todos ellos álbumes importantes en la historia del subgénero. John Abercrombie debutó discográficamente en 1974 con Timeless, con Jack DeJohnette y Jan Hammer para seguir editando álbumes en la misma línea con músicos como Marc Johnson, Peter Erskine, o Dave Holland. Los hermanos Randy y Michael Brecker formaron en 1975 The Brecker Brothers, para editar una música de gran complejidad a medio camino entre el hard bop y el funky antes de emprender sus respectivas carreras en solitario.

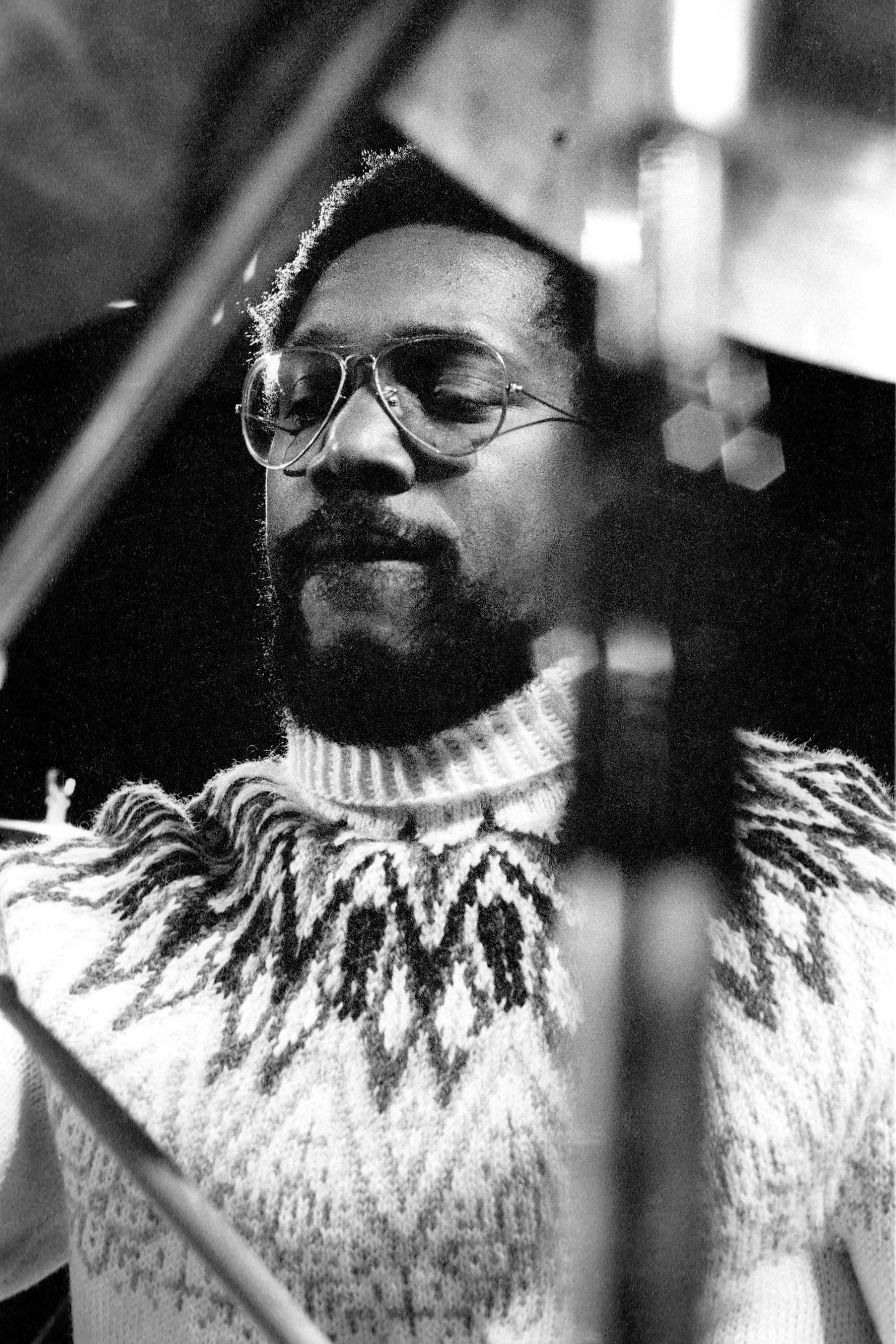
El baterista Billy Cobham fotografiado en el Kongsberg Jazz Festival de 1974.

Oregon publicó en 1972 un primer álbum —Music of Another Present Era— que mostraba una sofisticada combinación de jazz, música clásica, improvisación, complejidad compositiva y elementos étnicos. Lonnie Liston Smith editó en 1973 su Astral Travelling, primer disco de una banda —The Cosmic Echoes— que pronto derivaría hacia el funky soul con álbumes como Expansions (1974). Steps Ahead, un supergrupo de virtuosos con Mike Mainieri a la cabeza publicó su primer trabajo —Step By Step— en 1980, el mismo año que Ronald Shannon Jackson publicó Eye on You con su grupo Decoding Society; o que Joseph Bowie, hermano de Lester, publicó "Defunkt" primer álbum de su banda homónima.
Jean Luc Ponty fue el responsable de llevar el violín a la era de la electrónica, desde el comienzo de su carrera al lado de Frank Zappa en fecha tan temprana como 1968, pasando por sus colaboraciones con John McLaughlin y culminando en su carrera en solitario con álbumes como Upon The Wings Of Music, de 1975. El bajista y violonchelista Ron Carter había publicado Uptown Conversation (1969) con el contrabajo como protagonista, antes de editar Piccolo (1977), un álbum en el que empleaba el bajo piccolo, un híbrido entre el contrabajo y el chelo. El virtuoso checo Miroslav Vitous destacó también en el contrabajo en álbumes como Infinite Search (1969), o Purple (1970), pero fue Stanley Clarke el encargado de poner el bajo eléctrico en el punto de mira de los aficionados, con Stanley Clarke (1974) y School Days (1976). Jaco Pastorius fue, sin embargo el gran revolucionario de ese instrumento, tanto en sus tempranas colaboraciones con Pat Metheny (Bright Size Life, 1976) o Weather Report (Heavy Weather, 1977) como, sobre todo, con su debut en solitario que, lanzado en 1976 con el título de Jaco Pastorius, fue el disco que, no solo popularizó el bajo fretless, sino que lo situó como uno de los instrumentos más expresivos del jazz fusión. Destaca igualmente, en una línea muy funky, el bajista Jamaaladeen Tacuma (Show Stopper, 1983). Otras figuras importantes, dentro de un estilo de fusión que proviene del free jazz e incorpora elementos de la música third stream, fueron el contrabajista David Friesen (Color Pool, 1975), Collin Walcott (percusionista de Oregon y uno de los músicos más innovadores en su instrumento), el saxofonista John Klemmer (Touch, 1975), los pianistas Art Lande (Red Lanta, 1973), y Steve Kuhn (Ecstasy, 1974), y el bajista Steve Swallow (Swallow, 1991).

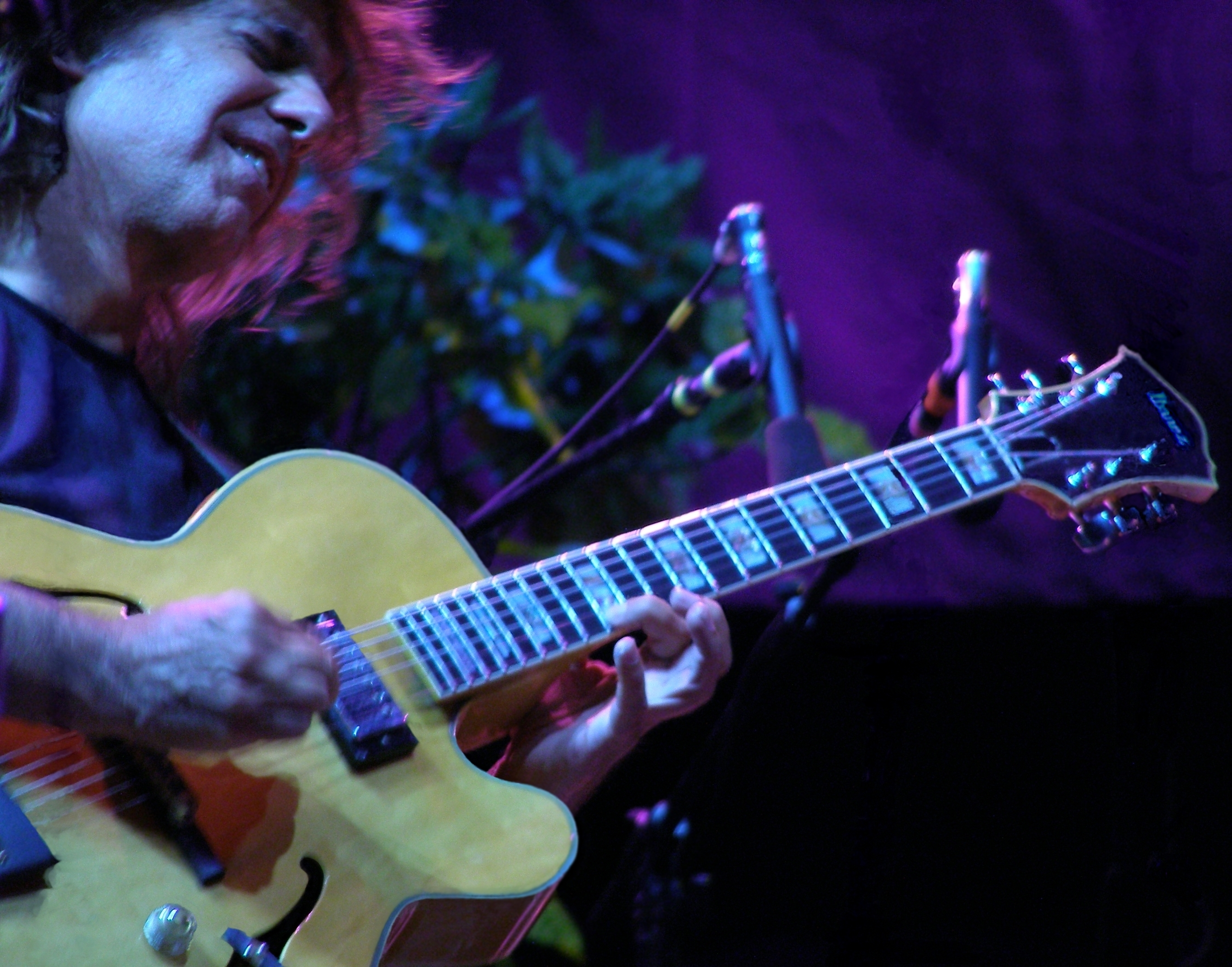
Pat Metheny en el Milano Jazzin Festival de 2008.

Tras la gran influencia de guitarristas de jazz más mainstream de las décadas de 1950 y 1960, como Joe Pass, Wes Montgomery y Barney Kessel, entre otros, la guitarra eléctrica había alcanzado gracias a la influencia del rock una popularidad sin precedentes, que no tardó en verse reflejada en el mundo del jazz fusión con la aparición de un buen número de músicos, que la veían como el instrumento dominante en la escena del jazz, tal y como el saxofón lo había sido en épocas anteriores. Sonny Sharrock (Black Woman, 1969; Monkie-Pockie-Boo, 1970) o James Blood Ulmer (Revealing, 1977) se encuentran entre los primeros representantes de esta corriente, al igual que Ralph Towner (Diary, 1973), el guitarrista de la banda Oregon. Hacia mediados de la década de 1970, el guitarrista de The Crusaders, Larry Carlton, aportó el sonido de la guitarra rock más duro a una banda original y esencialmente jazzística, y Pat Metheny había publicado en 1976 su Bright Size Life con Jaco Pastorius y Bob Moses, un disco que tenía a la guitarra eléctrica como principal protagonista pero que, también, introducía el bajo eléctrico en el sonido del jazz, y mostraba el estilo naturalista y original, típicamente «blanco», al igual que Carlton, que Metheny desarrollaría en posteriores álbumes ya con su banda Pat Metheny Group (Group 1978; American Garage, 1979). El japonés Kazumi Watanabe grabó una serie de afamados discos, que se inició con Endless Way (1975), mientras que John Scofield, que había colaborado con Billy Cobham y Charles Mingus, editó su primer trabajo en solitario en 1977, con el título East Meets West. El virtuoso Al DiMeola, publicó también sus primeros trabajos a mediados de la década (Land Of The Midnight Sun, 1976; Elegant Gipsy, 1977), al igual que Steve Tibbetts (Steve Tibbets, 1976; Yr, 1980), Steve Khan (Tightrope, 1977; The Blue Man, 1978) y Mike Stern, que asentaría su carrera a comienzos de la década siguiente, al lado de Billy Cobham y de Miles Davis (1981-1983).
En el ámbito europeo destacaron los británicos Neil Ardley, Mike Westbrook, Mike Gibbs, Kenny Wheeler, John Surman, Keith Tippett, Elton Dean, Basil Kirchin o el grupo Nucleus; los noruegos Jan Garbarek y Terje Rypdal; el danés Niels-Henning Orsted-Pedersen; los alemanes Wolfgang Dauner, Joachim Kühn y Eberhard Weber; el italiano Enrico Rava; el polaco Michal Urbaniak; o el ruso Serguéi Kuriokhin.

#### Jazzlatino yjazzafrocubano

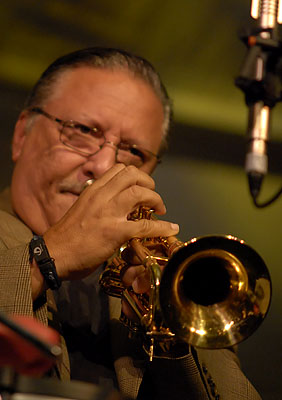
El trompetista Arturo Sandoval retratado en 2008.

En los primeros tiempos del jazz ya se produjo una temprana incorporación de elementos latinos a la música hot. De hecho, los ritmos de habanera, calinda, contradanza o fandango eran usuales en la música de Nueva Orleans. La presencia de elementos latinos se mantuvo en el jazz de los años 20 y 30, aunque sin la intensidad necesaria para gestar una verdadera fusión. Sin embargo, a mitad de los años 1940, la influencia cubana sobre el bop generó un estilo de fusión cuyo mejor exponente fueron la big band de Machito, y los trabajos de Dizzy Gillespie, que integraban elementos característicos del bebop con ritmos afrocubanos. De todos los estilos que surgieron tras la era del swing, el latin jazz ha sido uno de los que ha disfrutado de mayor popularidad, y sus esquemas básicos no han cambiado demasiado a lo largo de su historia, a través del trabajo —por citar solo a tres de las más importantes— de las orquestas de Tito Puente, Poncho Sánchez o Mario Bauzá.
A partir de mediados la década de 1960 y, especialmente, durante los años 1970, este estilo de fusión con músicas latinas, se asentó de forma definitiva en la escena del jazz. Dentro de la amplia denominación de "jazz latino", suelen incluirse músicas tan diferentes como las de origen brasileño (bossa nova, especialmente), las de origen cubano y otras de fusión con otras músicas de carácter latino (y de forma especial, el tango). Entre los muchos artistas que han desarrollado su obra en las distintas variantes de este género, cabe citar, dentro del jazz de fusión de origen brasileño, a Flora Purim, Airto Moreira, Charlie Byrd, Antonio Carlos Jobim, Joao Gilberto, Baden Powell, Hermeto Pascoal, Dom Um Romão, Egberto Gismonti o Claudio Roditi. Y, en el entorno de la fusión de jazz con la música afro-cubana y portorriqueña, encontramos a Irakere, Arturo Sandoval, Ray Barretto, Emiliano Salvador, Cal Tjader, Chico O'Farrill, Mongo Santamaría, Cándido, Sabú Martínez, Chano Pozo, Chucho Valdés, Steve Turre o Paquito D'Rivera, además de pianistas como Hilton Ruiz, Gonzalo Rubalcaba y Michel Camilo, en los que el elemento latino se incorpora de forma indistinguible a su origen post-bop.
Mucho más apegados a los estilos tradicionales cubanos, incluso a la salsa, encontramos a músicos como Willie Bobo, Cachao, Carlos "Patato" Valdés, Tata Güines, Willie Colón, Jesús Alemany o Francisco Aguabella, además de orquestas que históricamente tuvieron una gran proyección comercial, como las de Xavier Cugat y Pérez Prado. Fuera del mundo antillano, destacan músicos que han desarrollado trabajos de acercamiento entre el jazz y músicas tradicionales de otros lugares de América Latina: Astor Piazzolla (con sus discos en solitario o con Gerry Mulligan), Gato Barbieri, Osvaldo Tarantino, Alex Acuña..
El estilo ha dado origen a lo largo de los años a toda una serie de subgéneros relacionados entre los que se encuentran el boogaloo, el jazz cubano, el jazz brasileño y, por encima de todos en popularidad y proyección, la bossa nova.

#### Pop fusión ysmooth jazz

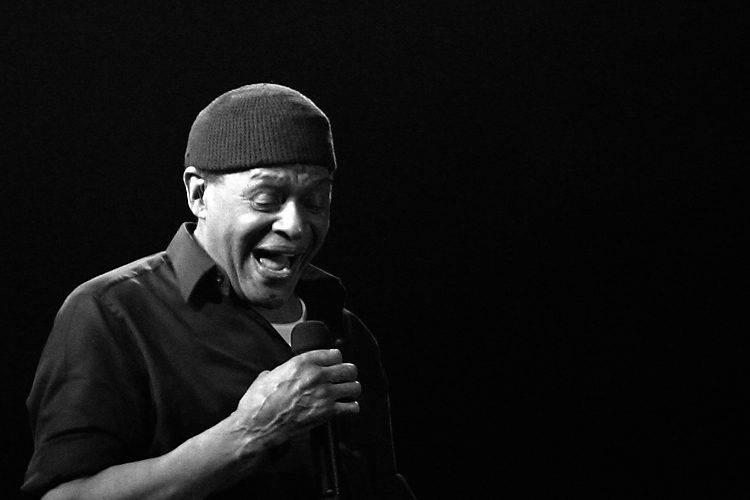
El vocalista Al Jarreau en el North Sea Jazz Festival de 2006.

A mediados de la década de 1970 el soul jazz y el jazz de fusión experimentaron un viraje hacia terrenos más comerciales que tuvo como protagonistas a destacados músicos de jazz como George Benson. Benson había iniciado su carrera como guitarrista al lado del organista Jack McDuff, en 1964, y tras haber registrado una serie de aclamados discos en la tradición bop se situó, desde mediados de la década de 1970, como un fenómeno comercial con álbumes como Breezin (1976) o Give me the Night (1980), en los que primaba su faceta como cantante. Chuck Mangione, desde una perspectiva similar, se especializó en baladas orquestales que integraban a partes iguales elementos bebop con melodías ligeras inspiradas en el pop más comercial, inaugurando en discos como Bellavia o Chase the Clouds Away (1975) el sonido característico de lo que luego se conocería como smooth jazz. Al Jarreau había comenzado una prometedora carrera como cantante de jazz con We Got By (1975), pero pronto derivó hacia la interpretación de baladas soul y jazz-pop de índole más comercial (Jarreau, 1983). The Yellowjackets, por su parte, exhibía un sonido a medio camino entre el jazz fusión más experimental de Weather Report y el pop-soul más comercial (Mirage a Trois [1982], Samurai Samba [1983]). También ya en los años 1980, la banda Spyro Gyra obtuvo un éxito comercial sin precedentes con una música que mezclaba elementos del pop ligero, el soul y el jazz fusión, jugando un papel importante al familiarizar al público no aficionado con los sonidos del jazz.
El smooth jazz se desarrolló a partir de una reelaboración más comercial del legado que habían dejado los músicos de fusión, caracterizándose por el uso frecuente de sintetizadores; por un ritmo ligero y sin pretensiones, de bases funky; por un sonido elegante y alejado de la racionalidad del bebop o de la energía del soul jazz o del funk; y donde el aporte general de la banda importaba más que cada uno de sus elementos por separado. Entre otros artistas que han trabajado en el género cabe destacar a David Sanborn, Russ Freeman, Bob James, Ben Sidran, Larry Carlton, Najee, Eric Marienthal, Jeff Lorber, Candy Dulfer o Fattburger.

#### Jazzflamenco y otras fusiones étnicas

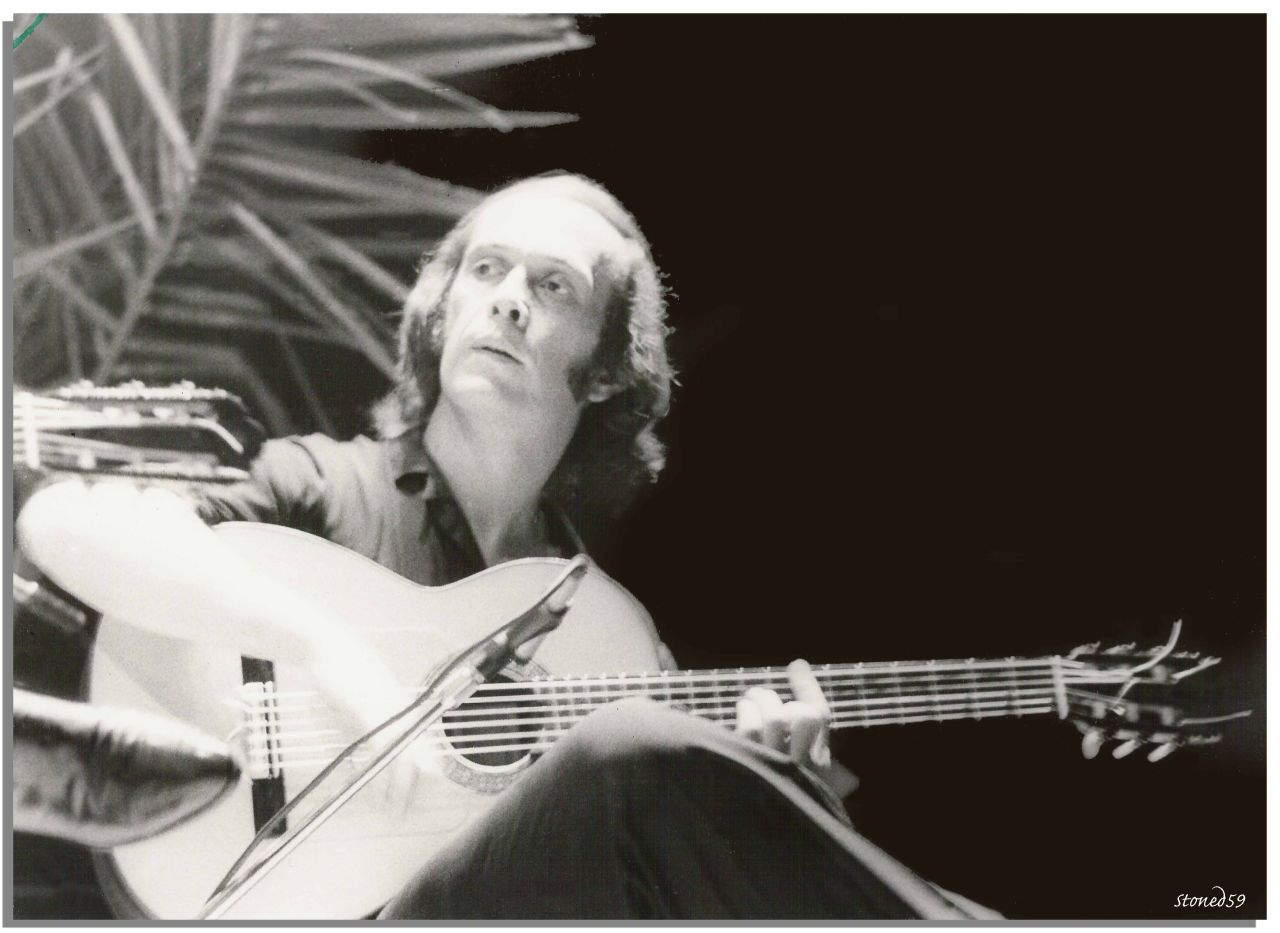
El guitarrista Paco de Lucía durante un concierto junto a Al Di Meola y John McLaughlin.

El jazz flamenco tiene su origen a finales de la década de 1950, de cuando datan los primeros experimentos, como el Hamp's Flamenco, de Lionel Hampton (1957) o los que Charles Mingus grabara en 1957 en su Tijuana Moods (aunque no vería la luz hasta 1962). A partir de la década de 1960 surgieron otras propuestas de fusión con el flamenco de parte de artistas como Miles Davis (Sketches of Spain, 1960; Flamenco Sketches, incluido en Kind of Blue, 1959) o John Coltrane (Olé, 1961). Sin embargo, en España hubo de esperar hasta 1967, año en que el saxofonista Pedro Iturralde editó su Jazz Flamenco (MPS), un disco que contaba con la colaboración del por entonces joven Paco de Lucía y que se considera usualmente como la obra fundacional del género. Discos como My Spanish Heart de Chick Corea (1976) o Friday Night in San Francisco, una grabación de 1980, en trío, de los guitarristas Al DiMeola, John McLaughlin y Paco de Lucía, abundaban en la idea de la fusión de ambos géneros, dentro de una corriente de renovación en el flamenco, que desembocó en las fusiones del llamado nuevo flamenco. De Lucía reelaboró el género en sus trabajos con el sexteto integrado por él mismo, su hermano Pepe de Lucía, Ramón de Algeciras, Carles Benavent, Rubem Dantas y Jorge Pardo (Live... One Summer Night, 1984). A partir de mediados de esa década, Benavent, Dantas y Pardo iniciaron sus carreras en solitario, ayudando a consolidar un estilo donde no tardaron en aparecer trabajos de figuras del jazz español y el flamenco, como Joan Albert Amargós, El Potito, Antonio Carmona, Chano Domínguez, Ángel Rubio, Guillermo McGill, Gerardo Núñez, Jerry González, Juan Manuel Cañizares, Agustín Carbonell "El Bola", Perico Sambeat o Javier Colina, artistas que continúan explorando el camino abierto por Davis, Coltrane, Iturralde y Paco de Lucía más de medio siglo atrás.

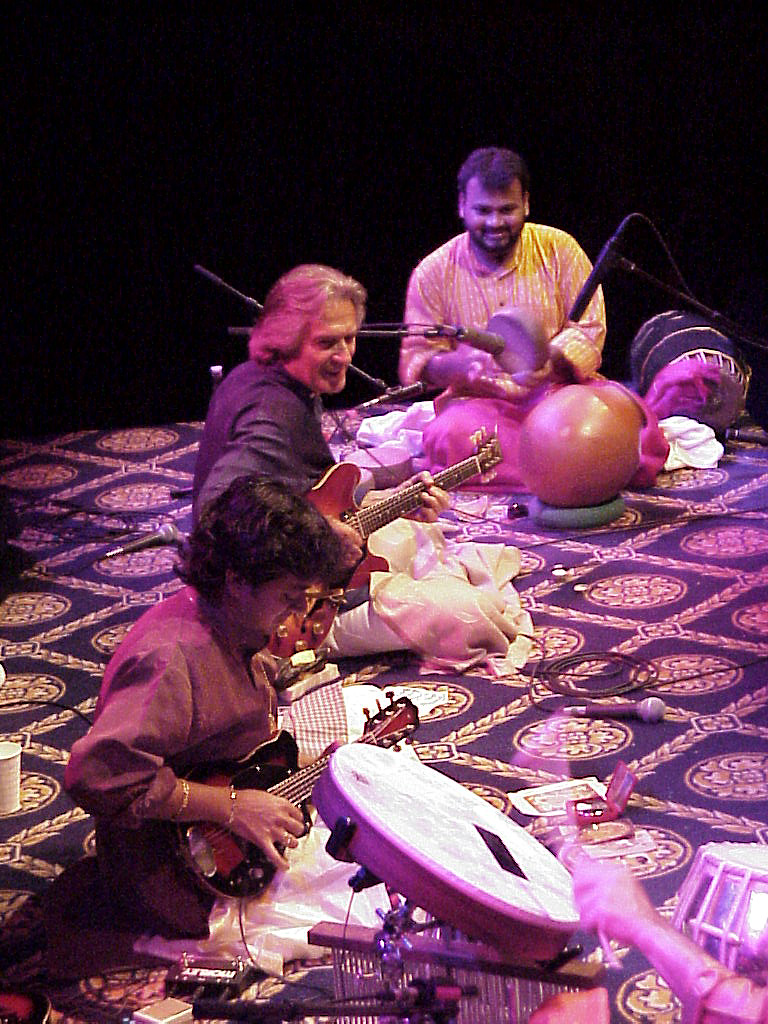
John McLaughlin con Remember Shakti.

En el resto del mundo distintos músicos de tradiciones muy diversas continúan elaborando fusiones estilísticas que a menudo tienen al jazz como coprotagonista. Esta orientación parte en la década de 1950, con artistas como Dizzy Gillespie, Dollar Brand, Sun Ra o Yusef Lateef, y se afianza, más tarde, a finales de los años 1960 y en la década de 1970, cuando Don Cherry, John McLaughlin, Don Ellis o Andy Narell comenzaron a fusionar elementos étnicos tales como instrumentación, armonías o ritmos, de distintas procedencias (África, la India, Bulgaria, Francia, Brasil, Japón, la Polinesia, Marruecos, el Caribe...), en trabajos donde la improvisación característica del jazz tenía un lugar importante.
Esta familia de géneros de «fusión étnica», cuya cercanía al jazz varía de un artista a otro, suele agruparse dentro del término generalista world music, denominación que incluye además otros estilos poco o nada relacionados con el jazz. Entre los artistas que han desarrollado su trabajo en esta línea, además de los citados, se encuentran Shakti, Babatunde Olatunji, Zakir Hussain, Paul Winter, David Amram, Rabih Abou-Khalil, Anouar Brahem, Paul Horn, Lou Harrison, Codona, Harry Partch, Trilok Gurtu, Manu Dibango, Lakshminarayanan Shankar, Alpha Blondy, Strunz & Farah, Toshinori Kondo, M'Lumbo, Elek Bacsik, Najma Akhtar, Richard Bona o Hugh Masekela.

### La década de 1980. La crisis deljazzy el nuevo tradicionalismo

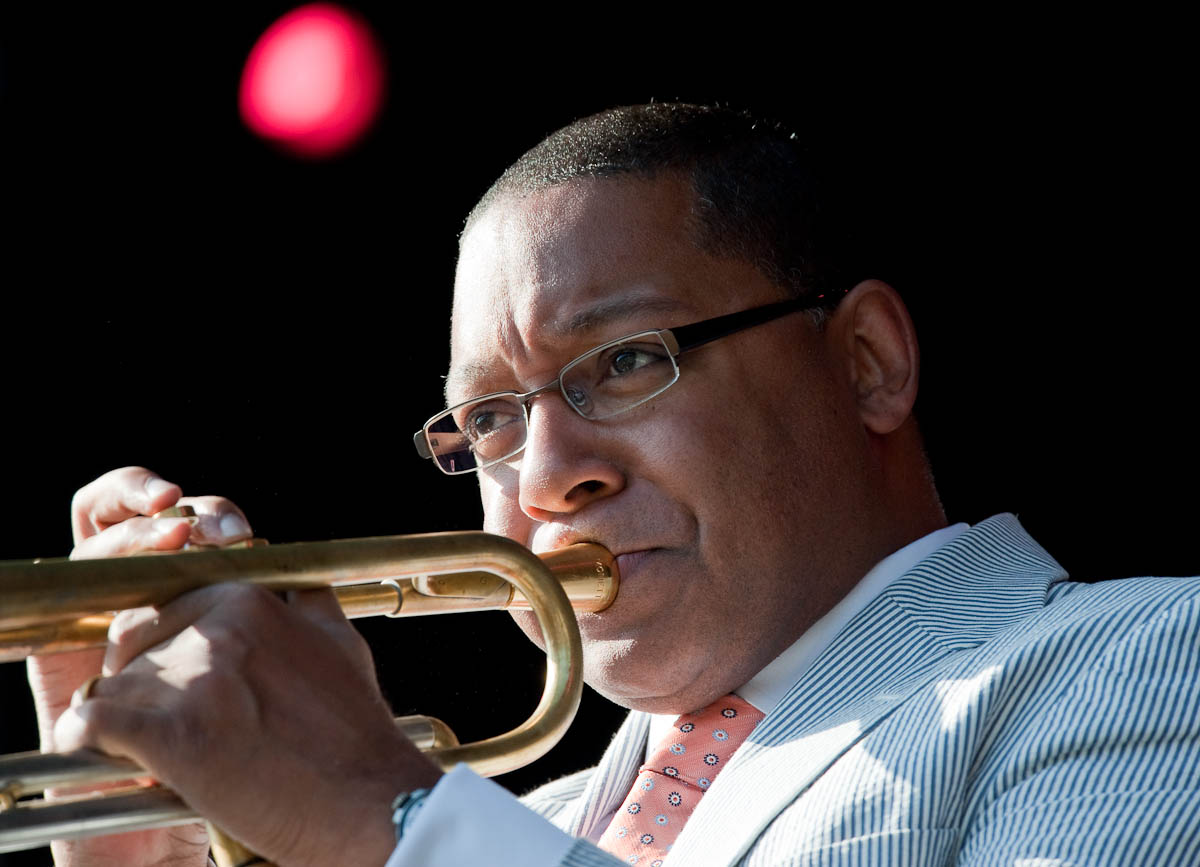
El trompetista Wynton Marsalis en el Jazz Festival de West Orange, Nueva Jersey.

El auge del «neo-tradicionalismo» que tuvo lugar con la llegada de la década de 1980 marcó el punto más alto de la crisis que había afectado al jazz desde la popularización masiva del rock, en la década de 1960. El jazz representaba para los negros norteamericanos la alternativa popular a la música clásica, pero en el momento en que comenzó a derivar, primero hacia el free jazz y luego hacia las distintas fusiones que tuvieron lugar en la década de 1970, fue alejándose cada vez más de sus orígenes, entrando en una crisis de identidad que a finales de esa década aún no había sido resuelta. En ese período el término jazz se solía identificar simplemente con la música instrumental, los músicos blancos estaban logrando más éxito que los negros y el panorama creativo en general era bastante desalentador. Sin embargo, la llegada de los neo-tradicionalistas cambió el orden de las cosas: en lugar de abanderar una nueva revolución en el género, reivindicaron una vuelta a sus orígenes trasladando los términos del debate desde la dicotomía free jazz/jazz fusión al debate entre los defensores de la pureza del estilo (neo tradicionalismo) y los partidarios de su evolución.
Scott Hamilton, con su A Is a Good Wind Who Is Blowing Us No Ill (1977) inauguró el revival del jazz clásico, el mismo año en que se publicó el primer disco del quinteto V.S.O.P., liderado por Herbie Hancock. Una vuelta a los principios del bop, que se vio continuada en la obra de los pianistas Kenny Barron, Joanne Brackeen, Jessica Williams, Mulgrew Miller, Fred Hersch, Marcus Roberts o Brad Mehldau; de los saxofonistas Ernie Krivda, Joe Lovano, Bobby Watson, Dave Liebman, Joshua Redman, James Carter o Courtney Pine; de los trompetistas Jack Walrath, Tom Harrell, Terence Blanchard, y Roy Hargrove; o del trombonista Steve Turre.
Mención aparte merece Wynton Marsalis, el principal representante de una saga familiar de Nueva Orleans que se inicia en la obra de Ellis Marsalis, padre del anterior (y de Brandford, Delfeayo y Jason, todos ellos destacados músicos de jazz), y un importante educador que tuvo entre sus alumnos más destacados a Terence Blanchard, Donald Harrison, Harry Connick, Jr., Nicholas Payton, o a Kent y Marlon Jordan, entre otros. La llegada a la escena de Wynton Marsalis, considerado por la crítica como el músico de jazz más famoso desde 1980, supuso la inauguración del movimiento de los Young Lions (jóvenes leones), un movimiento que tuvo como resultado la contratación por parte de las grandes compañías discográficas —incluso de aquellas que nunca habían mostrado interés alguno en este tipo de música— de los jóvenes talentos del jazz. Con un conocimiento enciclopédico de la tradición de su instrumento, Marsalis ha sido criticado por su papel conservador como director de la Lincoln Center Jazz Orchestra, una banda dedicada a preservar la identidad musical del jazz de los afroamericanos, pero también ha destacado por su papel de divulgador de la cultura del jazz, y como introductor de nuevos talentos.

#### El movimiento M-Base y elacid jazz

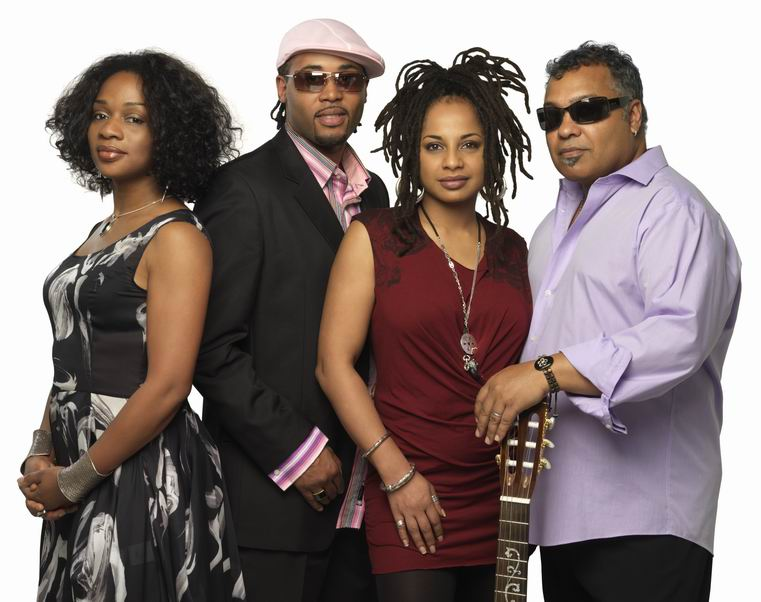
Fotografía promocional de la banda británica de acid jazz Incógnito.

A mediados de la década de 1980 surgió en Nueva York el colectivo M-Base, un grupo de músicos inspirados por las ideas armónicas de Ornette Coleman cuyas obras giraban en torno al free jazz y al funk, con elementos procedentes de la música, la filosofía y la espiritualidad del África Occidental. Entre los representantes más destacados del colectivo se encuentran los saxofonistas Steve Coleman, Gary Thomas y Greg Osby; el trompetista Graham Haynes; el trombonista Robin Eubanks; el guitarrista Jean-Paul Bourelly; los pianistas Geri Allen y Jason Moran; la bajista Meshell Ndegeocello; o la cantante Cassandra Wilson.
En 1988 aparece, de la mano del DJ británico Gilles Peterson (dedicado en esa época a editar remezclas de clásicos del jazz con bases hip hop) el término acid jazz, aplicado a un nuevo estilo musical que integraba elementos del jazz, del funk y del hip hop. El término pasó a ser el nombre de una discográfica creada por el mismo Peterson para dar salida a grupos del estilo y, finalmente, se impuso como denominación del propio género. Entre sus primeros representantes se encuentran el guitarrista Charlie Hunter o el trío Medeski Martin & Wood, pero no tardaron en surgir derivaciones más enfocadas a las pistas de baile como Stereo MCs, James Taylor Quartet, Brand New Heavies, Groove Collective, Galliano, Incógnito o el exitoso Jamiroquai. Otras bandas importantes del movimiento fueron Mondo Grosso, United Future Organization, The Jazz Warriors, Count Basic, o el guitarrista Ronny Jordan, que desarrollaron el grueso de su discografía ya entrada la década de 1990.

#### New-age jazz
En 1975 el guitarrista norteamericano William Ackerman había acuñado el término new age para definir un estilo de música instrumental de corte atmosférico, cuyo origen se podía rastrear en las fronteras del jazz con la música clásica, el folk, e incluso con la música psicodélica, la electrónica y las filosofías orientales. La nueva música, dirigida a un público acomodado y urbano, era una música genuinamente blanca, cuyo centro neurálgico se situaba en la Costa Oeste de los Estados Unidos.
Ya Tony Scott con su Music For Zen Meditation (1964) y Paul Horn (In India, 1967), entre otros, habían experimentado con la fusión del jazz con las tradiciones musicales de oriente, pero el género tuvo que esperar hasta mediados de la década de 1970 para que músicos como Mark Isham o David Darling comenzaran a trazar sus líneas definitivas, que quedaron bien establecidas a lo largo de toda la década siguiente en la obra de George Winston, Michael Hedges, Daniel Kobialka, Michael Jones, David Lanz, Liz Story, Mark Nauseef, Glen Vélez, Rob Wasserman o el grupo Shadowfax.

## Eljazzcontemporáneo

### Los años 1990 y elpost-jazz

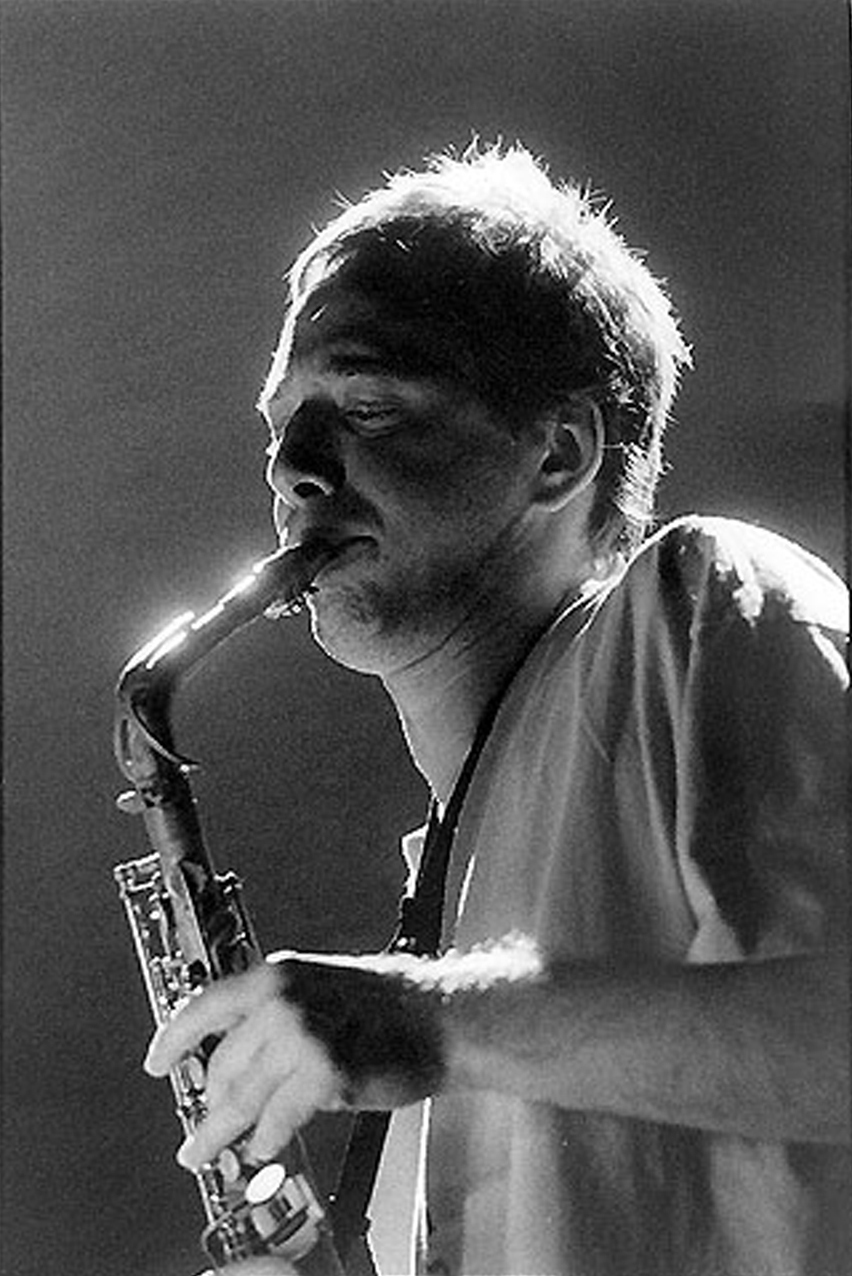
John Zorn en 2003.

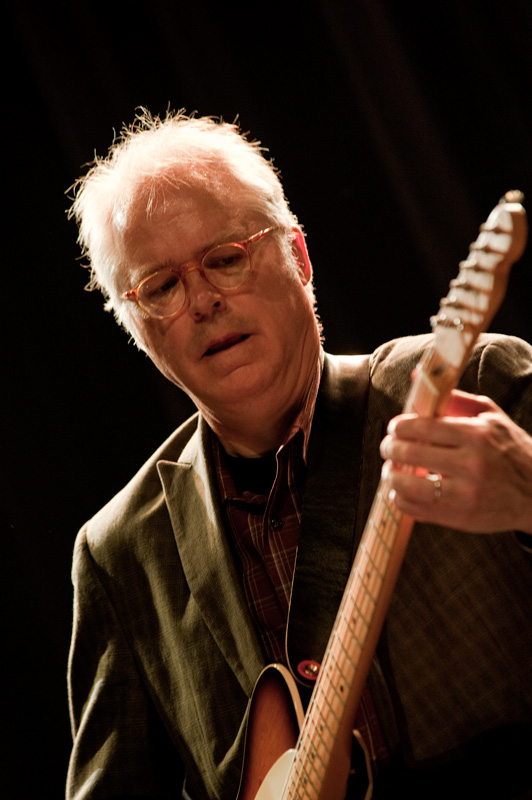
Bill Frisell en 2010.

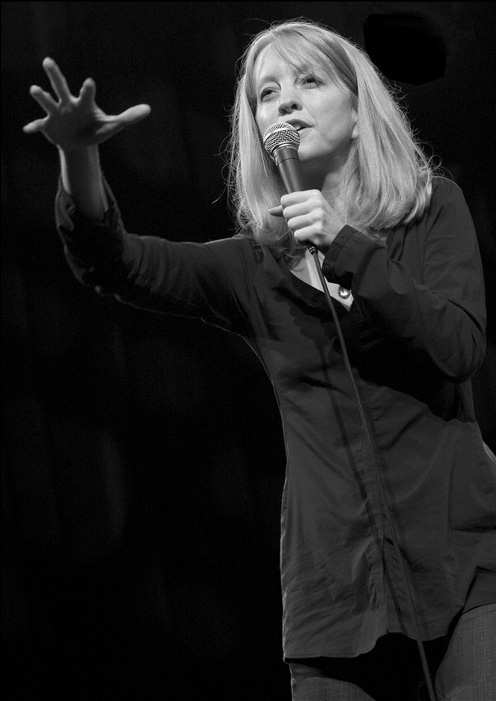
María Schneider en 2008.

Desde mediados de la década de 1970 la ciudad de Nueva York estaba experimentando una "nueva ola" de creatividad musical, tanto en el mundo del rock como en el mundo del jazz y la música de vanguardia. La revolución neoyorquina nacía de diversas raíces, y la cuestión racial era una de ellas: los músicos blancos lideraban el movimiento, y los músicos negros habían sido apartados de facto tanto de la escena de la música rock como de la clásica. El jazz se había cruzado anteriormente con otras músicas negras —el blues, el funk, el soul...—, pero hasta entonces no lo había hecho con estilos como el rock o la música clásica de vanguardia, tradicionalmente dominadas por músicos blancos. La revolución neoyorquina cambió el orden de las cosas.
Entre los primeros músicos en catalizar toda esta serie de elementos estuvieron el saxofonista John Zorn; el guitarrista Elliott Sharp, cuyas composiciones son un ejemplo de síntesis de disonancia, repetición e improvisación; Eugene Chadbourne, que integraba elementos del jazz de vanguardia con la música blanca de origen rural; el guitarrista Henry Kaiser ; el violoncelista Tom Cora; el guitarrista irlandés Christy Doran; el baterista Joey Baron; y otros muchos músicos de la misma generación.
La revolución neoyorquina se dejó sentir tanto en el tipo de material en el que los músicos se estaban embarcando como en el tipo de técnicas que empleaban para improvisar, recogiendo influencias de todo tipo y fusionándolas sin limitaciones conceptuales. Así, el saxofonista Ned Rothenberg se estableció entre la primera línea de las nuevas generaciones de improvisadores. Otros músicos, como el trombonista Jim Staley, o Tom Varner, un virtuoso del corno francés, se situaron entre los más originales de su generación. Mucho más conocido, el guitarrista Bill Frisell asimiló en su obra influencias del jazz y del rock, pero también del folk, de la música de las marching bands o incluso de la música eclesiástica. Solistas como el violonchelista Hank Roberts, o Mike Shrieve (exbaterista de Santana) pusieron también su capacidad integradora en primera línea.

#### Big bandsde la era delpost-jazz
La segunda mitad de la década de 1990 conoció un revival de la música para las big bands, una tendencia que se había originado en la década anterior, en la obra de músicos como el bajista Saheb Sarbib o el cornetista Butch Morris. El teclista Wayne Horvitz desarrolló su idea del «jazz progresivo de cámara», mientras que el veterano multinstrumentista Marty Ehrlich recogía la influencia del jazz tradicional, la improvisación, la música ligera y la música clásica de vanguardia, y la estadounidense María Schneider, alumna de Gil Evans, resucitó el estilo de su maestro en diversos álbumes para orquesta.

#### Las nuevas escenas de Chicago y Nueva York

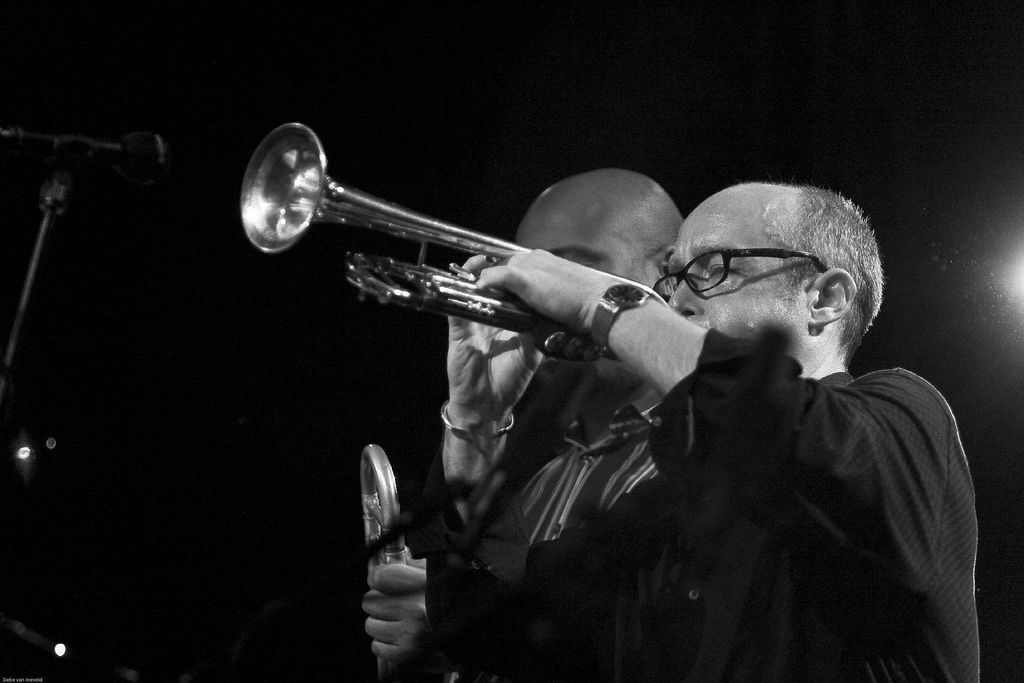
Dave Douglas en 2007.

Durante la década de 1990 la ciudad de Chicago se convirtió en un foco de creatividad musical donde surgieron figuras de interés como la pianista Myra Melford, que había debutado en 1984. El saxofonista Ken Vandermark ofreció Big Head Heddie en honor a Thelonious Monk y al gurú del funk George Clinton, antes de embarcarse en una carrera singular en la que experimentaría con distintos formatos y aproximaciones. El violonchelista Fred Lonberg-Holm, pupilo de Anthony Braxton se unió a la nueva ola de improvisadores creativos, mientras que el saxofonista/clarinetista Scott Rosenberg, otro alumno de Braxton, expandió el vocabulario del jazz con una cierta anarquía polifónica, ya en los albores del siglo XXI.
Antes de finalizar la última década del siglo XX, apareció en la escena de Nueva York una nueva generación de jóvenes músicos que encontraron en la improvisación el elemento clave de su música: la arpista Zeena Parkins, el flautista Robert Dick, el trompetista Toshinori Kondo, o el guitarrista Alan Licht. Otros, como el pianista Uri Caine o el trompetista Dave Douglas, exploraron la relación entre el hard bop, el free jazz y la música clásica.

### Eljazzen elsigloXXI

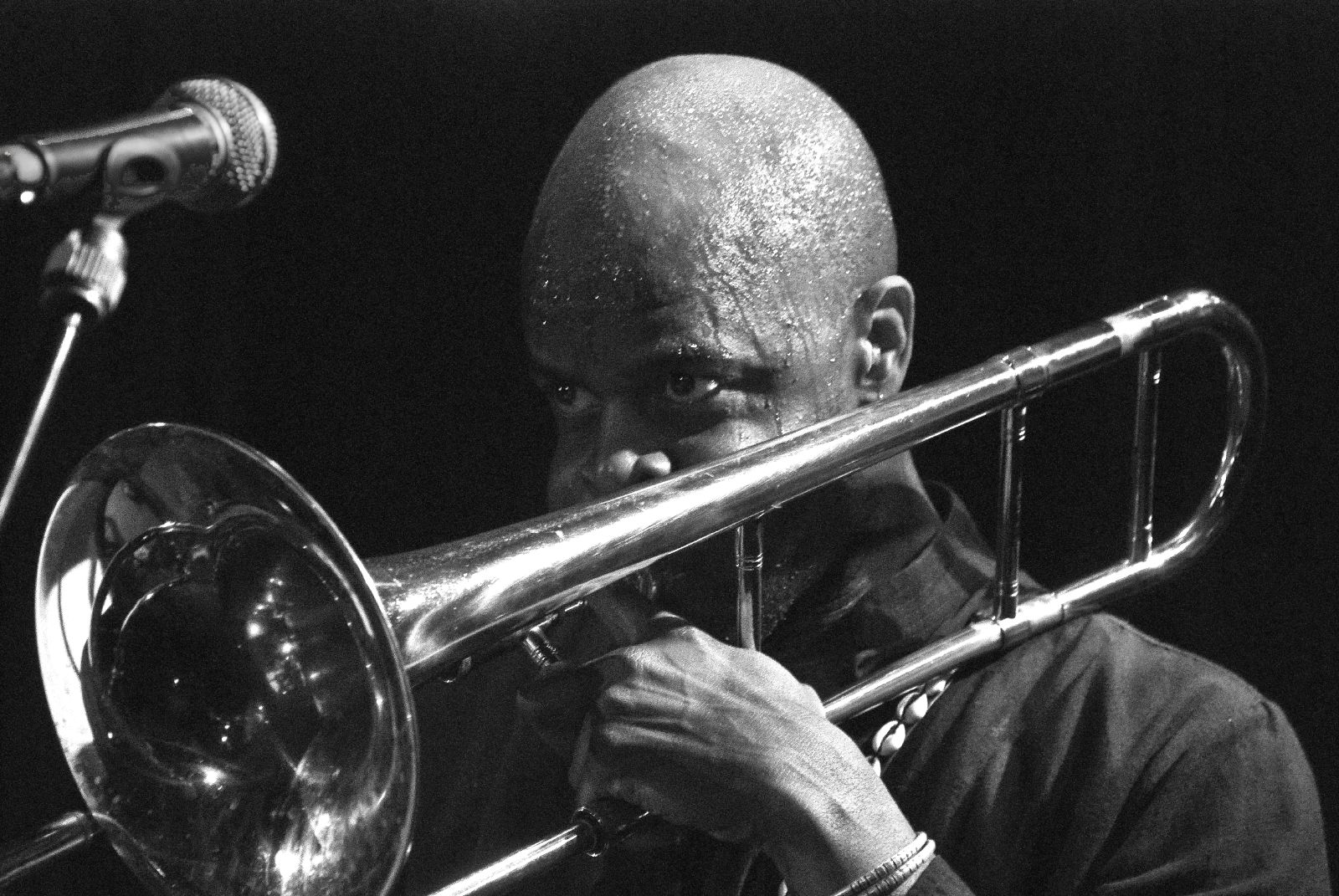
El trombonista Craig Harris

A finales del siglo XX el legado del free jazz era muy visible entre la comunidad negra de músicos de jazz, particularmente en la escena de Nueva York, donde destacaban nombres como el saxofonista David Ware, el irreverente trombonista Craig Harris, o el pianista Matthew Shipp, quien coqueteaba con el hip hop. El clarinetista de formación clásica Don Byron había hecho su aparición en la escena neoyorquina a principios de la década de 1990, al igual que el saxofonista Roy Nathanson o el trombonista Curtis Fowlkes, ambos exmiembros de Jazz Passengers. Por último, el grupo B Sharp Jazz Quartet insertó su obra entre el hard bop y el free jazz.
Más allá de las fronteras de Nueva York, continuaban apareciendo en los últimos años del siglo pasado una serie de artistas, que desarrollarían el grueso de su trabajo —en el que reelaboraban los conceptos establecidos por generaciones de jazzistas anteriores de múltiples y creativas maneras— ya en el nuevo siglo. Por ejemplo, el bajista Michael Formanek había debutado en 1990, y el argentino Guillermo Gregorio o el canadiense Paul Plimley, ya habían editado discos a mediados de la misma década. El yugoslavo Stevan Tickmayer, por su parte, colideró The Science Group, un intento de fusionar la música de cámara con la improvisada. Otros músicos destacados de esta primera generación del nuevo siglo, son Greg Kelley, y el violinista canadiense Eyvind Kang, uno de los más eclécticos músicos de su generación También a comienzos de los años 2000, aparecieron los discos de confirmación de músicos como el trombonista Josh Roseman, el contrabajista Ben Allison, el saxofonista David Binney, o el pianista Jason Lindner, todos ellos norteamericanos. Destacan también los trabajos del francés Erik Truffaz y del trompetista israelí Avishai Cohen.

#### Jazzelectrónico
La revolución que había traído consigo la música electrónica ejerció también su influencia en el desarrollo del jazz, que asistió al surgimiento de una nueva generación de improvisadores, que venían de la tradición del free jazz pero que recogían la influencia de la vanguardia clásica y de la electrónica: Ben Neill, el guitarrista y teclista Kevin Drumm, el percusionista suizo Günter Müller, o Miya Masaoka, de origen japonés pero nacida en Washington D. C.. Otros creadores, como Tyondai Braxton, o el trompetista noruego Nils Petter Molvær, experimentaron con la manipulación de loops orquestales y, caso también de Greg Headley, manipularon electrónicamente los sonidos de sus instrumentos mientras que, por último, grupos como Triosk efectuaron contribuciones importantes en la misma dirección.
En el campo del jazz rap, que ya se había desarrollado bastante en las últimas décadas del siglo XX, y comienzos del XXI, se produce una gran cantidad de obras, por parte de grupos y músicos provenientes del hip hop, como Kanye West, Crown City Rockers, Nujabes, A Tribe Called Quest, Madlib, el dúo inglés The Herbaliser, o los franceses Hocus Pocus, entre otros.

## Elementos deljazz

### Sonido y fraseo
Una de las mayores diferencias entre el jazz y la música clásica europea tiene que ver con la formación del tono: mientras que los distintos integrantes de una sección de instrumentos en la orquesta clásica aspiran a obtener el mismo sonido de sus instrumentos, de forma tal que puedan ejecutar los pasajes del modo más homogéneo posible, los músicos de jazz aspiran a lograr un sonido propio que los distinga del resto. El criterio no es ya la «pureza» de sonido que buscan los músicos clásicos, sino lograr expresividad con el instrumento, y así se puede decir que en el jazz la expresión está por encima de la estética. Esta característica explica que muchos aficionados al jazz sean capaces de distinguir quién está tocando tras las primeras notas, un fenómeno que suele asombrar a los no iniciados.
El fraseo de jazz tiene sus particularidades: Kid Ory, por ejemplo, solía tocar melodías circenses y de marchas militares, pero su característico sonido convertía su música en jazz, mientras que Stan Getz poseía un sonido similar al de los saxofonistas clásicos, pero su fraseo y el tipo de melodías que solía ejecutar hacían de él un músico de jazz. El fraseo en el jazz tiene su origen en la música de los esclavos africanos en los campos de trabajo, caracterizada por el esquema básico de call-and-response («pregunta-respuesta»), y también en el modo que los negros americanos tenían de tocar los instrumentos clásicos europeos.
Por otra parte, se ha discutido con frecuencia sobre la cuestión racial en el jazz. Roy Eldridge, por ejemplo, afirmó poder distinguir a los músicos blancos de los negros, pero en una prueba a ciegas a la que fue sometido falló constantemente.[cita requerida] Con independencia de cualesquier consideraciones, lo cierto es que músicos negros y los blancos han colaborado a menudo con resultados muy positivos (Fletcher Henderson y Benny Goodman; Neal Hefti y Count Basie), que algunos músicos negros como Charlie Mingus han estado al frente de la vanguardia experimental reservada comúnmente a los músicos blancos, y que algunos músicos blancos, como Gerry Mulligan o Al Cohn han señalado constantemente la importancia de elementos típicamente negros como el swing o el blues.

### Improvisación
La improvisación es una de las características definitorias del jazz. Se trata de un concepto muy antiguo, que se remonta a la obra de grandes compositores clásicos como Johann Sebastian Bach, quien improvisaba a menudo sobre las armonías de sus obras. Aunque los primeros ejecutantes de jazz no sabían nada acerca de los compositores clásicos, el jazz adoptó rápidamente la idea, convirtiéndose desde su nacimiento en una música esencialmente improvisada, donde los músicos parten de unos esquemas previos y de sus conocimientos y habilidades adquiridas a través de sus años de estudios para ejecutar solos improvisados sobre la estructura armónica de los temas. Un solo es, por definición, una pieza musical ejecutada por un instrumentista con o sin acompañamiento, y en algunas obras didácticas se dice que la habilidad para ejecutar un buen solo se asemeja a la habilidad para contar una historia, donde no importa solo «lo que se dice», sino también «cómo» se dice. Para crear un solo, los músicos necesitan conocer algunos elementos básicos, como la estructura de acordes del tema sobre el que están ejecutando el solo, la función que cada acorde juega dentro de la estructura armónica del tema o las escalas que se derivan de cada uno de los acordes que componen el tema, y luego deben integrar todos esos elementos con la melodía, que servirá en muchos casos como "guía" para el solista. Además deben disponer de los conocimientos y la experiencia necesarios para poder interpretar toda esa información, lo que en la práctica significa conocer a fondo el lenguaje del jazz y de sus distintos dialectos: jazz tradicional, swing, bebop, hard bop y las innovaciones rítmicas y armónicas que tuvieron lugar después.

### La estructura
La mayoría de los temas de jazz desde la era del bebop en adelante están basados estructuralmente en la forma de alegro de sonata de la teoría clásica: una introducción opcional, la exposición del tema (que a veces se repite), una sección de desarrollo y el final, seguido opcionalmente por una coda. En la terminología del jazz, tales secciones reciben comúnmente los siguientes nombres:
- Intro, que es donde se fija el carácter de la pieza. Tiene carácter opcional.
- Tema (head en inglés), que es donde se ejecuta la melodía.
- Vueltas, ruedas o sección de solos (solo section en inglés), que es donde los músicos ejecutan, por turno, sus solos.
- Vuelta a tema (head out en inglés), donde se vuelve a ejecutar la melodía.
- Coda, que da por concluida la interpretación de los músicos y, con ello, la pieza. Como la intro, tiene también carácter opcional.

Aunque no todos los temas de jazz se ajustan a esta forma, la inmensa mayoría de ellos sí lo hacen. Durante la sección de solos, la sección rítmica (comúnmente formada por piano, contrabajo y batería) continúa tocando los acordes de la progresión armónica del tema para que los solistas improvisen por turnos sobre ella. Cada vez que se llega al último de los acordes se vuelve de nuevo al primero, para iniciar una nueva "rueda" de acordes (chorus, en inglés) que será aprovechada por el mismo solista para ampliar su solo, o por otro distinto para tomar su turno.
Dentro de este esquema básico, las dos estructuras más comunes entre los standards de jazz son el blues y el esquema AABA. La mayoría de los temas de blues son variaciones del esquema básico de blues de doce compases, mientras que el esquema AABA, muy popular no solo entre los temas de jazz sino también en todo tipo de música popular desde principios del siglo XX hasta la llegada del rock'n'roll, consiste en dos secciones:
- La sección A, comúnmente llamada "verso"
- La sección B, denominada "puente"

Estas estructuras son solo dos de las más conocidas y empleadas por los músicos de jazz, que suelen utilizarlas como guía para la improvisación. No obstante, a lo largo de la historia, distintos músicos free como Cecil Taylor han demostrado que es posible crear jazz sin necesidad de atenerse a este tipo de estructuras formales.

### El arreglo
Puede parecer que el arreglo y la improvisación son dos aspectos contradictorios, pero en realidad los arreglos se han estado utilizando en el jazz desde la época de Nueva Orleans, no como un obstáculo a la improvisación, sino como una ayuda a la creatividad. Cuando existen arreglos, el músico solista sabe a qué atenerse, y de hecho, algunos de los más grandes improvisadores de la historia, como Louis Armstrong, exigían tocar siempre con arreglos. Por otra parte, Fletcher Henderson, el primer gran arreglista de jazz de la historia, concedía gran importancia a la improvisación en su orquesta, así como Jelly Roll Morton o Duke Ellington, otro de los más grandes arreglistas del jazz. Los arreglos en el jazz estuvieron presentes ya desde su surgimiento, en la obra de artistas como King Oliver, Clarence Williams o los ya citados Louis Armstrong y Jelly Roll Morton, así como en otras agrupaciones de Nueva Orleans y de dixieland.
A diferencia de la música clásica europea, en el jazz el arreglo no está siempre escrito, y muchos arreglistas y directores musicales tienen la costumbre de discutir oralmente con sus músicos los arreglos antes de la ejecución de la banda. El head arrangement, un término que se utiliza desde la década de 1930, se refiere a este fenómeno, y conceptualmente se sitúa entre la improvisación y el arreglo escrito propiamente dicho. A lo largo de la historia del jazz el arreglo —como la improvisación— ha sufrido una serie de transformaciones que lo han llevado desde la música de Charlie Parker o Miles Davis hasta las complejidades del free jazz, con su énfasis en el carácter improvisado de la música. Las distintas tomas del mismo tema que Parker registraba en el estudio eran tan diferentes entre sí que podían considerarse piezas nuevas, y John Lewis, del Modern Jazz Quartet subrayaba la conexión entre el trabajo de un arreglista y el de un compositor de jazz, conexión sobre la que se extiende Berendt:

El término «compositor de jazz» es, así, una paradoja: jazz significa improvisación y «compositor» significa, al menos en Europa, exclusión de la improvisación. Pero la pardoja puede hacerse fértil: el compositor de jazz estructura su música en el sentido de la gran tradición europea y deja sin embargo un espacio libre para la improvisación.
Berendt

### Teoría y armonía
Para poder tocar su música, el intérprete de jazz necesita disponer de una serie de conocimientos teóricos y armónicos que son fruto a menudo de un largo período de formación —sea autodidacta, sea en escuelas de jazz—, o de la experiencia práctica adquirida en jam sessions. La teoría básica en el jazz comienza con la teoría de intervalos y la formación de tríadas y cuatríadas que se deriva de ella, así como sus inversiones. La escala mayor y sus siete modos —el jónico, el dórico, el frigio, el lidio, el mixolidio, el eólico y el locrio— forman parte también de la teoría básica que debe dominar por completo un músico de jazz, al igual que el círculo de quintas. Entre las progresiones armónicas más comunes en el jazz se encuentran:
- La Progresión II-V-I, la más común de entre las progresiones de acordes características del jazz.[103]

- La progresión V-V, es decir, un acorde dominante que resuelve en otro acorde dominante. Es también frecuente la sucesión de acordes dominantes siguiendo el círculo de quintas.[103]

- La progresión I-VI-II-V, otra de las más comunes entre los músicos de jazz.[104]

- La progresión III-VI-II-V, una variación de la anterior de uso común en turnarounds, un pasaje que conduce de una sección del tema a otra.[105]

- La progresión I-II-III-IV, esto es, los cuatro primeros acordes diatónicos de una tonalidad, sobre los que se suele improvisar sobre la escala lidia, el cuarto grado de la tonalidad.[106]

- La progresión I-IV, con distintas variantes.[107]

Otro aspecto importante en la teoría del jazz es la relación acorde-escala, es decir, la correspondencia que se establece entre los acordes que componen la progresión armónica de un tema y las escalas que el músico emplea para improvisar sobre ellos. En este sentido, las cuatro escalas más importantes, de las que se derivan la mayoría de las armonías utilizadas por los compositores de jazz son la escala mayor, la escala melódica menor, la escala disminuida y la escala de tonos enteros, y el conocimiento de todas ellas, así como de sus modos es una parte importante del aprendizaje de todo músico de jazz. Otras aportaciones importantes son las escalas bebop —modos jónicos, dóricos y mixolodios de la escala mayor y la escala melódica menor con una nota de paso añadida—, las escalas pentatónicas mayores y menores, las distintas variaciones armónicas del blues y, por último, los rhythm changes, un esquema armónico estándar basado en la progresión armónica del clásico «I Got Rhythm», de George Gershwin.
La rearmonización, por otro lado, es una técnica que los músicos de jazz emplean frecuentemente para reinterpretar un tema, dándole un toque más interesante y personal. Consiste, básicamente, en cambiar los acordes del tema que se está ejecutando, sustituyéndolos por otros distintos sin alterar en exceso la melodía y el espíritu original del tema. Para rearmonizar un tema pueden seguirse distintas estrategias:
- Alterar sus acordes.
- Aumentar el número de acordes.
- Reducir el número de acordes.
- Sustituir un acorde, o un grupo de ellos, por otro(s).

En la práctica, dos de las técnicas más comunes para ello son la rearmonización de un acorde dominante por una progresión II-V, y la sustitución por tritono

#### Eljazzmodal
Capítulo aparte en la teoría del jazz merece el jazz modal, un subestilo caracterizado por el uso de pocos acordes y mucho espacio armónico, que fue popularizado por Miles Davis en su álbum de 1959 Kind of Blue. En el disco se encuentra «So What», un tema de solo dos acordes que resume a la perfección la esencia del jazz modal: dejar mucho más espacio para la improvisación en cada acorde de lo acostumbrado en la mayoría de temas y standards, de manera que resulte natural para el músico explorar con detalle la escala musical o modo derivado de cada acorde, en lugar de centrarse simplemente en las notas del acorde.

### La sección melódica y la sección rítmica. Ritmo yswing
Toda agrupación de jazz dispone, con independencia de su tamaño, de una "sección melódica" y una "sección rítmica". La primera está compuesta de instrumentos melódicos como el saxofón, la trompeta o el trombón, mientras que la segunda la componen instrumentos como la batería, la guitarra, el contrabajo y el piano, siempre y cuando no pasen a primer plano ejecutando, por ejemplo, un solo. En general, la sección rítmica es la encargada de proveer el colchón armónico y rítmico sobre el que tiene lugar la ejecución de melodías y solos, aunque pueden producirse excepciones e inversiones de esta regla, especialmente en el jazz moderno. Algunos críticos opinan que la sección rítmica está íntimamente conectada con los orígenes africanos del jazz, mientras que la melodía y la armonía proceden de la música clásica europea, una música donde, tradicionalmente, el ritmo ha jugado un papel menos importante, una diferencia que resulta especialmente patente si la comparamos con la música tradicional de otros lugares del mundo.
La unidad rítmica básica en el jazz es el beat, el pulso que en principio han de marcar a lo largo de la pieza el baterista y el bajista, o al menos uno de ellos; esto es así en la inmensa mayoría de las ocasiones, aunque en muchas otras, sobre todo en el free jazz, se dé por sobreentendido y no se marque. Respecto al swing, J. E. Berendt nos dice:

[El swing] se produjo ahí donde el sentido rítmico del africano «se aplicó» al compás regular de la música europea y a través de un largo y complejo período de fusión.

A lo largo de la historia del jazz, y con cada una de sus etapas, ha prevalecido una concepción diferente de los ritmos fundamentales, que fueron muy distintos para los músicos de las eras del ragtime, del dixieland, del swing o del bebop. Los músicos del free jazz no se limitaron ninguna fórmula básica; algunos reemplazaron el beat por lo que denominaron el pulso, una unidad rítmica rápida y nerviosa que no resultaba fácil identificar o aislar; otros utilizaron fórmulas rítmicas heterogéneas, introduciendo ritmos exóticos que procedían de la música africana, árabe o hindú, hasta el punto de que no es infrecuente encontrarse con quien piensa que el free jazz, una vez desaparecido el patrón básico del swing, ya no puede considerarse estrictamente como jazz.
Por último, a partir de la década de 1970 la corriente mainstream volvió a un cierto tradicionalismo en el aspecto rítmico, al tiempo que surgió el jazz rock y el jazz fusion, con un planteamiento muy diferente: los bateristas de ese estilo, como Billy Cobham, sustituyeron los patrones ternarios (atresillados) de subdivisión del swing tradicional por patrones de subdivisión binaria que se acercaban a los ritmos utilizados por los músicos de rock o de la música latina.

### La melodía
La melodía, íntimamente relacionada con la armonía, ha recorrido una evolución singular a lo largo de la sucesión de las distintas etapas de la historia del jazz. En el jazz primitivo apenas existía algo que pudiésemos llamar melodía, que en todo caso, no difería mucho de las melodías de la música de circo, de las marchas militares, o de la música de piano y de salón del siglo XIX. Conforme el fraseo de los solistas evolucionaba, fue ejerciendo una notable influencia en la melodía, modelando poco a poco un tipo de melodía característica, la «melodía jazzística», caracterizada por su fluidez, su naturaleza improvisada, su renuncia expresa del uso de negras y corcheas y por su gusto por los matices y la individualidad de la interpretación.
En el ámbito del free jazz se han observado dos tendencias opuestas respecto a la melodía: por un lado la de aquellos músicos que quisieron conservar toda la fuerza expresiva del fraseo de los músicos de generaciones anteriores como Lester Young y Charlie Parker, y por el otro la de aquellos que prefirieron desplazar el énfasis hacia el sonido, tal y como, por ejemplo, Bubber Miley hizo con sus «sonidos de la selva».
La melodía concreta del tema sobre el que se improvisa se ha vuelto progresivamente menos importante con el transcurrir del tiempo, y algunos de los músicos más modernos improvisan tanto que la melodía pierde para ellos casi su sentido; frecuentemente, de hecho, el tema es irreconocible para el oyente, pues el músico no improvisa sobre la melodía del tema, sino sobre sus acordes, a menudo rearmonizándolos o alterándolos de algún modo alejándose por completo del tema original. El arte de inventar nuevas melodías sobre progresiones armónicas conocidas se ha ido desarrollando a lo largo de la historia del jazz; los primeros improvisadores recorrían «verticalmente» las notas correspondientes a cada acorde, mientras que en el jazz moderno se buscan líneas melódicas «horizontales» que trascienden las limitaciones de la armonía que imponían los acordes en los primeros tiempos.
Los primeros músicos bop se saltaban a propósito las divisiones estructurales para dificultar la orientación de los colegas que pretendían copiar sus ideas. Así, para los oyentes del bop resultaba difícil determinar dónde comenzaba y dónde acababa un solo, una tendencia que encontró su máxima expresión entre los músicos del movimiento free, una música en la que improvisaba colectivamente hasta la propia forma del tema, con momentos de tensión que iban seguidos de otros momentos de calma. El contraste entre tensión y relajación tiene su origen en los músicos de Kansas City de la década de 1930, aunque fue Charlie Christian quien adoptó la técnica en su estilo de improvisación, alternando la ejecución de riffs con improvisaciones melódicas que resolvían la tensión creada por los primeros.

## Instrumentos e instrumentistas
Desde finales de la primera década del siglo XX, y hasta aproximadamente 1950, la instrumentación básica usada por los músicos de jazz fue esencialmente la misma: dos metales (trompeta y trombón), dos instrumentos de lengüeta (saxofón y clarinete) y la sección rítmica (batería, contrabajo, piano y, en ocasiones, guitarra). La historia del jazz puede ser escrita para cada instrumento, pues en cada uno de ellos han ido apareciendo figuras y revoluciones que han ido moldeando con el tiempo no solo su técnica, sino la manera de conceptualizar su función dentro de la banda. Desde una perspectiva similar, la historia del jazz se caracteriza por el lugar predominante que cada instrumento ha ido adquiriendo a través de sus distintas etapas:
- El piano dominó el período del ragtime.
- Los "Reyes del Jazz" (King Oliver, Louis Armstrong...) fueron siempre trompetistas durante la época de Nueva Orleans y Chicago.
- La era del swing fue la edad dorada del clarinete.
- Lester Young y Charlie Parker impusieron el saxofón como el instrumento principal en los años 40: al principio el tenor, luego el alto y después nuevamente el tenor. Menos preponderante, el saxo barítono contó con un referente destacado a partir de la irrupción de Gerry Mulligan.
- Desde principios de la década de 1970 la instrumentación electrónica (pianos, guitarras y bajos eléctricos, sintetizadores) fue cobrando cada vez un mayor protagonismo en el sonido del jazz.[120]

Ha habido tres grandes transformaciones en cuanto a la instrumentación en el mundo del jazz: la primera, cuando Lester Young introdujo la idea de que con cualquier instrumento se podía tocar jazz; lo jazzístico no dependía tanto del timbre del instrumento como del hecho de que con él se pudiese ejecutar el fraseo adecuado con la suficiente flexibilidad y claridad; La segunda tuvo lugar a mediados de la década de 1970, al irrumpir con fuerza los instrumentos eléctricos y electrónicos, redefiniendo «el sonido del jazz» e introduciendo nuevos instrumentos que posibilitaban novedosas formas de expresión artística; y la tercera, al abrirse el jazz al mundo de la world music, con nuevos sonidos instrumentales.

### Piano

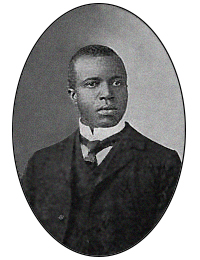
Retrato de Scott Joplin.

La historia del jazz, por haber comenzado con el ragtime, comenzó también con el piano como protagonista, si bien es cierto que las primeras bandas de jazz de Nueva Orleans carecían de ese instrumento. El piano tiene una serie de ventajas sobre otros instrumentos característicos del jazz: es polifónico y no monofónico como los instrumentos de viento, y no se limita a la ejecución de melodías, sino que permite la ejecución de ritmos y de armonías, lo que hace de él un instrumento más completo capaz de un buen desempeño como instrumento solista.
El primer pianista de jazz de cierta importancia fue Scott Joplin (1868-1917), conocido como «El rey de los compositores de ragtime». Jelly Roll Morton, uno de los primeros gigantes del jazz y la persona que pretendió para sí el título de «Inventor del Jazz», fue el primer gran compositor de jazz propiamente dicho de la historia. De Harlem procedían James P. Johnson, Willie "The Lion" Smith, Lucky Roberts, Duke Ellington y Fats Waller y es de ese mismo lugar de donde proviene el famoso stride, un estilo pianístico caracterizado por la alternancia de una nota de bajo en tiempos impares y un acorde con la mano derecha en los tiempos pares.
Entre los músicos de boogie-woogie destacaron Sam Price, Jimmy Yancey y Meade Lux Lewis, quien popularizó el honky tonk, un estilo similar que tiene por bandera su «Honky Tonk Train Blues». Años después, heredero de este estilo, Fats Domino, se establecería como una de las grandes figuras de R&B y del rock and roll.
Earl Hines estuvo a la cabeza de una tercera rama del desarrollo pianístico temprano, conocido como estilo «de viento», y desarrollado con posterioridad a los anteriores. El piano de Hines supuso el comienzo de una escuela que tendría como principales seguidores a Mary Lou Williams, Teddy Wilson, Nat King Cole y —especialmente— Bud Powell, además de incontables pianistas contemporáneos. Pero es en Art Tatum, considerado como uno de los mayores talentos naturales que ha dado el jazz a lo largo de su historia, en quien confluyó todo lo que se había logrado en el piano de jazz hasta la época en que se hizo famoso, esto es, a mediados de la década de 1940. Bud Powell representa el otro extremo del virtuosismo, transformando el vocabulario bop de Charlie Parker para adaptarlo al piano. Su legado está presente en prácticamente todos los pianistas de jazz que surgieron detrás de él y su figura es un referente imprescindible a la hora de entender el moderno piano de jazz.

El pianista de jazz canadiense Oscar Peterson en 1977.

Entre los pianistas que siguieron a Tatum se encontraban Billy Taylor, Martial Solal, Hank Jones, Jimmy Rowles, Phineas Newborn y el célebre Oscar Peterson, mientras que de Bud Powell procedían Al Haig, George Wallington, Lou Levy, Lennie Tristano, Hampton Hawes, Pete Jolly, Claude Williamson, Joe Albany, Dave McKenna, Toshiko Akiyoshi, Eddie Costa, Wynton Kelly, Russ Freeman, Harold Mabern, Cedar Walton, Mose Allison, Red Garland, Horace Silver, Barry Harris, Duke Jordan, Kenny Drew, Walter Bishop, Elmo Hope, Tommy Flanagan, Bobby Timmons, Junior Mance, Ramsey Lewis, Ray Bryant, Horace Parlan, Tete Montoliu, Roger Kellaway, Roland Hanna, Les McCann o Fritz Pauer.
Entre los pianistas de hard bop cabe destacar a Red Garland, Ray Bryant, Wynton Kelly, Junior Mance, Les McCann, Ramsey Lewis, Bobby Timmons, Tommy Flanagan, Barry Harris y Horace Silver. Lennie Tristano fue una figura crucial en la historia del piano de jazz, destacando sus aportes a la enseñanza, la adopción pionera de ciertas prácticas comunes entre los músicos clásicos contemporáneos y su figura como precursor del free jazz. El original Thelonious Monk, por su parte, con algunos de los standards más famosos y versionados de la historia del jazz, influiría notablemente en pianistas como Randy Weston, Herbie Nichols o Mal Waldron.

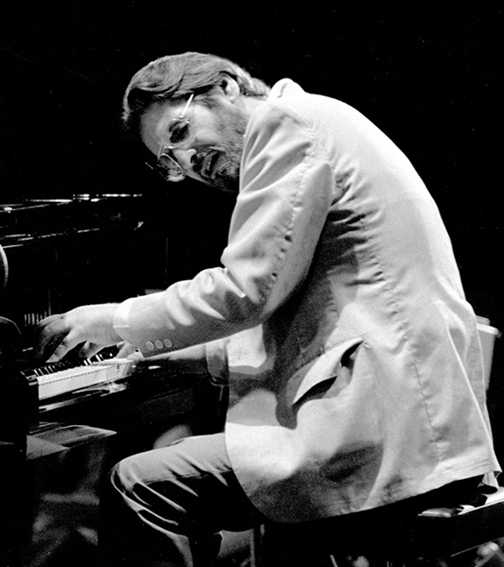
Bill Evans en el Montreux Jazz Festival (Suiza) en julio de 1978.

Bill Evans fue uno de los pocos músicos blancos en ser admitido en los círculos del hard bop. Señalado por la crítica como «el Chopin del moderno piano de jazz», Evans fue, además, el primer pianista de jazz modal, y hoy es considerado, junto a McCoy Tyner, como el pianista más influyente de todos los tiempos, dejando sentir su legado en la obra de Herbie Hancock, Keith Jarrett, Chick Corea o Brad Mehldau.
Entre los pianistas al margen de las corrientes establecidas podemos citar a Jaki Byard, Milt Buckner, George Shearing, Dave Brubeck, John Lewis o Erroll Garner, de quien a su vez partieron Ellis Larkins y Ahmad Jamal. En una órbita diferente, dentro del third stream, destaca el francés Jacques Loussier.
En el free jazz sobresalió Cecil Taylor, pero también destacaron otros pianistas que desarrollaron su estilo a partir de él o de forma independiente: los estadounidenses Paul Bley, Carla Bley, Ran Blake, Sun Ra, Burton Greene, Dave Burrell, Bobby Few, Muhal Richard Abrams, Don Pullen, Anthony Davis y Amina Claudine Myers; los británicos Howard Riley y Keith Tippett; los holandeses Fred Van Hove, Leo Cuypers y Misha Mengelberg; el belga John Fisher; el alemán Alexander von Schlippenbach; los austríacos Dieter Glawischnig y Friedrich Gulda; el japonés Yosuke Yamashita; la suiza Irene Schweizer; y el italiano Giorgio Gaslini.
Andrew Hill fue un pianista inclasificable cuya obra orbitó siempre en torno a las fronteras del free jazz; Dollar Brand, desde una perspectiva similar, fusionó los sonidos de su Sudáfrica natal con la sensibilidad y la técnica de los músicos clásicos, mientras que Keith Jarrett revolucionó el mundo del jazz con sus conciertos a piano solo totalmente improvisados y con sus posteriores exploraciones de standards con su trío.

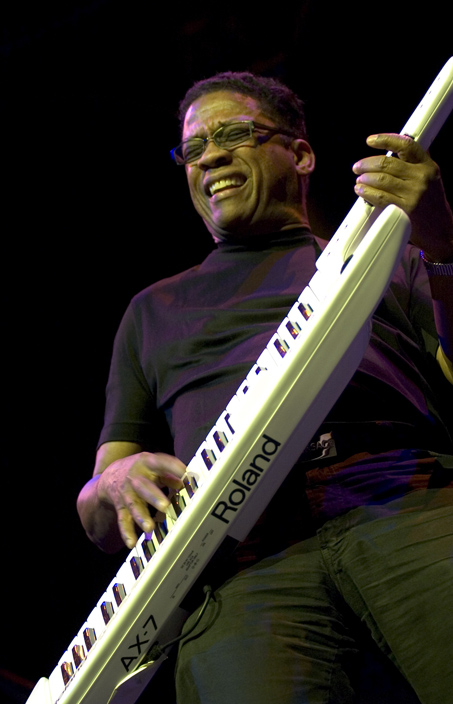
Herbie Hancock tocando en The Round House, Camden.

Herbie Hancock es, al igual que su mentor Miles Davis, una de las figuras más reverenciadas y a la vez controvertidas de la historia del jazz, con una obra arriesgada y extraordinaria que ha recorrido todos los desarrollos que han tenido lugar en el mundo del R&B, del funk y del jazz rock, volviendo siempre una y otra vez al jazz acústico. Chick Corea procede, como Hancock, del círculo de músicos que alcanzaron notoriedad a raíz de su colaboración con Miles Davis, y es considerado como una de las figuras clave de la evolución del jazz desde la década de 1960. Otros pianistas y teclistas de jazz fusion son Patrice Rushen, Joe Zawinul, George Duke, Ben Sidran, Milcho Leviev, Stu Goldberg, Bob James o Jan Hammer, así como el holandés Jasper van 't Hof y los alemanes Joachim Kühn y Wolfgang Dauner, todos ellos excelentes músicos que se han expresado a menudo también con el piano eléctrico o el sintetizador.

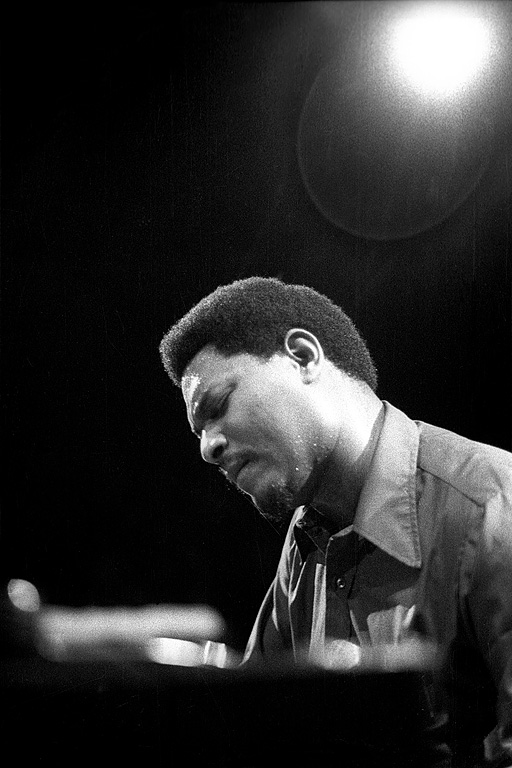
El pianista McCoy Tyner.

El más importante pianista de la corriente principal del jazz desde el comienzo de la década de 1970 es, para Berendt, McCoy Tyner, un pianista que surgió en el grupo de Coltrane y que durante muchos años ha recibido el reconocimiento como mejor pianista de la escena en la mayor parte de las encuestas de jazz en el mundo. La figura de Tyner ha sido esencial para el desarrollo de un sinnúmero de pianistas posteriores como Mulgrew Miller, Hal Galper, John Hicks, Hilton Ruiz, Joanne Brackeen o el belga Michel Herr; para toda la generación de pianistas neo-bop: Onaje Allan Gumbs, Kenny Barron, Kenny Kirkland, George Cables, Mickey Tucker, Mike Wofford, Andy LaVerne, John Coates, Jim McNeely o Mark Soskin; y para un buen número de músicos europeos como los británicos Stan Tracey y Gordon Beck.
De entre los pianistas contemporáneos de la corriente principal destacan Geri Allen, Uri Caine, Cyrus Chestnut, Brad Mehldau o Michel Petrucciani, entre otros muchos. En el mundo del jazz latino sobresalen Eddie Palmieri, Hilton Ruiz, Chucho Valdés, Gonzalo Rubalcaba, Michel Camilo o Eliane Elias. De los pianistas que han fusionado su pasión por el flamenco con el jazz destaca, por encima de todos, Chano Domínguez.

### Trompeta

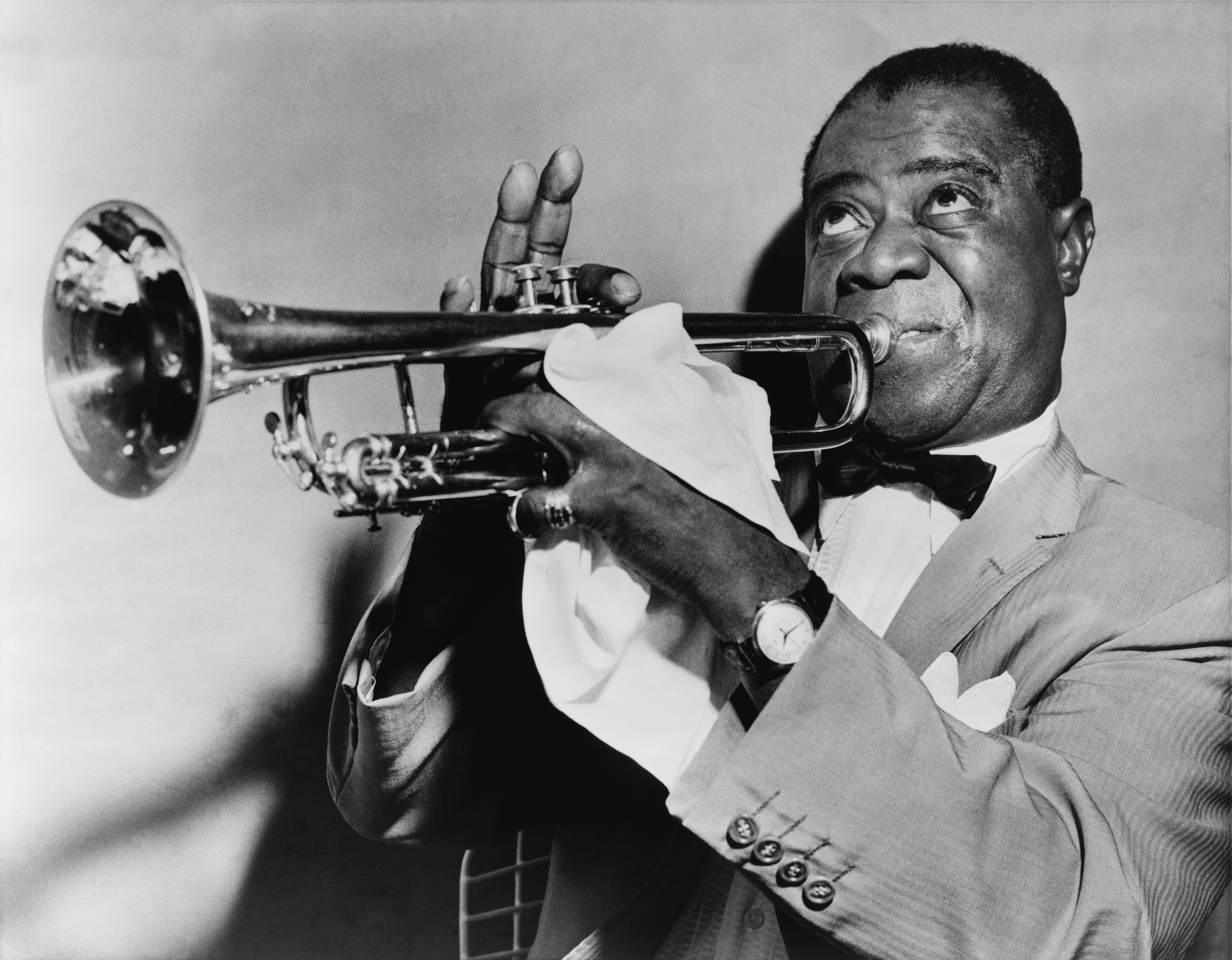
Fotografía del trompetista de Nueva Orleans Louis Armstrong.

En muchos aspectos, la posición que la trompeta ha tenido en el jazz ha sido inversa a la que ha ocupado el saxo, y especialmente el saxo tenor. Desde los primeros tiempos del hot, y hasta la revolución bop, la trompeta ha sido «el rey de los instrumentos del jazz», tanto por el gran número de grandes solistas que ha dado, como por su papel dominante en los combos de jazz tradicional y en las big bands de swing.
En los comienzos del jazz, se usaba básicamente la corneta, al ser entonces mucho más barata y fácil de conseguir que una trompeta. Cornetistas fueron los líderes de las primeras bandas de las que se tiene noticia, apenas unos años después de la Guerra de Secesión, en la prehistoria del jazz (Louis Ned, Sam Thomas, Robert Baker, James L. Harris) y de las bandas más famosas de finales de ese siglo, como James Williams o, sobre todo, Buddy Bolden. Cornetistas fueron también los principales nombres de la primera generación «histórica» del jazz, la que cabalga sobre el paso del siglo XIX al XX: Freddie Keppard, Manuel Pérez, Bunk Johnson, Papa Mutt Carey, Papa Celestin, Natty Dominique y King Oliver. Estos son los primeros cornetistas de jazz en ser grabados, y su sonido se revela como "primitivo": áspero, duro y terroso, en palabras de Berendt. Establecieron, especialmente Oliver, un modelo de cornetista hot sólido e imaginativo, cuyo papel como líder de la banda era indiscutible y que asumía el peso de la interpretación del tema principal, con el contrapunto armónico y rítmico del clarinete y el trombón, la «Santísima Trinidad» del hot.
La segunda generación de cornetistas de Nueva Orleans supuso el primer gran cambio en el sonido y enfoque del instrumento. Muy influidos por Oliver, comenzaron a aportar al sonido de la corneta un vigor y expresividad que hasta entonces no era usual. Kid Rena y Tommy Ladnier fueron los primeros, acentuando los registros graves de su instrumento, pero la principal figura de esta generación fue, sin duda, Louis Armstrong quien establecería, a comienzos de los años 1920, el modelo de sonido que marcaría la trompeta hasta los años 1940. Fue también «el principal responsable de que el jazz dejara de ser un estilo colectivo y se transformara en un arte de solista». Sus principales discípulos fueron Teddy Buckner, Hot Lips Page y Jonah Jones. Esta fue la generación que, en la segunda mitad de la década de 1920, abandonó masivamente la corneta para pasarse a la trompeta de pistones, que les permitía mayores recursos técnicos. A ella pertenecieron también los primeros grandes trompetistas blancos de hot: desde el dixieland de Nick La Rocca, pasando por el estilo Chicago de Sharkey Bonano o Muggsy Spanier, hasta el más sofisticado estilo Nueva York de Red Nichols y Phil Napoleon. Aunque el más influyente de los trompetistas blancos de la época fue Bix Beiderbecke, quien nunca abandonó la corneta, a pesar de lo cual «enriqueció el jazz armónica y melódicamente».
El camino abierto por Armstrong y Beiderbecke fue dominante entre los trompetistas de big band de los años 1930. Muy influidos por este último, encontramos a trompetistas como Bunny Berigan, Jimmy McPartland, Bobby Hackett, Max Kaminsky, Wild Bill Davison o Rex Stewart. Precisamente algunos de los músicos citados, como Stewart, pueden encuadrarse en un estilo muy característico de los comienzos de esa década, desarrollado en el seno de la big band de Duke Ellington y que se conoció como jungle style. El primero de los trompetistas de jungle fue Bubber Miley, quien pertenecía a la misma generación de King Oliver, con quien era frecuentemente comparado. Usaba la sordina para conseguir efectos de sonido, de una manera que luego fue continuada, no solo por Stewart, como ya se ha dicho, sino por la generación posterior, con Cootie Williams, Ray Nance y Clark Terry como figuras más destacadas. Las grandes orquestas dieron impulso, también, a un tipo de trompetista especializado en los registros agudos del instrumento, hasta tesituras casi imposibles, como Cat Anderson, Al Killian o Maynard Ferguson. También a trompetistas brillantes, de corte más comercial, muchos de ellos blancos, como Harry James. Todos estos trompetistas pueden adscribirse a la "escuela Armstrong", incluyendo los más jóvenes como Terry, quien adaptó el peculiar estilo de Rex Stewart (que apretaba solo a medias los pistones) al jazz moderno.
También Red Allen fue inicialmente un «armstrongniano». Sin embargo, fue precisamente Allen quien inició una vía nueva de desarrollo de la trompeta de jazz, trasladando el énfasis desde la sonoridad al fraseo. Esta tendencia hacia un «nuevo estilo» se fue haciendo evidente con los trompetistas de la generación que se consolidó a comienzos de los años 1940: Especialmente Roy Eldridge, aunque también Harry Edison, Charlie Shavers y Buck Clayton. Como consecuencia de la paulatina preponderancia del saxofón, la «fluidez» comenzó a considerarse un ideal para los trompetistas, y el propio Eldridge reconocía que «tocaba un bonito saxofón en la trompeta». Trompetistas más jóvenes fueron claramente discípulos de ellos, como Joe Newman, Ruby Braff o Warren Vaché.

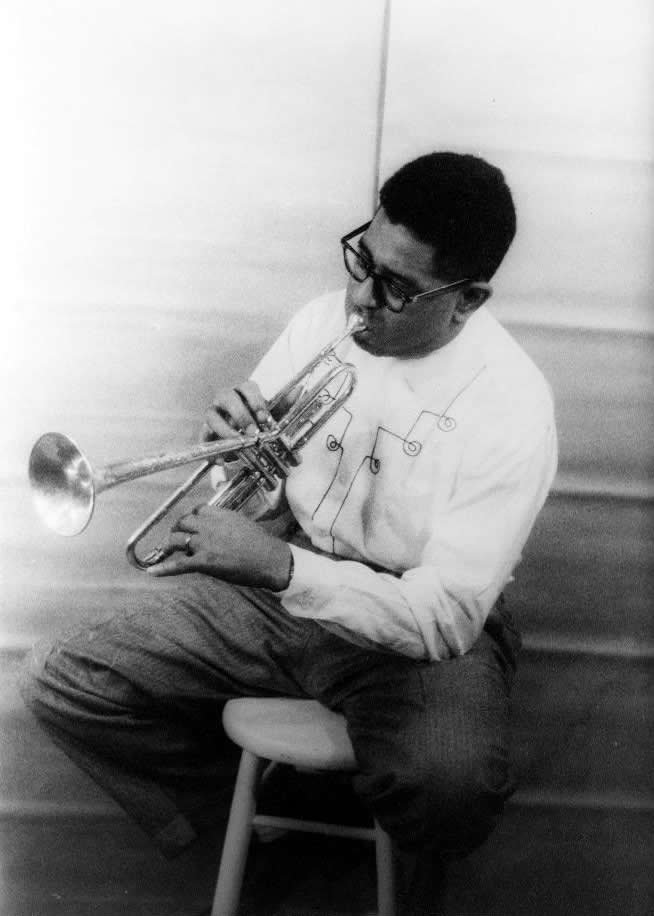
Dizzy Gillespie en 1955.

El camino iniciado por Allen y continuado, sobre todo, por Eldridge, desembocó en Dizzy Gillespie. Gillespie es, para muchos autores, la gran figura de la trompeta de jazz, después de Armstrong, y todos los trompetistas de jazz moderno están influidos por él, comenzando por los más importantes de la generación de mediados de los 40: Fats Navarro, Kenny Dorham, Howard McGhee y Miles Davis. Este último comenzó con un estilo casi calcado al de Gillespie, aunque pronto evolucionó hacia fórmulas mucho más personales. De hecho, como indica Berendt, acabó convirtiéndose en «la siguiente fase de la trompeta de jazz moderna: arcos melódicos líricos, menos vibrato aún que Dizzy, sonido melancólico y conceptos poco condescendientes». Seguidores directos de Davis, fueron Chet Baker, Johnny Coles y Art Farmer, quien fue también el primer especialista en fliscorno, un instrumento que a partir de la década de 1960 se hizo cada vez más usual entre los trompetistas de jazz. Mucho más linealmente relacionado con Gillespie y Navarro, se encuentra el principal trompetista de los años 1950, Clifford Brown; junto a él, músicos del West Coast jazz, como Dupree Bolton, Don Fagerquist o Conte Candoli.
Sin embargo, y a pesar de la presencia de instrumentistas de alto valor, la posición de la trompeta en el jazz había decaído frente al papel cada vez más preponderante del saxo. Los años 50 y 60 del siglo XX dieron a luz a un gran número de trompetistas de nivel, tanto dentro de la línea del hard bop (Donald Byrd, Thad Jones, Lee Morgan, Bill Hardman, Nat Adderley, Woody Shaw, Blue Mitchell, Duško Gojković...) como del free jazz (Don Cherry, Lester Bowie, Clifford Thornton, Don Ellis, Mike Mantler...), aunque ya no hubo entre ellos músicos con el peso que tenían otros instrumentistas. De los citados, el que consiguió más renombre, y para algunos autores el más brillante de esta generación, fue Freddie Hubbard, quien además fue uno de los primeros trompetistas en seguir la senda del jazz rock, influyendo en la generación más joven (Chuck Mangione, Randy Brecker, Eddie Henderson, Jon Faddis, Lew Soloff...). Otros trompetistas de esta generación deben ser destacados, bien por su trabajo con artistas de primer nivel (como Jack Walrath con Mingus), bien por su calidad, dentro de la corriente principal del neo bop: Bobby Shew, Tom Harrell, Jimmy Owens o Wynton Marsalis.
En las últimas décadas del siglo XX, y comienzos del XXI, los estilos de fusión han dado relieve a trompetistas menos apegados a la influencia del tándem Gillespie-Davis, especialmente fuera de los Estados Unidos. Entre ellos, destacan los británicos Kenny Wheeler, Harry Beckett e Ian Carr; el italiano Enrico Rava; los alemanes Manfred Schoof y Till Brönner; el danés Palle Mikkelborg; el noruego Nils Petter Molvær; el francés Erik Truffaz; el israelí Avishai Cohen; el norteamericano, Dave Douglas; o el libanés Ibrahim Maalouf.

### Trombón
El trombón forma parte de la Brass Section, término que hace referencia en las big bands al grupo de metales formado por trompetas y trombones, por contraposición a la reed section (sección de lengüeta), el grupo de los saxofones y los clarinetes.
El trombón está presente en el jazz desde la prehistoria del género, y su papel inicialmente era el de hacer el contrapunto grave a la melodía principal, que era desarrollada por la corneta. Una de las primeras técnicas instrumentales propias del jazz es el trombone tailgate. El estilo tailgate debe su nombre al hecho de que el trombonista requería más espacio en los vagones en los que viajaban las orquestas que los otros músicos, y se popularizó en las orquestas de marcha de Nueva Orleans de la mano, sobre todo, de Kid Ory. No solo Ory fue un trombonista relevante en este estilo, también han permanecido los nombres de Frank Dusen, Honoré Dutrey, Ed Cornish o George Fihle. Charlie Green fue otro de los pioneros del instrumento, y el primero de los grandes solistas de la orquesta de Fletcher Henderson, a la que llegó poco antes que Louis Armstrong. George Brunies fue uno de los primeros trombonistas blancos de importancia, inductor de la liberación rítmica que, para el trombón, supuso el dixieland.

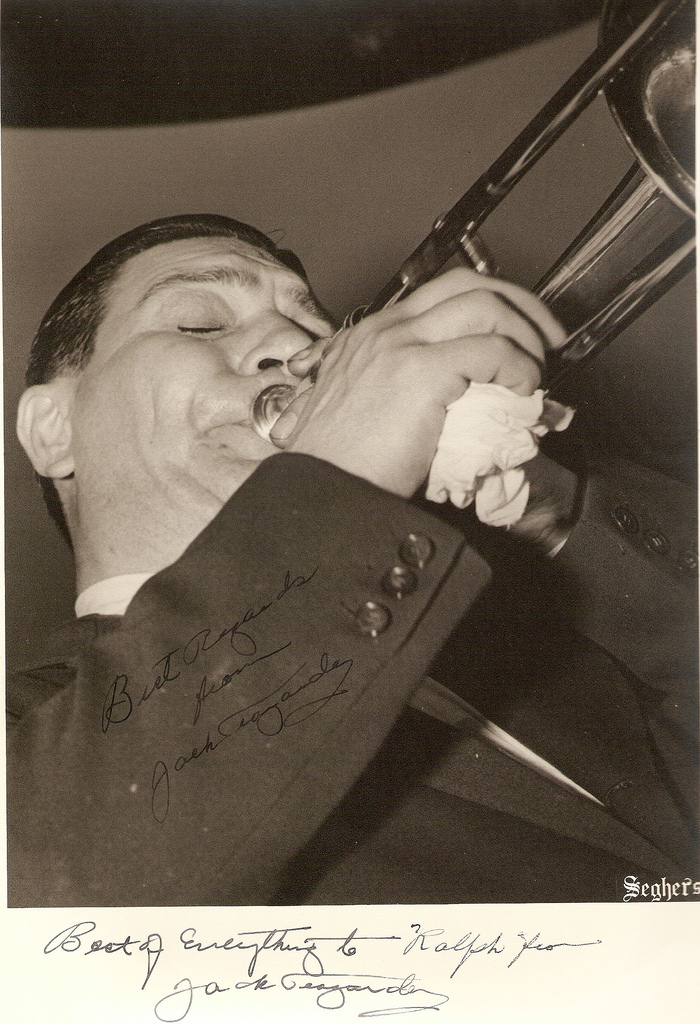
El trombonista Jack Teagarden.

Jimmy Harrison fue uno de los primeros trombonistas capaces de ejecutar solos de gran contenido melódico y llenos de expresividad en el trombón, y también uno de los primeros en lograr el sonido mordiente de la trompeta con su instrumento. En Nueva York, Miff Mole fue, en ciertos aspectos, la contrapartida blanca de Harrison, situando definitivamente el trombón como un instrumento solista de pleno derecho e influenciando poderosamente a trombonistas del estilo de Chicago como Tommy Dorsey o Jack Teagarden. Dorsey, el más popular entre los directores de orquesta de la era del swing, puso al frente de su banda el sonido melódico y distintivo de su instrumento, y cosechó un enorme éxito, mientras que Teagarden, capaz de hacer sonar su instrumento con la agilidad de una trompeta, se impuso como uno de los más grandes trombonistas de la era pre-bop.
De la banda de Duke Ellington surgieron Joe Nanton, Juan Tizol y Lawrence Brown. Nanton fue el gran representante del estilo growl, Tizol (coautor junto a Ellington de "Caravan", uno de los primeros temas de influencia latina) no tocaba el trombón de varas, sino el de pistones, mucho menos común, mientras que Brown destaca por preferir las melodías cantables.
Los grandes trombonistas del swing fueron Benny Morton, Dicky Wells, Vic Dickenson, J. C. Higginbotham y Trummy Young. Morton, Wells y Dickenson fueron miembros de la orquesta de Count Basie, mientras que Higginbotham saltó a la fama desde el seno de la orquesta de Luis Russell gracias a un sonido particularísimo. Trummy Young, por su parte, nunca alcanzó una notoriedad excesiva a pesar de su talento, más allá de su versión de Margie, un tema que cosechó un gran éxito en su tiempo.

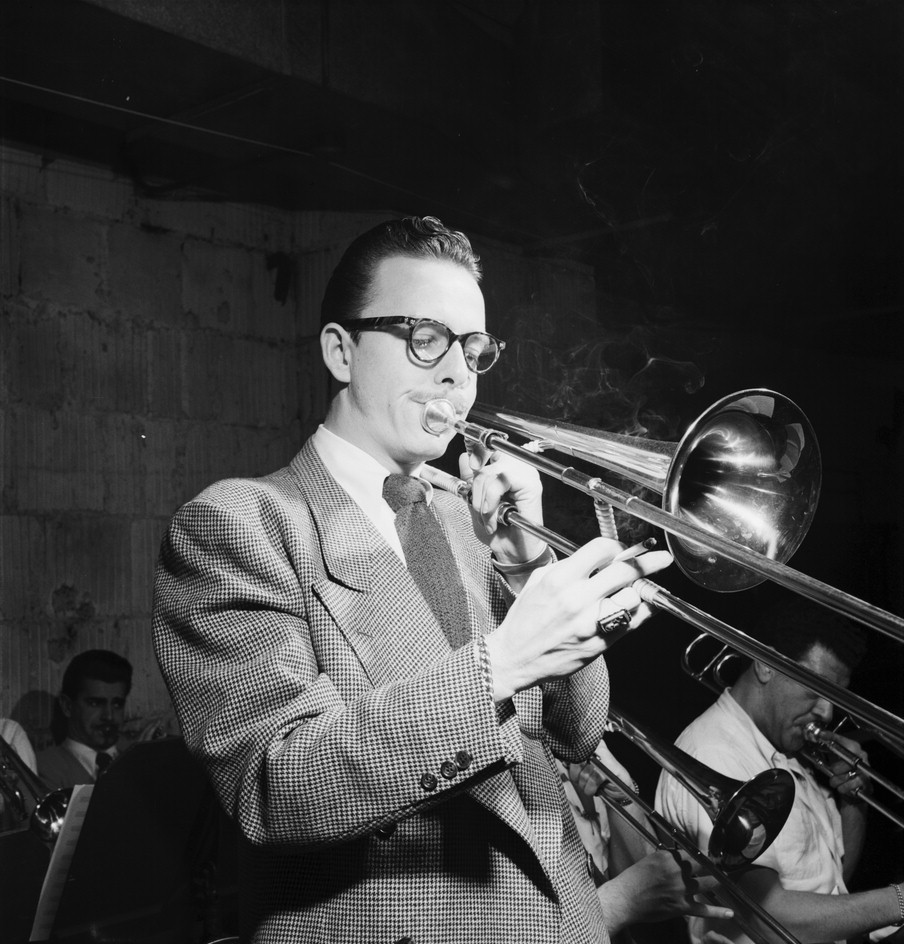
Kai Winding retratado en 1947.

Descendiente de Young e inspirado por otros trombonistas de la era del swing, como Higginbotham y Morton, tenemos a J. J. Johnson, considerado por muchos como el trombonista más grande de todos los tiempos. Johnson fue el primer trombonista en lograr transferir el lenguaje de los pioneros de bebop Charlie Parker y Dizzy Gillespie a su instrumento, tocando con tal velocidad y pulcritud que parecía que utilizaba un trombón de pistones y no el de varas. El danés Kai Winding se convirtió en la contrapartida blanca de Johnson, llegando a codirigir algunas formaciones y grabaciones con él.
De entre los músicos de hard-bop que surgieron una década más tarde que Johnson y Winding destacan Curtis Fuller, de la generación de Detroit; Jimmy Knepper, descubierto por Mingus y con un estilo a caballo entre el swing y el bebop; Julian Priester, Garnett Brown y Slide Hampton, músicos de gran versatilidad y con una larga carrera a sus espaldas.
Para Berendt, Bill Harris es, junto a J. J. Johnson, el trombonista más influyente de la historia del jazz. Del uno y del otro descienden Frank Rosolino, surgido de la orquesta de Stan Kenton y de típico estilo italoestadounidense, lleno de humor, al igual que Carl Fontana, Frank Rehak y Eddie Bert; el versátil Al Grey; Urbie Green, conocido sobre todo a raíz de su estancia en la big band de Benny Goodman; y Bill Watrous. Willie Dennis, surgido de la escuela de Lennie Tristano, goza de una particular brillantez técnica, al igual que Jimmy Cleveland. Bob Brookmayer, con el trombón de pistones, representa por último una visión más clasicista entre la generación de trombonistas de la década de 1960.
Trombonistas más jóvenes que llevaron adelante la tradición de J. J. Johnson fueron Janice Robinson, Bruce Fowler, Dave Bargeron, el multiinstrumentista Tom Malone y Jiggs Whigham, mientras que del ámbito del free jazz proceden Grachan Moncur III, Roswell Rudd y Joseph Bowie

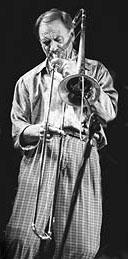
El trombonista alemán Albert Mangelsdorff.

Durante la década de 1970 el escenario del trombón, como le había pasado en su día al del clarinete, se estancó, y los principales pioneros del desarrollo de su empleo en el jazz —Jay Jay Johnson, Kai Winding y Bill Harris— desaparecieron de la escena. Fue entonces cuando irrumpió una nueva generación de trombonistas europeos encabezada por el inglés Paul Rutheford, el sueco Eje Thelin y, sobre todo, el alemán Albert Mangelsdorff, quien desarrolla por primera vez una técnica que, mediante el empleo de armónicos le permitía ejecutar acordes polifónicos con el trombón, un instrumento monofónico. Mientras tanto, en Estados Unidos surgió Ray Anderson, que recogía la tradición desinhibida y pendenciera de figuras del jazz como Fats Waller, Louis Armstrong y Dizzy Gillespie, llevando al mismo tiempo al instrumento al límite de sus posibilidades sonoras con la adaptación de la técnica multitímbrica desarrollada por Dick Griffin, una técnica que le permitía ejecutar acordes y armonías con ayuda de su propia voz. George Lewis continuó investigando el espectro sonoro de su instrumento, incorporando el ordenador como instrumento en una carrera que incluye el álbum Homage to Charles Parker (1979), considerado una obra maestra por la crítica especializada.

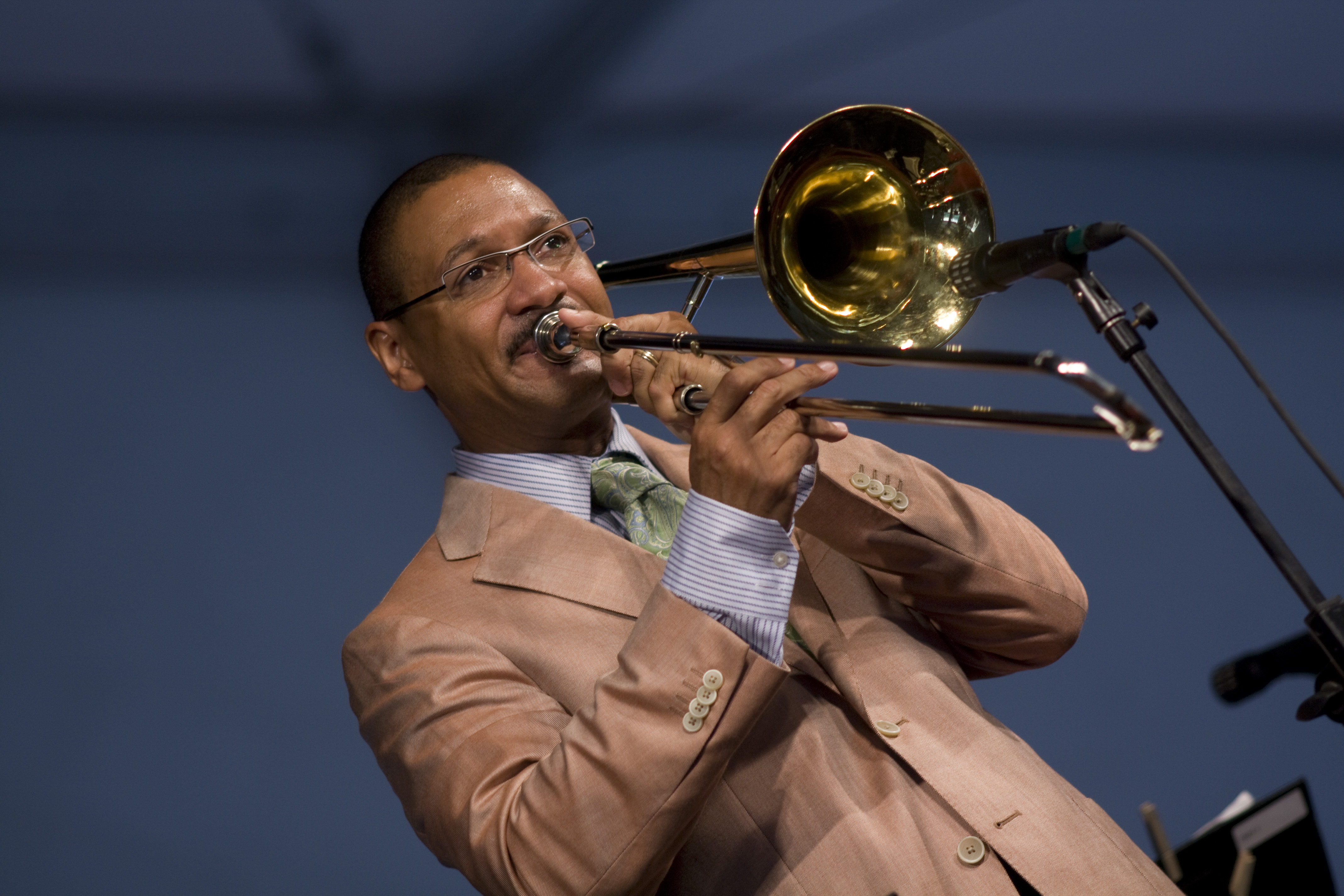
Delfeayo Marsalis tocando en el New Orleans Jazz Festival

En el panorama de los últimos años, Steve Turre se situó como uno de los mejores trombonistas de las décadas de 1980 y 1990, con una obra compleja y extensa en la que introdujo las conchas como parte integrante de su música. Rob McConnell, un excelente solista, situó su big band entre las mejores del panorama, Robin Eubanks destacó en numerosos contextos, incluyendo la big band de McCoy Tyner o la banda de Stevie Wonder, al igual que George Bohannon, uno de los trombonistas de sesión de mayor éxito en el mundo. Mientras que Delfeayo Marsalis —hermano de Branford, de Wynton y de Jason e hijo de Ellis Marsalis— continuaba una gran tradición familiar en el trombón, Willie Colón se establecía como una de las principales figuras del instrumento del latin jazz, y el danés Nils Landgren hacía lo propio en el mundo del jazz funk, donde destaca hoy en día Trombone Shorty, que mantiene fuertes influencias del jazz tradicional en un entorno musical funky.

### Clarinete
En el primitivo jazz de Nueva Orleans, el clarinete marcaba el contraste entre la trompeta y el trombón, los dos instrumentos melódicos más importantes, pero fue en la era del swing, en que el jazz disfrutó de un éxito comercial del que nunca volvería a gozar, cuando encontró su época de mayor esplendor el clarinete. Alphonse Picou fue el primer clarinetista de Nueva Orleans que marcó un estilo con su famoso solo sobre el tema High Society, conocido por prácticamente todos los clarinetistas posteriores. George Lewis, también de Nueva Orleans, fue otro clarinetista importante de esta primera etapa de desarrollo del instrumento, al igual que Jimmie Noone, Johnny Dodds y —especialmente— Sidney Bechet. Noone adquirió fama por la delicadeza de su sonido, Dodds —el clarinetista predilecto de Louis Armstrong— poseía, en cambio, un sonido más salvaje, dominando especialmente los registros graves del instrumento, mientras que Bechet fue un maestro de la expresividad, primero con el clarinete y luego con el saxofón soprano. Albert Nicholas, procedente también de Nueva Orleans destacó por su técnica y su imaginación, patente aún en él a avanzada edad, y junto a Omer Simeon y Barney Bigard forma la que Berendt designa como la «tercera generación en la historia del clarinete de jazz».

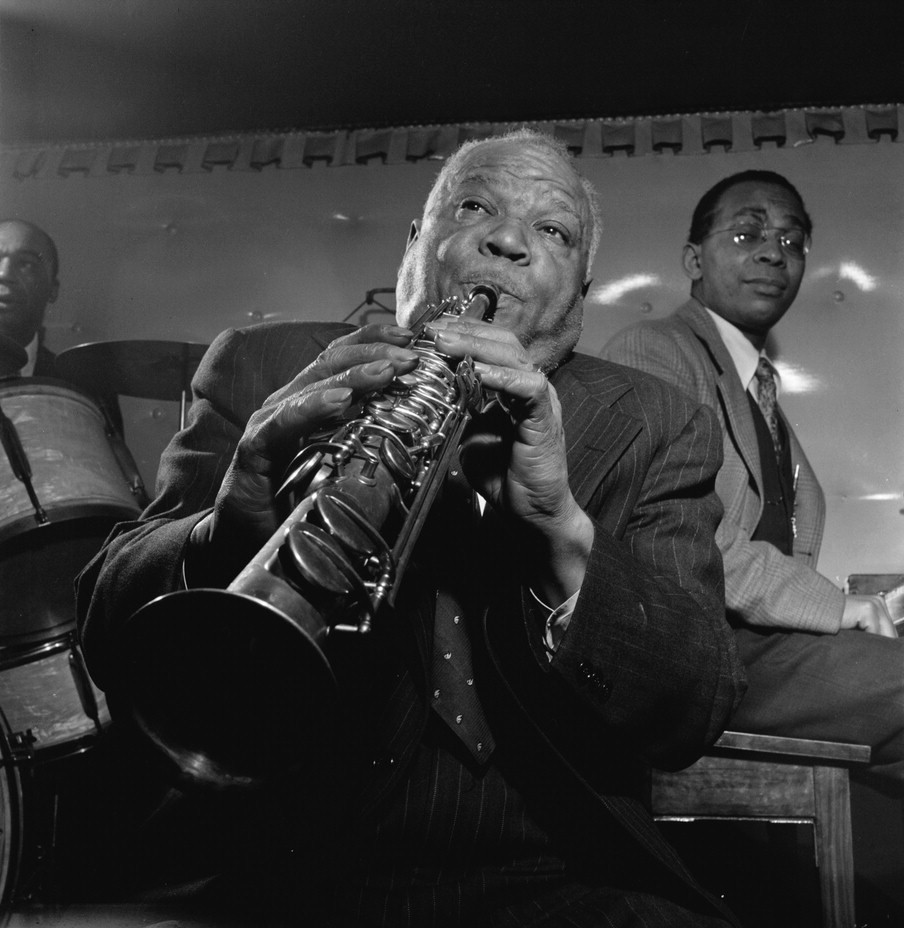
El clarinetista Sidney Bechet en un concierto en Nueva York

Entre los clarinetistas blancos de Nueva Orleans destacó Leon Rappolo de la New Orleans Rhythm Kings —una orquesta compuesta íntegramente por músicos blancos—, quien marcó un estilo que fue seguido por músicos del estilo Chicago como Frank Teschemacher, Jimmy Dorsey y Pee Wee Russell. El primero tuvo una gran influencia en Benny Goodman, el segundo saltó a la fama al frente de su orquesta, y el tercero, con un estilo que recordaba al de Chet Baker, fue llamado «el poeta del clarinete».

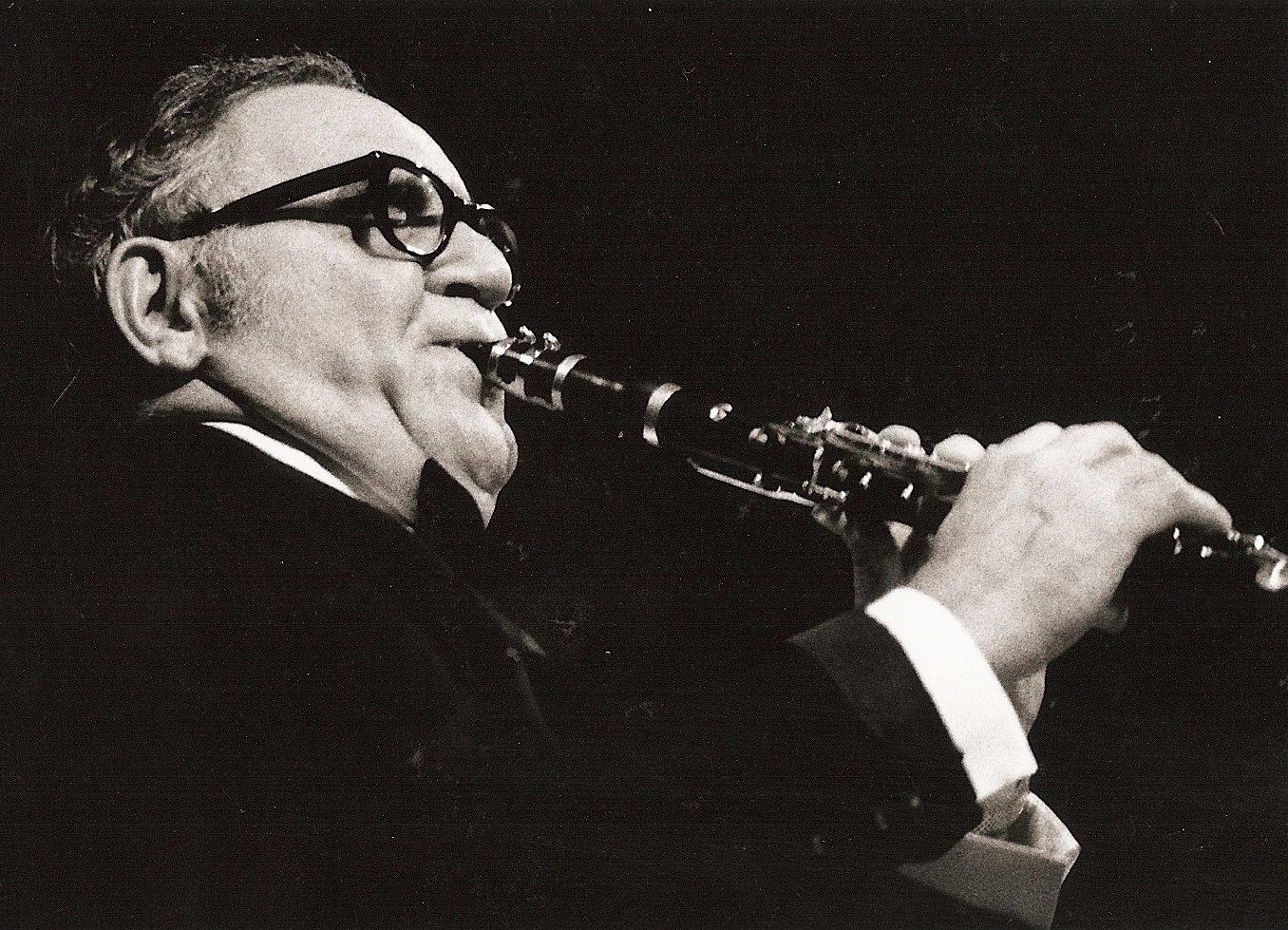
Benny Goodman en 1971

Durante la década de 1930 surge Benny Goodman uno de los clarinetistas más populares en la historia del jazz, y el músico a quien se atribuye que el clarinete y el swing vayan indisolublemente unidos. La expresividad y la riqueza de ideas de Goodman, desprovista de las sutilezas armónicas y técnicas de músicos más modernos, lo situó como el más importante de los clarinetistas de su tiempo, y aún hoy su influencia es notable. Artie Shaw y Woody Herman pusieron el clarinete al frente de sus orquestas, y Jimmy Hamilton, Buster Bailey y Edmond Hall acusaron también directamente la influencia de Goodman.
Buddy DeFranco fue según Berendt el mejor clarinetista de los que emergieron durante la década de 1940, pero para entonces la era del swing había llegado a su fin y el instrumento había visto drásticamente reducida su popularidad. Conocido como «el Charlie Parker del clarinete», pues la revolución que llevó a cabo en su instrumento fue de dimensiones similares a la que Parker llevó a cabo con el saxo alto, Buddy De Franco no fue sin embargo el primer clarinetista en tocar bop en su instrumento: antes que él, el sueco Stan Hasselgård, el único clarinetista que podía trabajar al lado de Benny Goodman en su orquesta, había abierto este campo, pero su temprana muerte en accidente de tráfico truncó una carrera que hubiera podido ejercer una notable influencia.

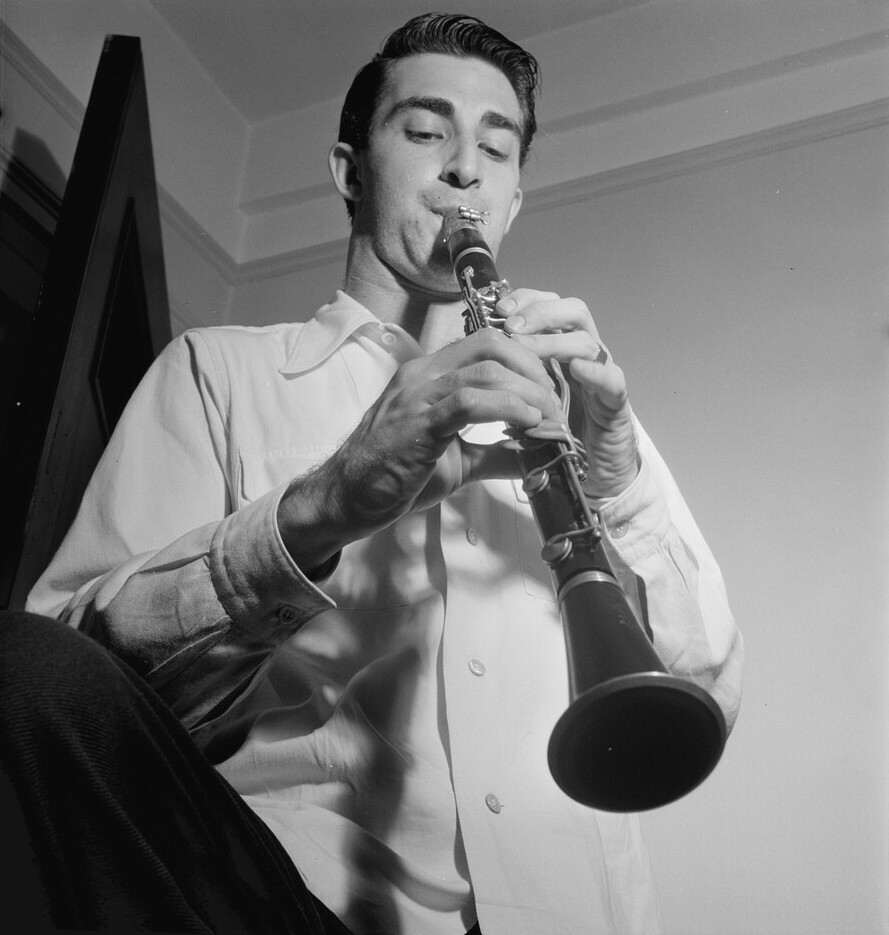
Buddy DeFranco tocando el clarinete

El siempre impredecible Jimmy Giuffre comenzó su carrera a mediados de la década de 1940, y su calidez contrastaba directamente con la «frialdad» de Buddy DeFranco. John LaPorta y Sam Most llevaron al clarinete a territorios sónicos inexplorados, acercando su sonido al de la flauta, mientras que el alemán Rolf Kühn y el estadounidense Tony Scott continuaron la tradición del instrumento durante la década de 1950. A partir de 1960, el sonido del jazz había cambiado, y no era fácil para los clarinetistas encontrar su lugar en combos y orquestas. Eric Dolphy rompió la situación introduciendo el clarinete bajo para usarlo como un auténtico instrumento de jazz. La técnica de Dolphy hizo escuela, y pronto surgió toda una serie de músicos que continuaron la senda abierta, como el holandés Willem Breuker, el inglés John Surman, el alemán Gunter Hampel, el luxemburgués Michel Pilz, el francés Michel Portal y el italiano Gianluigi Trovesi, así como los estadounidenses Douglas Ewart, L. D. Levy, Walter Zuber Armstrong y David Murray.
La entrada de la década de 1970 supuso un nuevo empuje para el instrumento, con la aparición de Bobby Jones, Rhasaan Roland Kirk y el virtuoso Eddie Daniels. Tom Scott y Alvin Batiste destacaron en el campo del jazz fusion, mientras que Anthony Braxton, John Carter, Michael Lytle y Perry Robertson hicieron lo propio en el mundo del free jazz. Por último, entre los clarinetistas contemporáneos más importantes destaca Perry Robinson, un músico que sintetiza estilos muy diversos en una música polifacética y universal.

### Saxofón
El saxofón ocupa un lugar central en la imaginería del jazz, hasta el punto de ser el instrumento-referencia del mismo. Sin embargo, en los comienzos del jazz hot, y al menos hasta bien entrados los años 1920, el saxo no logró encontrar un hueco en las formaciones del género. Inicialmente serían apariciones muy puntuales: Sidney Bechet con el saxo soprano, los tenores Bud Freeman o Gene Sedric; Frankie Trumbauer con el saxo melódico en Do (intermedio entre el tenor y el alto); o Ernie Caceres con el barítono, aunque todos ellos ya muy avanzada la década. Será solamente a raíz de los cambios que los estilos de Chicago y, sobre todo, Nueva York introdujeron en el jazz, y que acabaron conduciendo a la aparición del swing, que el saxofón comienza a ocupar un lugar predominante en el jazz, no sin las iniciales reticencias de la propia crítica jazzística.

#### Saxo soprano
En palabras de Joachim E. Berendt, «el saxo soprano sigue donde el clarinete termina». La historia del saxo soprano en el jazz se inicia realmente en los años 1960 aunque, antes de ello, hubo una gran figura del saxo soprano, prácticamente aislada, en época tan temprana como 1920: Sidney Bechet, un clarinetista que, durante años, simultaneó ambos instrumentos, aunque paulatinamente el soprano se fue convirtiendo en el principal, tocándolo con una gran expresividad y con la fuerza y fraseo de una trompeta. Sin embargo, Bechet tuvo muy pocos discípulos y todos ellos usaron el soprano como segundo instrumento (Johnny Hodges, Don Redman, Woody Herman, Charlie Barnet o Bob Wilber).

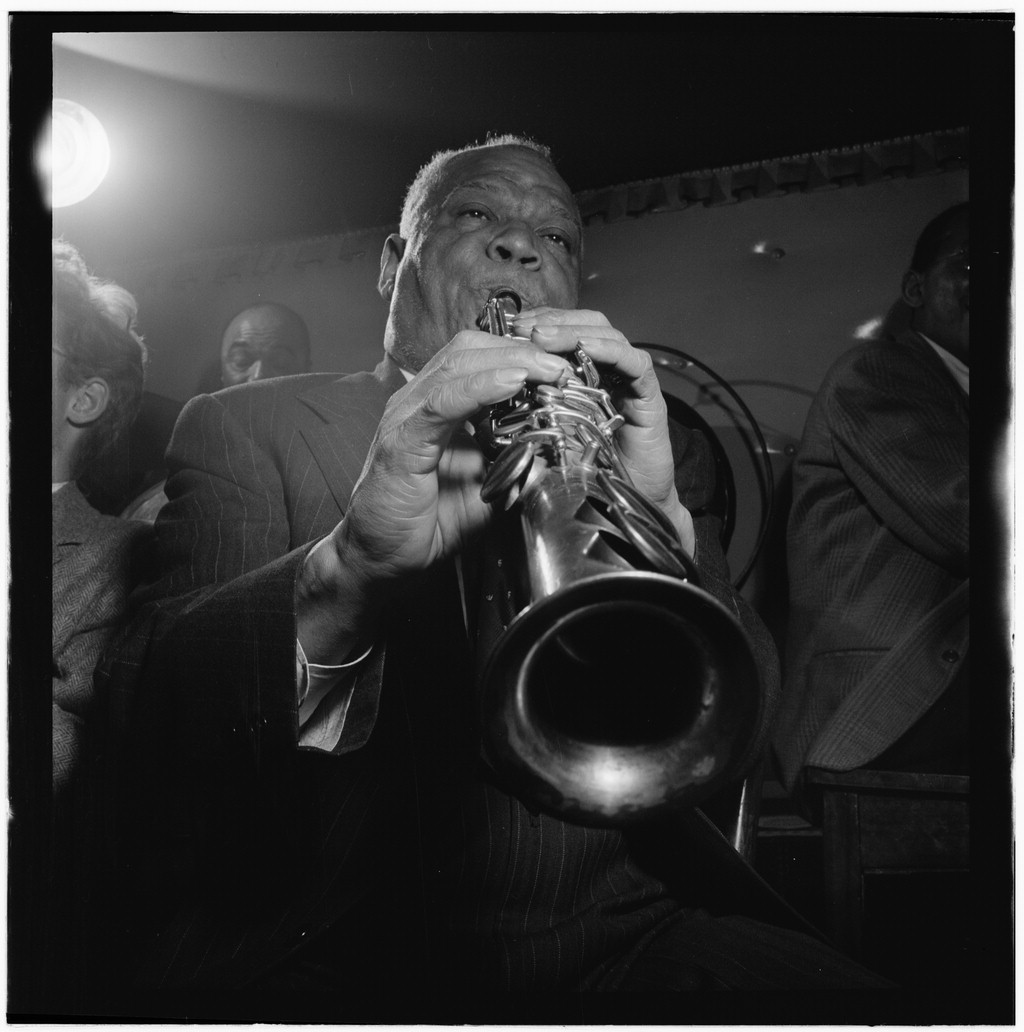
Sidney Bechet (1947).

Fue Steve Lacy quien inició el despegue del instrumento, desarrollando una técnica muy personal, no deudora de Bechet, con resortes técnicos hasta entonces desconocidos, como la aspiración de las notas frente a su «soplido», técnica que fue luego masivamente adoptada por los músicos de los años 1960 y 1970. Después, John Coltrane pondría el instrumento en primera línea del jazz, con una sola grabación: «My favorite things», un sorprendente hit de ventas, que tuvo una influencia enorme en el jazz de los años posteriores. El sonido del soprano se convirtió rápidamente en un sonido de moda en el jazz, tanto entre los músicos de free, como entre los post-boppers.
Un gran número de saxofonistas usaron, a partir de este momento, el soprano con frecuencia, a veces incluso de forma predominante: Pharoah Sanders, Archie Shepp, Joseph Jarman, Sam Rivers, John Surman, Charlie Mariano, Jerome Richardson, Zoot Sims... Sin embargo, la gran figura del saxo soprano en los años 1970 y el más influyente en el desarrollo del instrumento después de Bechet y Coltrane, ha sido Wayne Shorter. La influencia de Shorter es especialmente evidente en los músicos de jazz rock y fusión, como Tom Scott. Sin embargo, a partir de los años 1980, en la escena del jazz se impuso un estilo de tocar el saxo soprano que se separaba claramente de la entonación "africanizada" y expresiva de los saxofonistas de free-jazz y post-bop, originando una escuela que Berendt llama de «soprano puro, según la vena del esteticismo contemporáneo», y cuyos ejemplos más influyentes son Dave Liebman, Paul Winter y Jan Garbarek.

#### Saxo alto

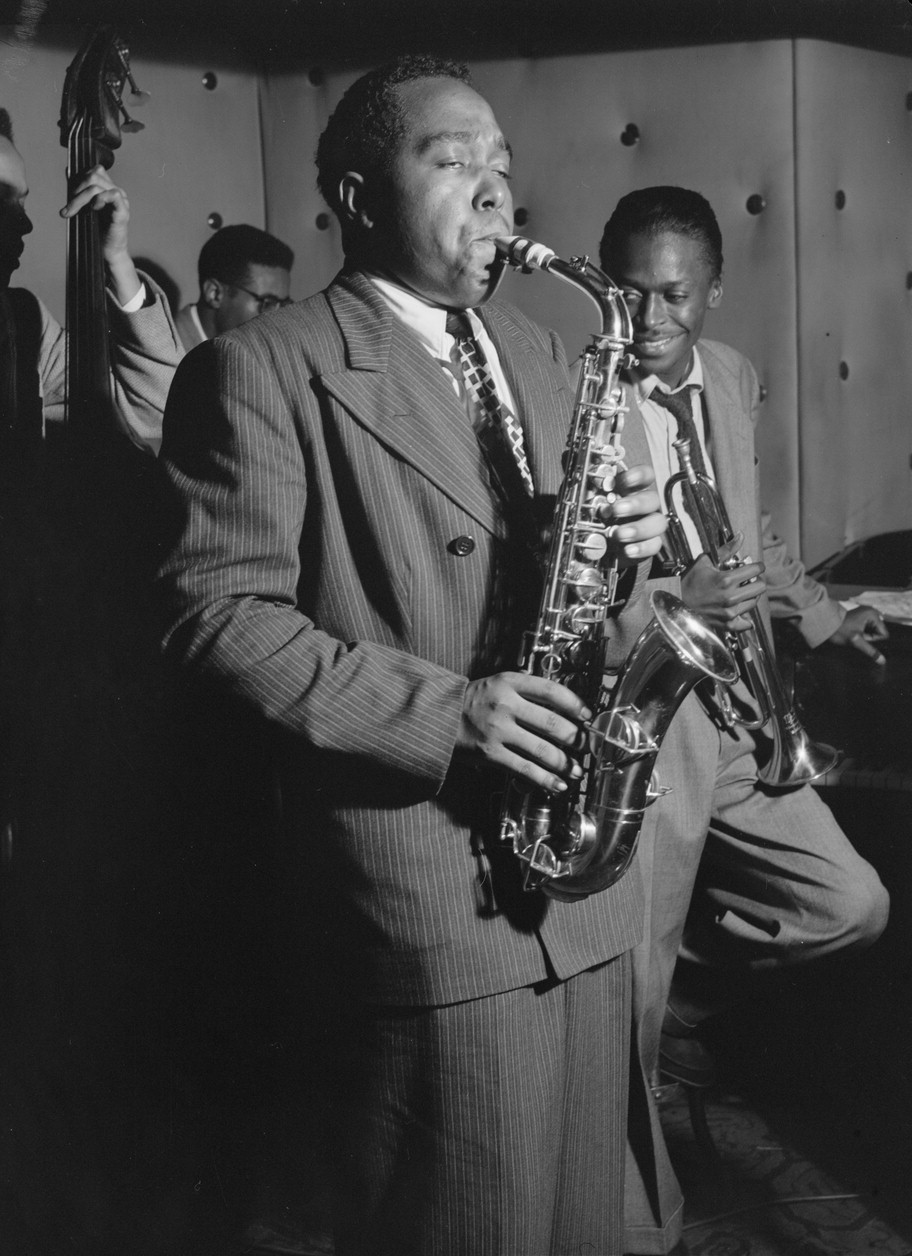
Charlie Parker, con Tommy Potter, Miles Davis y Max Roach (1947).

Apenas es posible encontrar músicos de hot que utilizaran el saxo alto, y menos aún que establecieran un estilo propio capaz de influir en otros instrumentistas. A finales de los años 1920 y comienzo de los 30, la nómina de altos era muy escasa y poco significativa, destacando solo Don Redman, cuya influencia como arreglista y líder de big bands es indudable, pero que se prodigaba como saxofonista solo ocasionalmente. Ello es lo que ha permitido a algunos autores decir que la historia del saxo alto de jazz comienza en la época del swing, ya bien entrada la década de 1930, desarrollándose tres escuelas impulsadas por los tres saxofonistas alto de mayor relieve de la época: Johnny Hodges, Benny Carter y Willie Smith, respectivamente. El sonido de Hodges se caracterizaba por un «vibrato cálido y expresivo y un modo de fundir los sonidos a manera de glissando», cargado de melancolía, que generó un gran número de discípulos, los más importantes de los cuales fueron Woody Herman y Charlie Barnet, este último llegando casi al mimetismo. Por su parte, Carter tenía un sonido claro y ligero, casi contrapuesto al de Hodges, y fue el modelo en que se inspiraron la mayor parte de los músicos de big band.
Hasta bien entrados los años 1940 no se produjo una profunda renovación en el saxo alto de jazz a través de Charlie Parker quien «cambió, literalmente, la técnica, el estilo y el sonido del jazz», adquiriendo un papel tan grande en la historia del jazz que prácticamente ha ensombrecido a cualquier otro saxo alto de bop, incluido Sonny Stitt. Por otro lado, apareció la escuela cool, cuyo principal pilar sonoro fue Lee Konitz, que influyó decisivamente en músicos como Paul Desmond, Bud Shank, Herb Heller y Paul Horn. Sin embargo, fue el estilo de Parker el que hizo escuela en las décadas siguientes, comenzando por Art Pepper y siguiendo por casi todos los altos de los cincuenta y sesenta: Cannonball Adderley, Jackie McLean, Oliver Nelson, Phil Woods, Charlie Mariano y muchos otros.
Hasta 1959, Parker sería la única referencia entre los altos. Ese año, irrumpió Ornette Coleman, cuya música representó «la primera reflexión fundamental sobre los procedimientos y materiales básicos del jazz desde las innovaciones de Charlie Parker», y tuvo un «efecto liberador» sobre los restantes saxofonistas altos, hasta el punto de que, para muchos autores, Coleman es uno de los tres grandes nombres de la historia de jazz, junto con Louis Armstrong y Charlie Parker. Tras él, Eric Dolphy, Marion Brown, Anthony Braxton, Roscoe Mitchell, Oliver Lake y otros muchos, se adentraron por la vía del free jazz. Toda la historia posterior del saxo alto en jazz está fundamentada en estos dos pilares, Parker y Coleman, incluso entre los músicos provenientes del jazz rock, como David Sanborn, Eric Marienthal o Fred Lipsius.

#### Saxo tenor
El saxo tenor se ha convertido en el instrumento emblemático del jazz. Su evolución dentro de este campo musical, sin embargo, ha sido creciente de manera gradual, desde el jazz tradicional en el que prácticamente no encontramos intérpretes de tenor, hasta la gran explosión de los años 1940 en que, en palabras de Joachim E. Berendt, el jazz se «tenorizó». Solo algunos intérpretes de tenor de jazz tradicional han quedado en la historia del instrumento: Bud Freeman, representante del llamado estilo Chicago, o Gene Sedric. No sería hasta la llegada del swing, en los años 1930, que comenzaron a aparecer tenoristas en las bandas de jazz, y al principio alrededor de una única escuela cuya cabeza fue Coleman Hawkins, con un estilo caracterizado por su sonoridad poderosa y voluminosa y el dramatismo de sus líneas melódicas. Todos los que tocaban el tenor en esos años, eran discípulos de Hawkins: Chu Berry, Ben Webster, Illinois Jacquet, Herschel Evans, Benny Golson, Charlie Ventura... Sin embargo, la gran explosión del saxo tenor llegó en los cuarenta, cuando Lester Young se convirtió en el «hombre fuerte» del tenor. Su sonido era lo contrario del de Hawkins: suave, a media voz, de amplias líneas líricas y centrado en las tesituras altas del instrumento.
Young influyó en el estilo de casi todos los saxos tenores de su generación y posteriores, incluso en los que ya tenían tendencia a la sonoridad de Hawkins, como Gene Ammons. Berendt organiza a los seguidores de Young en dos grandes bloques: De un lado, los músicos que reunieron las ideas de Lester con el bop (Wardell Gray, James Moody, Budd Johnson, Frank Foster, Dexter Gordon...); de otro, los de la escuela del «moderno clasicismo», especialmente lo que se ha dado en llamar «sonido Four Brothers» dentro del West Coast jazz, con músicos como Stan Getz, Herbie Steward, Zoot Sims, Al Cohn, Buddy Collette, Bob Cooper, Richie Kamuca, Jimmy Giuffre...

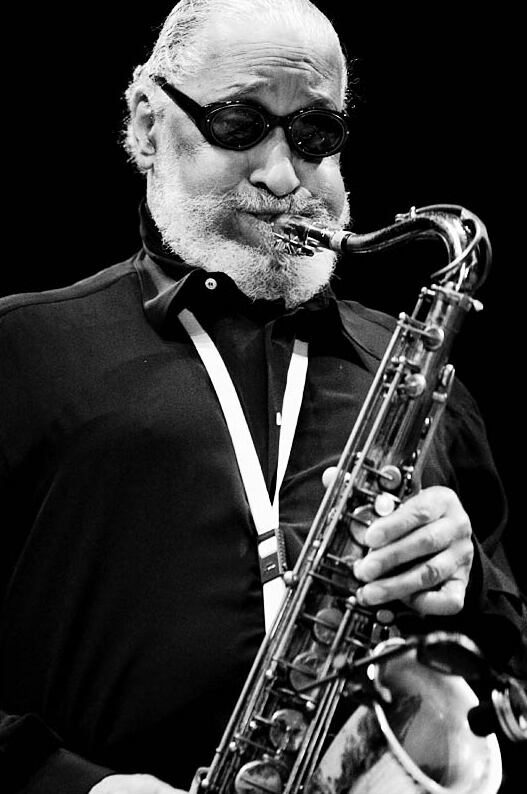
Sonny Rollins en 2007.

Ya a mediados de los años 1950, Sonny Rollins será quien rompa el fuerte predominio de Young en el tenor y logre una significación que se proyecta hasta bien entrados los sesenta. Durante un tiempo, la aparición de John Coltrane, que de alguna manera seguía sus mismos planteamientos pero logró un impacto mucho mayor, frenó su liderazgo. No obstante, su influencia, incluso mediatizada por la de Coltrane, se refleja en músicos relativamente «independientes», como Hank Mobley, Johnny Griffin, Booker Ervin, Teddy Edwards, Roland Kirk, Bobby Jones... Con el paso del tiempo, la influencia de Coltrane fue cada vez mayor entre los tenoristas, hasta el punto de que puede decirse que, desde la mitad de la década de 1960, todos los saxofonistas modernos son sus «discípulos». Berendt, los divide también en dos grandes grupos: Por un lado, los que se encuentran «a este lado de la tonalidad» (Joe Henderson, George Coleman, Charles Lloyd, Joe Farrell, Billy Harper y otros muchos); por otro, los que proceden de la vanguardia del "free tonal", encabezados por Archie Shepp, Albert Ayler, Pharoah Sanders y Dewey Redman. Algunos de los más destacados intérpretes de tenor europeos, en esta línea, fueron Willem Breuker, Peter Brötzman o Jan Garbarek.
La cabeza más visible de las corrientes influidas por el jazz fusión, a partir de 1970, fue Wayne Shorter que, tiempo atrás, se había dado a conocer en el campo del hard bop en un estilo claramente deudor de Coltrane, aunque las figuras más propiamente "fusion" fueron músicos como Michael Brecker, John Klemmer, Tom Scott, Wilton Felder, Branford Marsalis, Lou Marini o Benny Maupin, además de figuras periféricas como Gato Barbieri. También, y especialmente a partir de los años 1980, un buen número de saxofonistas tenores retomaron el bop: David Schnitter, Bob Berg, George Adams, o Lew Tabackin, entre otros, en muchos casos con evidentes influencias de Sonny Rollins.

#### Saxo barítono

Gerry Mulligan (1972).

El saxo barítono ha estado presente en el jazz desde el nacimiento del swing. Sin embargo no pudo hablarse de una verdadera eclosión del instrumento hasta que se afianzó el hard bop y, sobre todo, el jazz de la Costa Oeste. Durante al menos tres décadas, la escena del barítono en jazz estuvo totalmente dominada por Harry Carney, con un carácter monopolístico que no se da en ningún otro instrumento de jazz. Su estilo, potente, intenso y áspero, marcó a casi dos generaciones de instrumentistas entre los que destacaron Ernie Cáceres y Jack Washington.
Con la llegada del bop y el cool, de repente, floreció un gran número de baritonistas de alta calidad, comenzando por Serge Chaloff, quien aplicó a su instrumento todas las innovaciones técnicas de Parker, y Pepper Adams, cuyo sonido afilado y ronco era claramente deudor del de Carney. El más conocido y con mayor proyección de todos los barítonos de esta generación, fue Gerry Mulligan, aunque la Costa Oeste proporcionó otras figuras como Bob Gordon, y en la tradición del bop se revelaron músicos como Cecil Payne, Charlie Fowlkes, Ronnie Cuber, Jack Nimitz o Nick Brignola. También hubo baritonistas destacables en el campo del free jazz, como Pat Patrick o John Surman, y en el del jazz moderno, incluyendo a Hamiet Bluiett y Henry Threadgill.

### Contrabajo y bajo eléctrico
La función principal del bajista en el jazz, como en cualquier otro estilo musical, es mantener el tiempo y delinear el marco armónico del tema, a través, generalmente de una línea de walking bass.

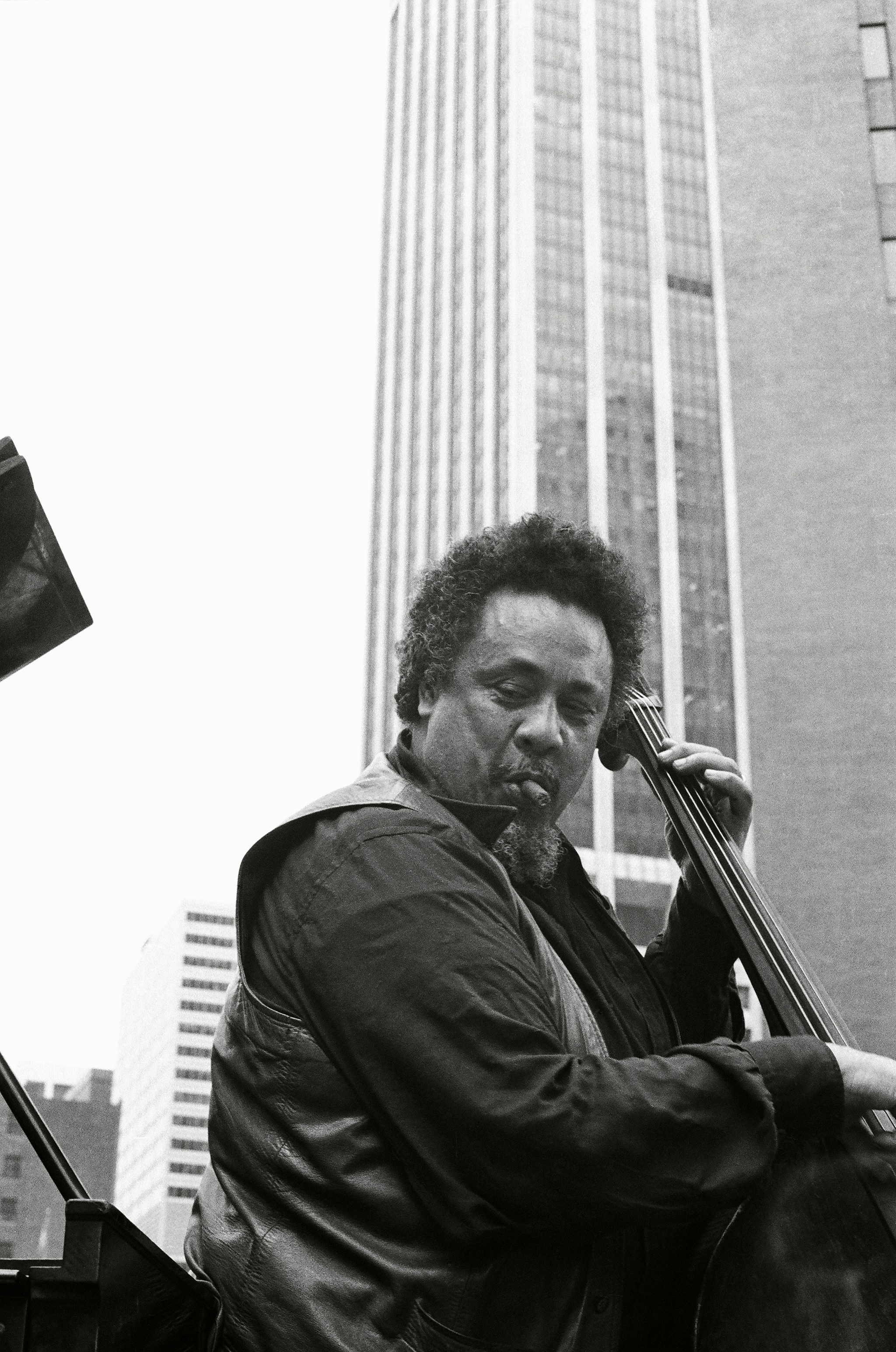
Charles Mingus en julio de 1976

De entre los primeros contrabajistas de jazz, el más importante fue Pops Foster, fácilmente identificable por su técnica de slap, que continuó exhibiendo hasta finales de la década de 1960. Foster fue, al lado de Steve Brown, Bill Johnson o Wellman Braud el iniciador de una tradición que continuó con John Kirby, Walter Page, Slam Stewart y Bob Haggart: los más grandes contrabajistas de la era del swing.
La historia del moderno contrabajo de jazz comenzó con Jimmy Blanton, el bajista de la orquesta de Duke Ellington, cuya banda de comienzos de la década de 1940 está considerada como la mejor de su carrera debido sobre todo a la presencia de Blanton, quien había aportado un extraordinario grado de solidez rítmica y armónica, estableciendo el contrabajo, por primera vez en la historia, como un instrumento solista de pleno derecho. Oscar Pettiford es el segundo de los grandes contrabajistas de jazz, seguido de Ray Brown una figura con una de las discografías más extensas del mundo. Charles Mingus, fallecido en 1979, fue una de las figuras más importantes de la historia del jazz, no solo por su papel como pionero del instrumento, sino —y sobre todo— por su faceta de compositor y director musical de vanguardia.
De la misma generación de contrabajistas que ellos, destacan Chubby Jackson, Eddie Safranski, Milt Hinton, George Duvivier, Percy Heath, Tommy Potter, Curtis Counce, Leroy Vinnegar, Red Mitchell, Chuck Israels, Wilbur Ware y, especialmente, Paul Chambers. Con Ware y Chambers nos introducimos en el círculo de bajistas de hard bop, al que también pertenecieron Jimmy Woode, Wilbur Little, Jymie Merritt, Sam Jones, Doug Watkins o Reginald Workman.
Charlie Haden, ayudó a redefinir el lenguaje del moderno post bop, mientras que Scott Lafaro, muerto con tan solo 25 años, se estableció como uno de los más grandes e influyentes instrumentistas de su época gracias a su trabajo con Bill Evans. Otros nombres importantes de la corriente principal del jazz durante las décadas de finales del siglo XX en el contrabajo son Jimmy Garrison, David Izenzon, Richard Davis, Ron Carter, Gary Peacock, Steve Swallow, Barre Phillips, Eddie Gomez, Cecil McBee, Buster Williams, David Friesen, Glen Moore, Stafford James, Mark Johnson, Clint Houston, Dave Williams, Calvin Hill, Cameron Brown, Michael Moore, Mike Richmond, Harvie Swartz, Frank Tusa, Gene Perla, Wayne Dockery, además del francés Henri Texier, el húngaro Aladar Page, el alemán Günter Lenz, el sueco Palle Danielsson, el danés Niels-Henning Orsted Pedersen, el británico Dave Holland, el israelí Avishai Cohen, y los checos George Mraz o Miroslav Vitous, miembro fundador de Weather Report.

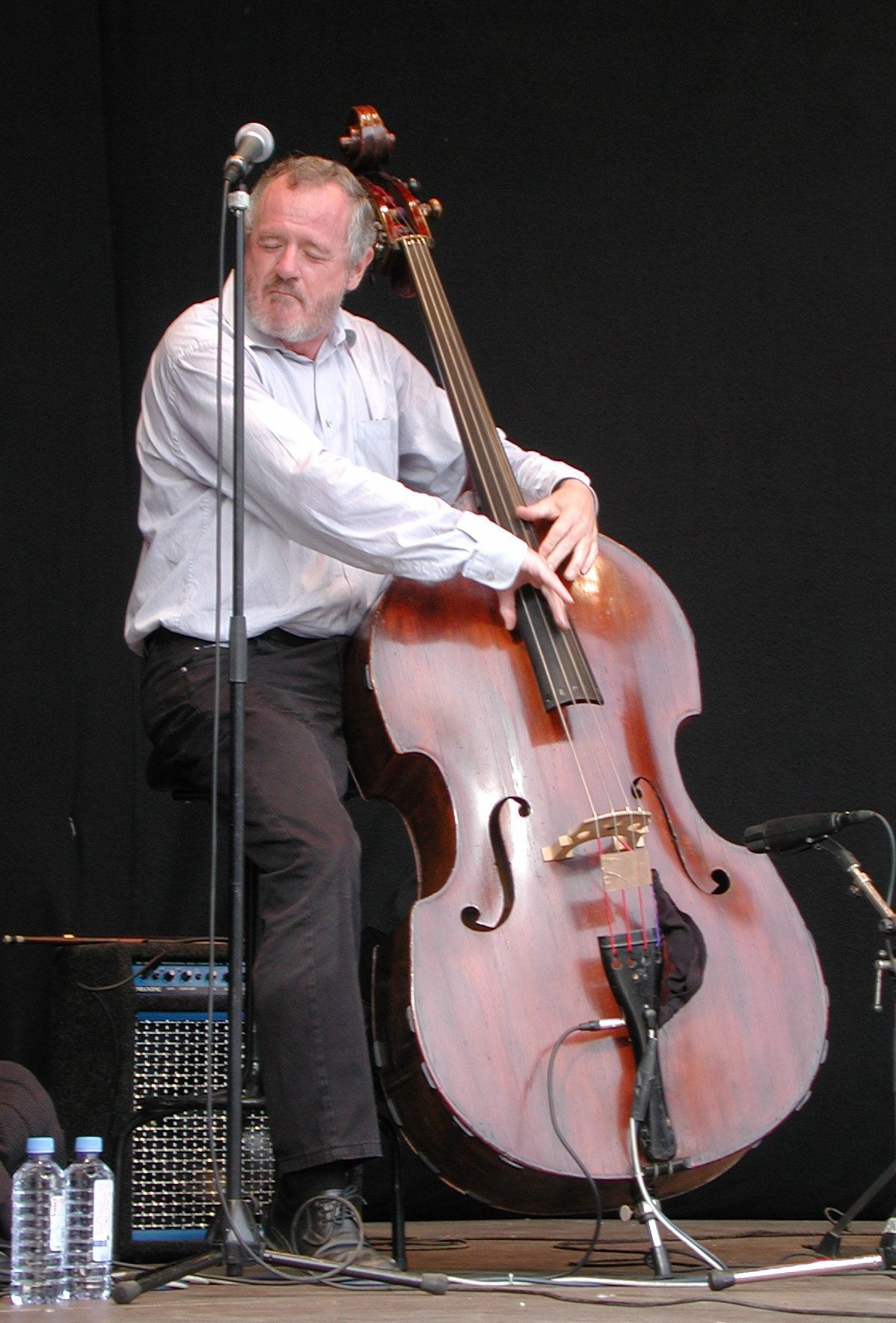
El bajista de jazz danés Niels-Henning Ørsted Pedersen

Entre los contrabajistas de free jazz cabe destacar a Buell Neidlinger, Peter Warren, Jack Gregg, Sirone, Henry Grimes, Alan Silva, Malachi Favors, Fred Hopkins, Mark Helias, John Lindberg, Rick Rozie, Francisco Centeno, el británico Brian Smith, los japoneses Yoshizawa Motoharu y Katzuo Kuninaka, el austríaco Adelhard Roidinger, el noruego Arild Andersen, el italiano Marco Mellis, los holandeses Arjen Gorter y Maarten van Regteren-Altena, los alemanes Peter Kowald y Bushi Niebergall o el sudafricano Johnny Dyani.
El bajo eléctrico comenzó su andadura en el jazz de la mano de Monk Montgomery, hermano de Wes y bajista de la orquesta de Lionel Hampton. En 1952 el bajo eléctrico, era un instrumento muy novedoso y la mayoría de los contrabajistas de jazz lo despreciaban como un instrumento «bastardo» e inexpresivo. Sin embargo, en parte debido al interés que había suscitado el instrumento en manos de Montgomery y en parte debido a las ventajas en cuanto a transportabilidad y volumen que el bajo eléctrico presentaba respecto al contrabajo, el nuevo instrumento fue poco a poco ganando en popularidad, especialmente en otros ámbitos como el pop, el rock and roll y el R&B

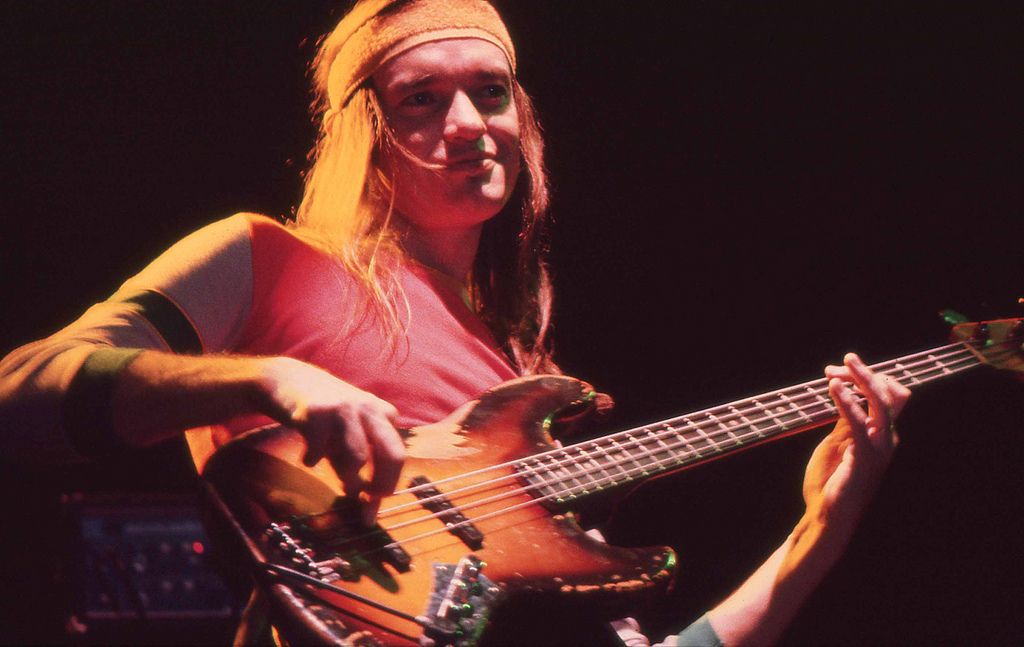
El bajista Jaco Pastorius en 1980

El mundo del jazz tuvo que esperar más de 20 años para recibir al primer instrumentista de prestigio que había decidido adoptar el bajo eléctrico con todas sus consecuencias. Fue Stanley Clarke, el primer bajista eléctrico de importancia en la historia del jazz, pero el gran revolucionario que estaba esperando el instrumento fue Jaco Pastorius, un bajista eléctrico "puro" que estaba llamado a reescribir la historia de su instrumento tal y como hizo Charlie Parker en el saxofón y cuya trágica muerte en 1987 puso fin a la meteórica carrera de uno de los pocos músicos que han sido capaces de revolucionar de arriba abajo la historia, la técnica y la función de su instrumento.
Jimmy Johnson, Anthony Jackson, Steve Swallow, o Paul Jackson, surgieron a principios de la década de 1970, pero la primera generación de bajistas eléctricos post-Jaco emergió a principios de la década de 1980, y entre ellos cabe citar a Marcus Miller, Darryl Jones, Jeff Berlin, Mark Egan, Victor Bailey, Steve Rodby, John Patitucci, Gary Willis, Victor Wooten, Michael Manring u Oteil Burbridge. Actualmente el camerunés Richard Bona destaca dentro de los bajistas de fusión que ha continuado desarrollando la línea anterior.

### Batería
Desde el punto de vista de la música clásica europea, la batería de jazz puede parecer un simple aparato productor de ruido, pues, esa es, en cierto modo, su función allí: los timbales de Chaikovski, Beethoven o Wagner son ruido en el sentido que producen un efecto de fortissimo. En el jazz, el baterista no usa su instrumento como un efecto, sino que crea con él el espacio en el que la música tiene lugar.
En los primeros tiempos del jazz no existían solos de batería, como tampoco bateristas de marcada individualidad. De hecho, conocemos trompetistas, clarinetistas y saxofonistas de esta época, pero apenas tenemos noticias de bateristas notables: el trabajo de la batería en este período consistía simplemente en marcar el beat, un trabajo meramente funcional, y no artístico; fue poco a poco que empezó a considerarse que la individualidad de cada baterista podría usarse como elemento de expresión, marcando la diferencia entre unas bandas y otras, y fue entonces cuando la batería comenzó a trascender de su simple papel de metrónomo para posicionarse como un instrumento de pleno derecho.
Los primeros bateristas de jazz dignos de mención fueron Baby Dodds (que trabajó con King Oliver y con Hot Seven de Louis Armstrong) y Zutty Singleton, ambos de Nueva Orleans. Curiosamente, fueron los bateristas blancos —Tony Spargo (Original Dixieland Jazz Band) y Ben Pollack (New Orleans Rhythm Kings)— los que iniciaron la tendencia a marcar los tiempos débiles (el dos y el cuatro), una tendencia que se iría afianzando posteriormente para convertirse en estándar.
Los tres principales bateristas del estilo de Chicago, muy diferente al estilo desarrollado por los bateristas blancos, fueron George Wettling, Dave Tough y Gene Krupa. Jo Jones liberó definitivamente la batería de su papel de simple metrónomo, mientras que Chick Webb, jorobado y casi un enano, se convirtió en uno de los más importantes y respetados bateristas y líderes de orquesta de la era del swing, dando lugar al surgimiento de "Big Sid" Catlett y Cozy Cole.

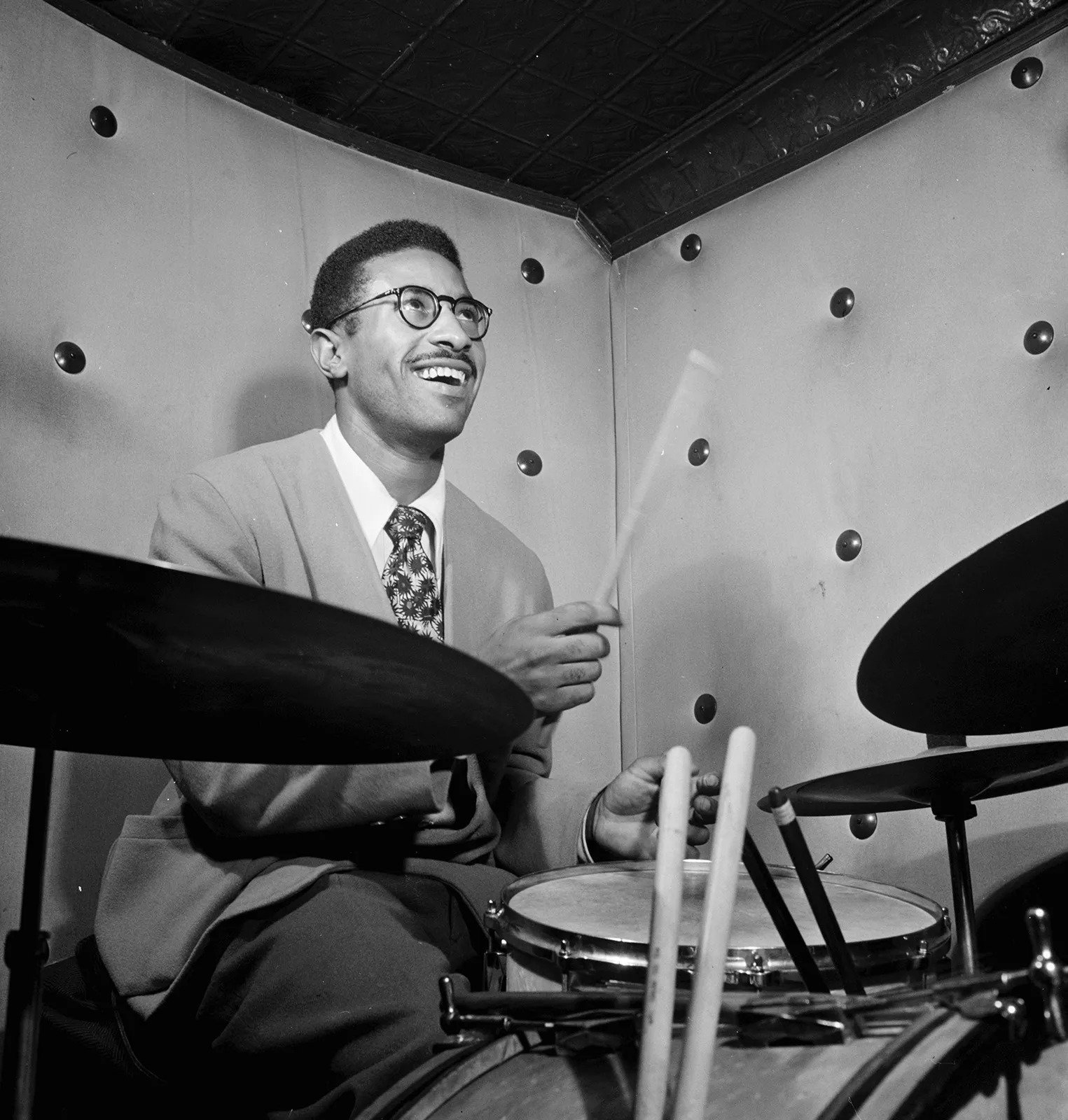
El baterista Max Roach en 1947

Kenny Clarke fue el creador del estilo moderno en la batería de jazz: un músico con formación académica completa que suele poder tocar otros instrumentos, leer música y hasta hacer arreglos. Max Roach perfeccionó el estilo de Clarke: fue el primer baterista en ejecutar líneas melódicas perceptibles en su instrumento, ampliando su campo a los ámbitos de la armonía y la melodía; también fue el primero en demostrar que el swing podría tener lugar en compases diferentes al 4/4; el primero en formar grupos enteros de bateristas; y el primero en ser capaz de amalgamar medidas irregulares como el 5/4 y el 3/4 en sus ejecuciones.
Las contribuciones de Clarke y Roach convirtieron a la batería en un instrumento capaz de ejecutar melodías, abandonando su función exclusivamente rítmica. De ese modo, el instrumento recorría el mismo camino que antes habían tomado otros elementos de la sección rítmica como el trombón (que se emancipó melódicamente con Kid Ory y Jimmy Harrison), el piano (que hizo lo propio con Earl Hines, la guitarra (que adquirió notoriedad de la mano de Charlie Christian o del contrabajo, que se convirtió en un instrumento solista con Jimmy Blanton.

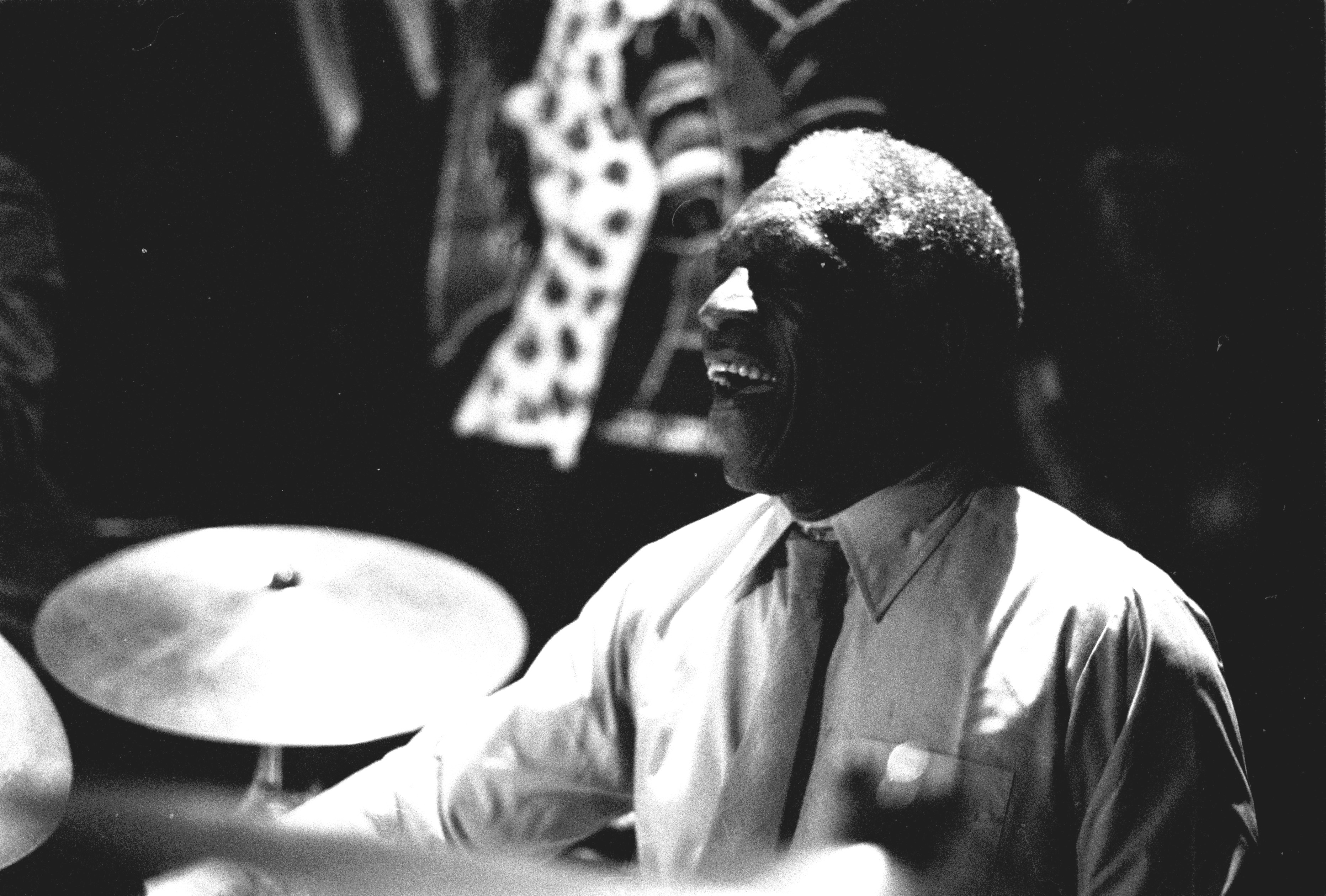
Art Blakey ante su batería en Francia en 1985

Art Blakey, fue uno de los primeros bateristas en investigar las raíces africanas del jazz, siendo el primero en efectuar grabaciones con grupos enteros de percusionistas afrocubanos, mientras que Joe Morello saltó a la fama en el cuarteto de Dave Brubeck por sus experimentos con las métricas inusuales, siendo sustituido por Alan Dawson, un profesor de la Berklee School of Music, la más conocida de todas las escuelas de jazz del mundo. De Blakey y Roach procedían los principales bateristas de la era del hard bop, como Art Taylor, Louis Hayes, Dannie Richmond, Pete La Roca, Roy Haynes, Albert Heath y, aunque llegó mucho más allá de los límites de ese género, Elvin Jones.
Entre los bateristas independientes que desarrollaron un estilo moderno del swing destacan Buddy Rich, Louie Bellson, Denzil Best, Don Lamond, Tiny Kahn, Gus Johnson, J. C. Heard, Osie Johnson, Shadow Wilson, Oliver Jackson, Grady Tate, Mel Lewis, Sonny Payne, Sam Woodyard o Rufus Jones, que parten todos de la figura de Dave Tough. En la costa occidental se desarrolló un estilo diverso al de los músicos neoyorquinos: Shelly Manne fue el prototipo de baterista melódico, mientras que Chico Hamilton, miembro fundador del cuarteto de Gerry Mulligan representó un estilo más cool antes de pasarse al jazz fusion. Tony Williams alcanzó notoriedad primero con Jackie McLean, y después con Miles Davis. Billy Higgins, Ed Blackwell y Charles Moffett fueron tres importantes bateristas que surgen de la banda de free jazz de Ornette Coleman, primeros exponentes de un estilo del que Sunny Murray sería el máximo representante y que cuenta también con nombres como Milford Graves, Beaver Harris, Barry Altschul, Raschied Ali o Andrew Cyrille.

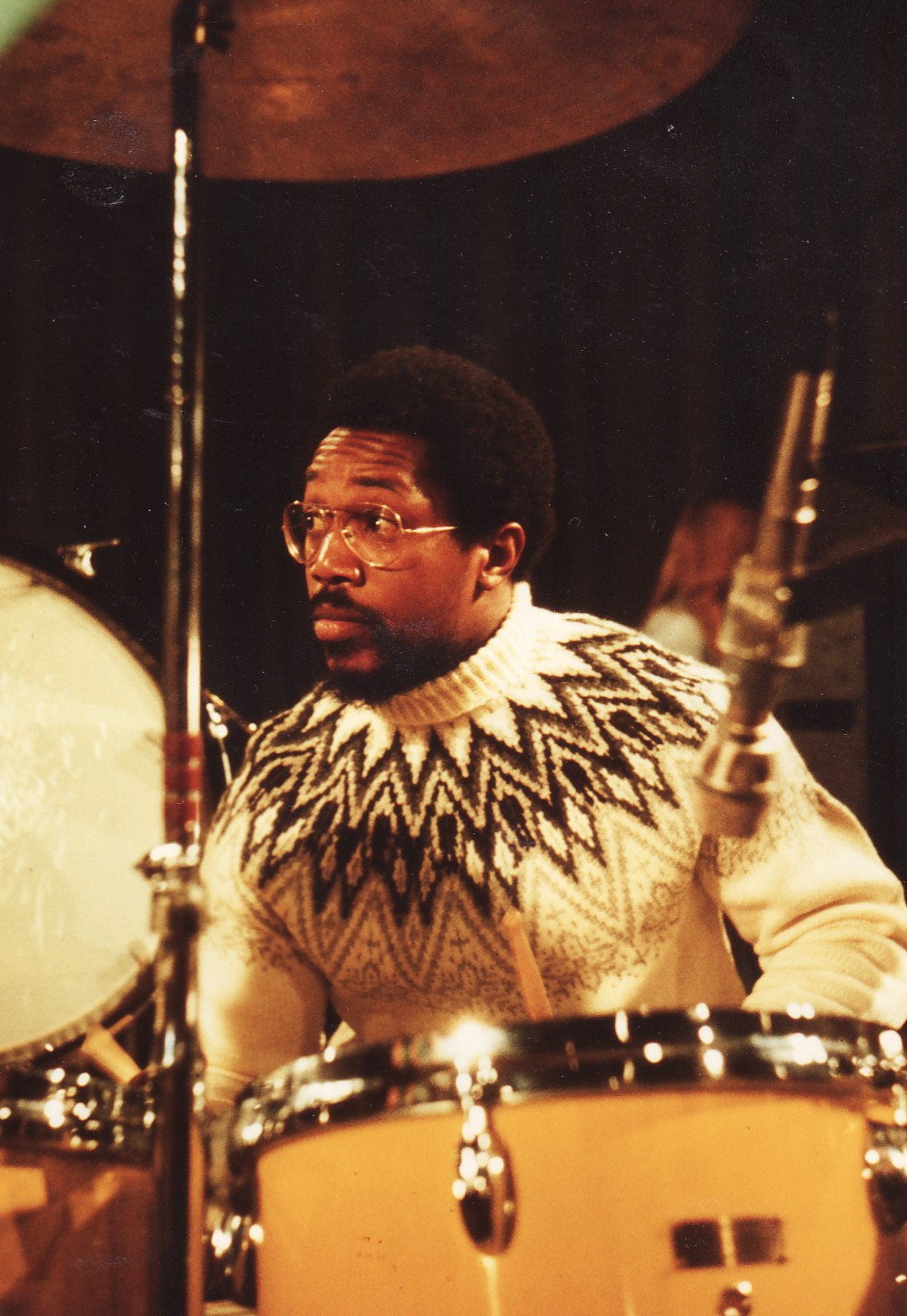
Billy Cobham en julio de 1974

La llegada del jazz fusion a principios de la década de 1970 devolvió en cierta forma la batería a sus comienzos: el énfasis en el bombo y la necesidad de marcar el primer tiempo del compás con claridad fueron aspectos a retomar por una nueva generación de bateristas entre los que destacaron el ya mencionado Tony Williams, además de Alphounse Mouzon, Billy Cobham, Steve Gadd, Peter Erskine, Harvey Mason, Lenny White, Jack DeJohnette, Gerry Brown, Steve Jordan, Leon "Ndugu" Chancler, Eric Gravatt, John Guerin, Dan Gottlieb, David Moss y Terry Bozzio. En el ámbito del jazz fusion y el jazz rock europeos destacaron Jon Hiseman, Robert Wyatt, John Marshall, Bill Bruford, Simone Phillips, Phil Collins o Ginger Baker, de Cream. En el escenario free hay que señalar a los norteamericanos Phillip Wilson, Don Moye, Steve McCall, Pheeroan akLaff, Thurman Barker, Bobby Battle, Warren Smith, Stanley Crouch y Ronald Shannon Jackson; a los suizos Pierre Favre, Peter Giger y Reto Weber; al holandés Han Bennink; al finlandés Edward Vesala; al inglés Tony Oxley; a los alemanes Paul Lovens, Detlef Schönenberg y Günter Sömmer; y los japoneses Masahijo Togashi, Shota Koyama y Takeo Moriyama

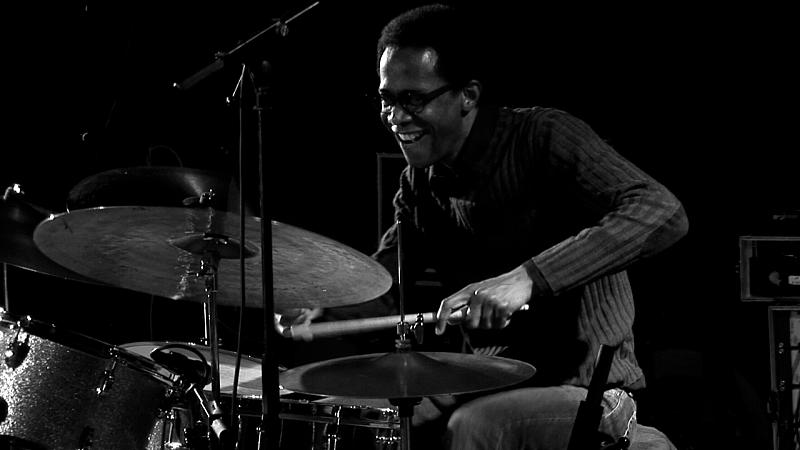
El baterista Brian Blade tocando en un concierto de 2006.

Entre los bateristas más importantes de la corriente principal contemporánea que surgieron desde finales de la década de 1960 en adelante podemos citar a Billy Hart, Stu Martin, Narada Michael Walden, Victor Lewis, Eddie Gladden, Ben Riley, Clifford Jarvis, Al Foster, Peter Donald, Adam Nussbaum, Peter Apfelbaum, Don Alias, Eddie Moore, Alvin Queen, Woody Theus, Ronald Steen, Freddie Waits, Horacee Arnold, Wilbur Campbell, Ed Soph, Mickey Rocker, Leroy Williams, Bruce Ditmas, Frank Butler, Jake Hanna, Jeff Hamilton, Paul Motian, Joe LaBarbera, Elliot Zigmund, Michael Di Pasqua, el noruego Jon Christensen, el sudafricano Makaya Ntshoko o el polaco Janusz Stefanski.
Por último, entre los jóvenes bateristas de jazz y otros géneros relacionados que surgieron desde finales de la década de 1980 hay que señalar a Brian Blade, Terry Lyne Carrington, Jeff "Tain" Watts, Omar Hakim, Simon Phillips, Dave Weckl, Dennis Chambers.

### Guitarra
La historia de la guitarra en el jazz arranca a finales de la década de 1930 con Charlie Christian que, en tan solo dos años, revolucionó por completo la interpretación del instrumento. Sin embargo, la guitarra, junto con el banjo, tiene en el jazz una tradición mucho más larga que la mayoría de los demás instrumentos. Mucho antes de Christian, ya era un instrumento rítmico y de acompañamiento armónico, usado por los cantantes de blues y de work songs, la música de los esclavos en los campos de trabajo. Fue con Johnny St. Cyr y Lonnie Johnson que dio comienzo la historia de la guitarra de jazz propiamente dicha, marcando así el inicio de dos tradiciones de interpretación que perduran hasta hoy día: la interpretación rítmica y de acompañamiento armónico y la solista, de líneas y fraseos monofónicos. Bud Scott, Danny Barker o Everett Barksdale fueron tempranos representantes del estilo rítmico, seguidos de Freddie Green antecesor de músicos del ámbito del jazz rock, del soul y del funk, como Cornell Dupree. Teddy Bunn y Al Casey fueron otros guitarristas de Nueva Orleans, que intentaron unificar las tradiciones iniciadas por St. Cyr y por Johnson. En esta línea, y dentro del estilo Chicago, destacaron sobre todo Eddie Lang y Eddie Condon.

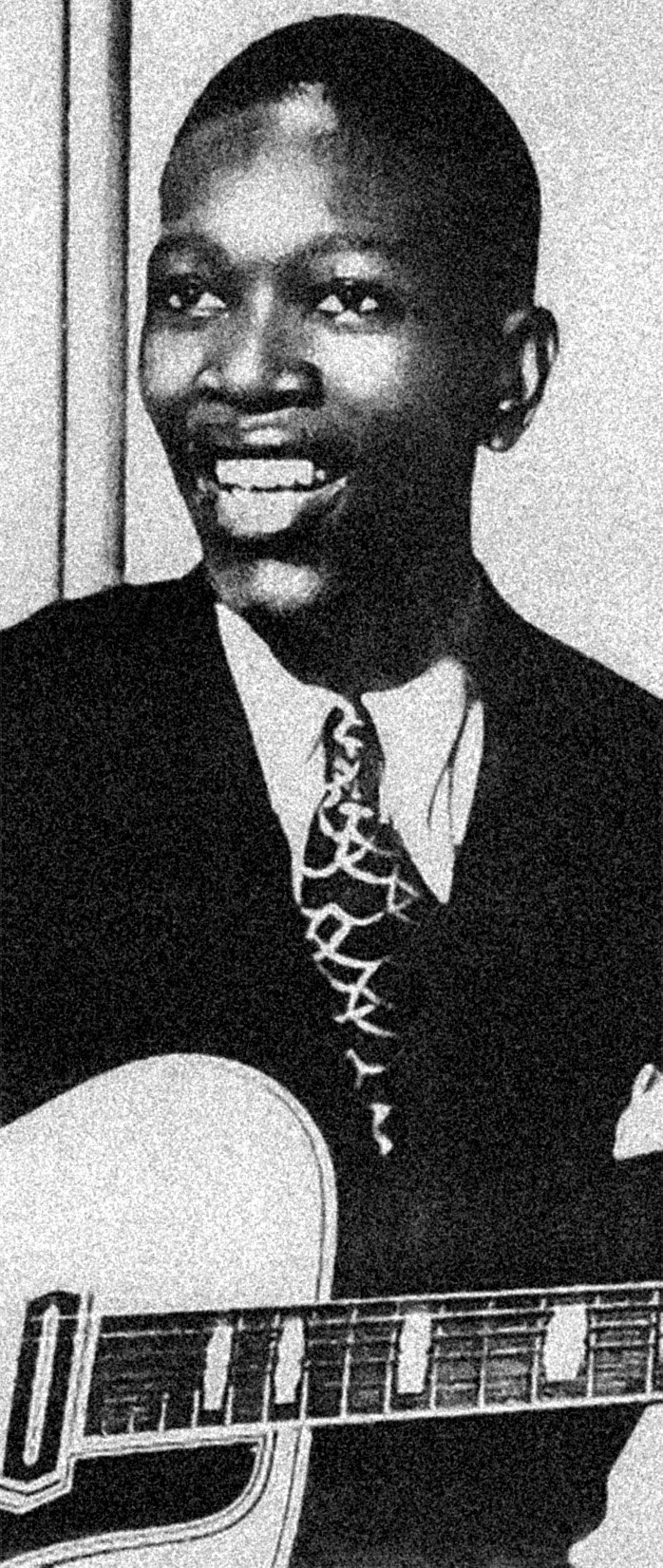
Retrato del guitarrista Charlie Christian

Más tarde Django Reinhardt, el primer gran guitarrista europeo, ejerció una notable influencia en el propio Charlie Christian, y en otros guitarristas posteriores, como Les Paul, Earl Klugh, Larry Coryell, Christian Escoudé, Bolou Ferré o Biréli Lagrène. Sus cualidades como compositor, entre otros muchos factores, lo sitúan como una de las figuras más importantes de la historia del jazz. Varias décadas después, el brasileño Laurindo Almeida aplicó primero la tradición guitarrística española al jazz, y después, en su propia obra, en la que incorporaba asimismo elementos estilísticos de la música de su país de origen. Otros guitarristas que siguieron la estela de Almeida fueron los brasileños Baden Powell, Bola Sete, Egberto Gismonti, o el norteamericano Charlie Byrd.
El primer músico en usar la guitarra eléctrica de jazz no fue Charlie Christian, sino Eddie Durham. Sin embargo, Durham no supo aprovechar las posibilidades que le ofrecía el nuevo instrumento, que tuvo que esperar a la llegada de Charlie Christian —un solista de la talla de Lester Young o de Charlie Parker— para comenzar a emanciparse. El estilo de Christian fue denominado reed style, pues usaba la guitarra como si fuese un saxofón, con fraseos característicos de los instrumentos de lengüeta; armónicamente, Christian fue el primero en desarrollar sus improvisaciones no sobre los acordes de los temas, sino sobre los acordes de transición que introducía entre los acordes básicos; en el campo melódico, Christian sustituyó el característico staccato que usaban casi todos los guitarristas antes que él por el legato, ligando las notas de sus frases a la manera de un saxofonista. Todos los guitarristas que surgieron tras Charlie Christian proceden de él. Entre los integrantes de la primera generación de guitarristas post-Christian se sitúan Tiny Grimes, Oscar Moore, Irving Ashby, Les Paul, Bill DeArango, Chuck Wayne y, sobre todo, Barney Kessel, el guitarrista rítmico más importante de la década de 1950, junto a Jimmy Raney (más interesante desde el punto de vista armónico) y Johnny Smith, con un sonido más elaborado.

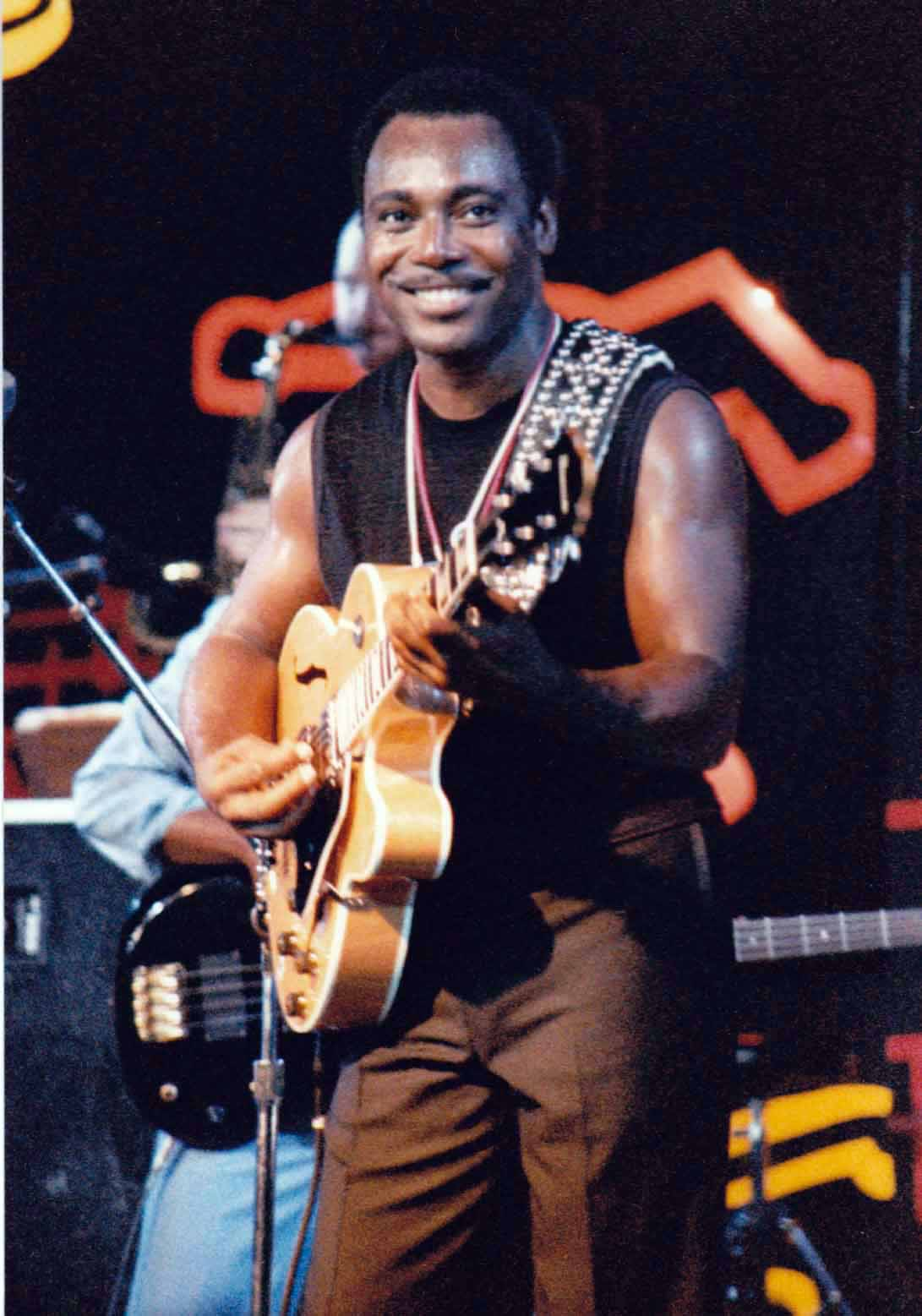
George Benson retratado en 1986 en el Montreux Jazz Festival

Tal Farlow recogió la influencia de Jimmy Raney en un estilo de frases largas que sintetizaba las características básicas del moderno clasicismo; Jim Hall, famoso por sus colaboraciones con Oscar Peterson, se convirtió para Berendt en el «guitarrista de jazz intemporal por excelencia» desde principios de la década de 1970; Kenny Burrell es considerado el guitarrista más destacado del hard bop, pero en su carrera ha recorrido terrenos estilísticos muy diversos; Herb Ellis es un gran guitarrista de bop con influencias country en su toque; Les Spann, también flautista, fue popular durante la década de 1950; Wes Montgomery poseía una característica técnica de octavas que resultó enormemente influyente y que le proporcionó un éxito comercial que le acompañaría durante toda su corta vida. Gabor Szabo poseía un sonido propio y singular, con reminiscencias de su Hungría natal; Grant Green fue un excepcional intérprete de blues que dominaba a la perfección el lenguaje bebop con un estilo que primaba la expresividad sobre la mera capacidad técnica; Larry Coryell, con su ecléctica mezcla de rock, country, blues y bop y su característico sonido afilado, fue uno de los pioneros del jazz rock en la guitarra. George Benson es uno de los más grandes guitarristas de jazz de todos los tiempos, pero también un músico cuya enorme versatilidad lo han alejado en ocasiones del estilo.

John McLaughlin tocando una guitarra de doble mástil a comienzos de los años 1970

A la entrada de la década de 1970 la guitarra conoció una explosión de popularidad que debía, sobre todo, a Wes Montgomery en el jazz, a B.B. King en el blues y a Jimi Hendrix en el rock. Siguieron a King T-Bone Walker, Muddy Waters, Jimmy Dawkins, Buddy Guy, Otis Rush, Mike Bloomfield y, en la línea más cercana al rock, Albert King, Albert Collins y Johnny "Guitar" Watson. Entre los guitarristas de rock directamente enraizados en la tradición de Hendrix y en el blues se encuentran Eric Clapton, Duane Allman, Carlos Santana, Jeff Beck, Nils Lofgren y Frank Zappa.
Entre los guitarristas que han actualizado el lenguaje cool sobresalen el húngaro Attila Zoller, el canadiense Ed Bickert, los estadounidenses Howard Roberts, Michael Santiago, Doug Raney o Jack Wilkins. Entre los guitarristas de jazz rock y jazz fusion hay que mencionar a John McLaughlin, Joe Beck, Larry Coryell, Steve Khan, Eric Gale, Earl Klugh, Al DiMeola, Pat Metheny, Lee Ritenour, Vic Juris, Baird Hersey, Larry Carlton, Jan Schafer, el holandés Jan Akkerman, el británico Allan Holdsworth, el finlandés Jukka Tolonen, el noruego Terje Rypdal, o los alemanes Volker Kriegel, Toto Blanke o Michael Sagmeister. Entre los guitarristas que han fusionado el jazz con la música tradicional de distintos países, se encuentran Alex de Grassi, William Ackerman, Leo Kottke, Ry Cooder, John Fahey y Robbie Basho. Entre los guitarristas free cabe destacar a Sonny Sharrock, Michael Gregory Jackson, James Emery, Spencer Barefield, James Blood Ulmer o el británico Derek Bailey. Entre los guitarristas que continuaron la tradición del swing están George Barnes, Bucky Pizzarelli, Cal Collins y —sobre todo— Joe Pass. Por último, entre los guitarristas de la corriente mainstream contemporánea se encuentran John Scofield, John Abercrombie, Roland Prince, Chuck Loeb, Ted Dumbar, Rodney Jones, Ed Cherry, Joe Diorio, Monette Sudler, o Ron Eschete, además del inclasificable Ralph Towner, del grupo Oregon.

### Órgano, teclado y sintetizadores
El órgano de tubos, un instrumento que procedía de la tradición eclesiástica europea, apareció por primera vez en el jazz de la mano de Fats Waller, un músico que legó su interés por el instrumento a su alumno más famoso, Count Basie, quien ya usaba la versión eléctrica del instrumento. Todavía en 1975 Clare Fischer efectuó algunas grabaciones con el órgano de tubos, al igual que habían hecho Keith Jarret o el belga Fred Van Hove, pero en general, en el mundo del jazz el término «órgano» se ha usado en la práctica como sinónimo del órgano Hammond. De Fats Waller y Count Basie proceden Wild Bill Davis y Milt Buckner, mientras que de la tradición del rhythm & blues, más ligada al desarrollo del soul jazz provienen Brother Jack McDuff, Johnny Hammond, Don Patterson, Lou Bennet, Richard "Groove" Holmes, Lonnie Smith, Jimmy McGriff, Charles Earland, Shirley Scott o incluso Ray Charles. Desde el mundo del rock, músicos como Steve Winwood, Al Kooper, Billy Preston y Booker T. Jones recogieron la tradición del órgano de R&B, una tradición que se había iniciado en las iglesias cuando el órgano Hammond apenas había iniciado sus primeros pasos en el mundo del jazz.
La primera gran revolución en la historia del instrumento fue protagonizada por Jimmy Smith, quien había llegado a la escena del jazz en 1956, para dar paso, nueve años más tarde a Khalid Yasin (también conocido como Larry Young), un músico en la tradición de John Coltrane que a pesar de no haber obtenido jamás éxito a nivel comercial, se encuentra entre los intérpretes más influyentes en la historia del instrumento. En Europa destacó el francés Eddy Louiss, de orígenes caribeños, mientras que durante la década de 1970 aparecieron en la escena nuevos valores como Carla Bley, Amina Claudine Myers, Chucho Valdés y Chico O'Farrill, pero en general se puede decir que tras Khalid Yasin se produjo un estancamiento en la evolución del instrumento.

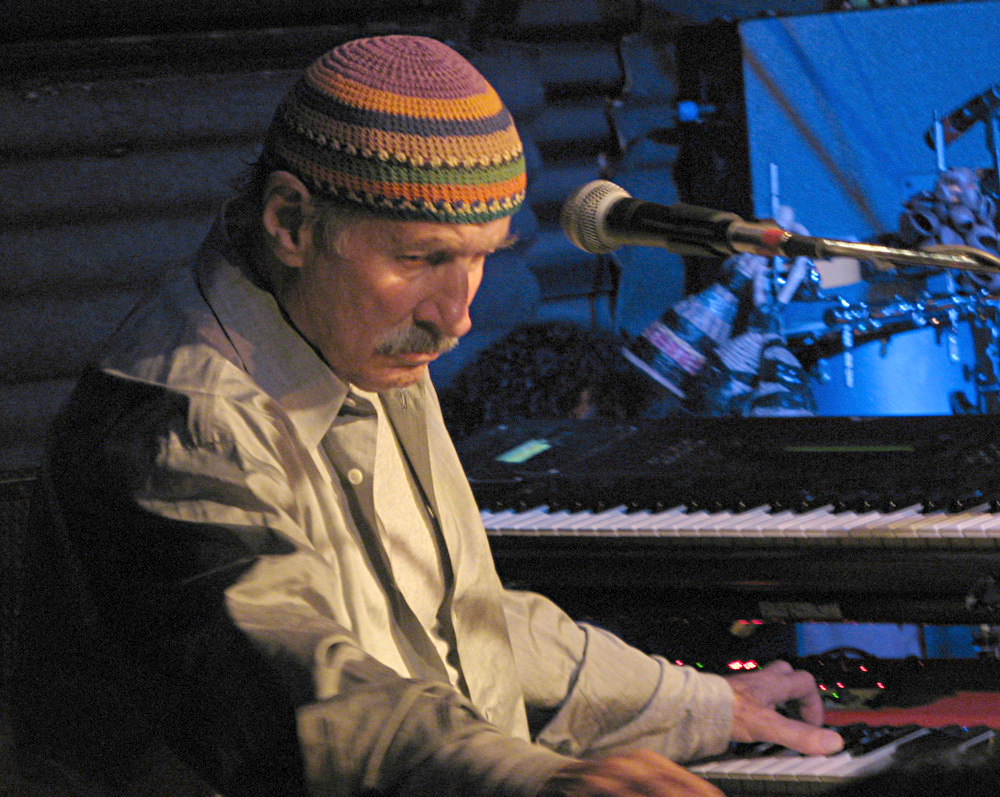
Joe Zawinul en una actuación en directo de 2007

A partir de la década de 1970 comenzaron a surgir una serie de músicos que adoptaban toda una serie de instrumentos relacionados de entre los que el órgano era tan solo uno más: Joe Zawinul fue uno de los primeros teclistas de jazz en sentido amplio, y uno de los más importantes, y entre los instrumentos que usaba se encontraban el piano, el clavinet, el piano eléctrico, el órgano eléctrico, así como una amplia gama de sintetizadores y efectos de sonido. Otros teclistas destacables, casi todos procedentes del mundo del jazz fusion, fueron Herbie Hancock, George Duke, Jan Hammer, Chick Corea, Stu Goldberg, Kenny Kirkland, Patrice Rushen, Bob James, Richard Tee, Jeff Lorber, Barry Miles, Mike Mandel (del grupo The Eleventh House), Lyle Mays, Dave Grusin, el búlgaro Milcho Leviev, Ian Underwood (multiinstrumentista que participó en muchos trabajos de Frank Zappa), Joe Sample, Mark Soskin y David Sancious, así como el holandés Jasper van 't Hof, el danés Kenneth Knudsen, los británicos Geoff Castle, Gordon Beck y John Taylor, y los alemanes Wolfgang Dauner y Joachim Kühn, entre otros muchos.
El sintetizador, desarrollado por Robert Moog, se había hecho popular repentinamente en 1968 gracias a la obra de Walter Carlos Switched-On Bach, álbum que precedió a la exitosa banda sonora de la película La naranja mecánica, también de Carlos, y que después tendría una secuela: Switched-On Bach II (1973). Los primeros artistas en experimentar con el sintetizador (John Cage, Terry Riley...) no procedían del mundo del jazz, sino de otros ámbitos, y de hecho, el jazz tuvo que esperar la llegada de artistas como Paul Bley, Sun Ra, Richard Teitelbaum, George Lewis, Joe Gallivan, Pete Levin o el alemán Wolfgang Dauner para que el nuevo instrumento comenzase a hacerse un hueco en las preferencias del público y de los músicos.

### Percusiones
Hasta principios de la década de 1960 los instrumentos de percusión habían sido utilizados marginalmente por los bateristas, pero a partir de esa fecha la gama de instrumentos de percusión que fue introduciéndose en los estudios de grabación comenzó a ampliarse tanto que dio lugar a un nuevo tipo de músico —el percusionista— especializado en este tipo de instrumentos. La mayoría de los instrumentos de percusión utilizados en el jazz procedía originalmente de América Latina (claves, güiro, cabasa, maracas, congas, bongós, timbales, pandeiro, etc.), pero progresivamente comenzaron a hacer aparición distintos instrumentos procedentes de la India, del Tíbet, de China, de Japón, de Bali o de África.
El padre de la percusión en el jazz fue el cubano Chano Pozo, quien ya en 1947 había introducido instrumentos de percusión afrocubana en las grabaciones de la orquesta de Dizzy Gillespie, jugando con ello un papel importante en el establecimiento del así llamado cubop, un estilo mezcla de bop con elementos percusivos afrocubanos que cuenta entre sus temas más famosos con títulos emblemáticos como «Manteca» o «Afro Cubano Suite».

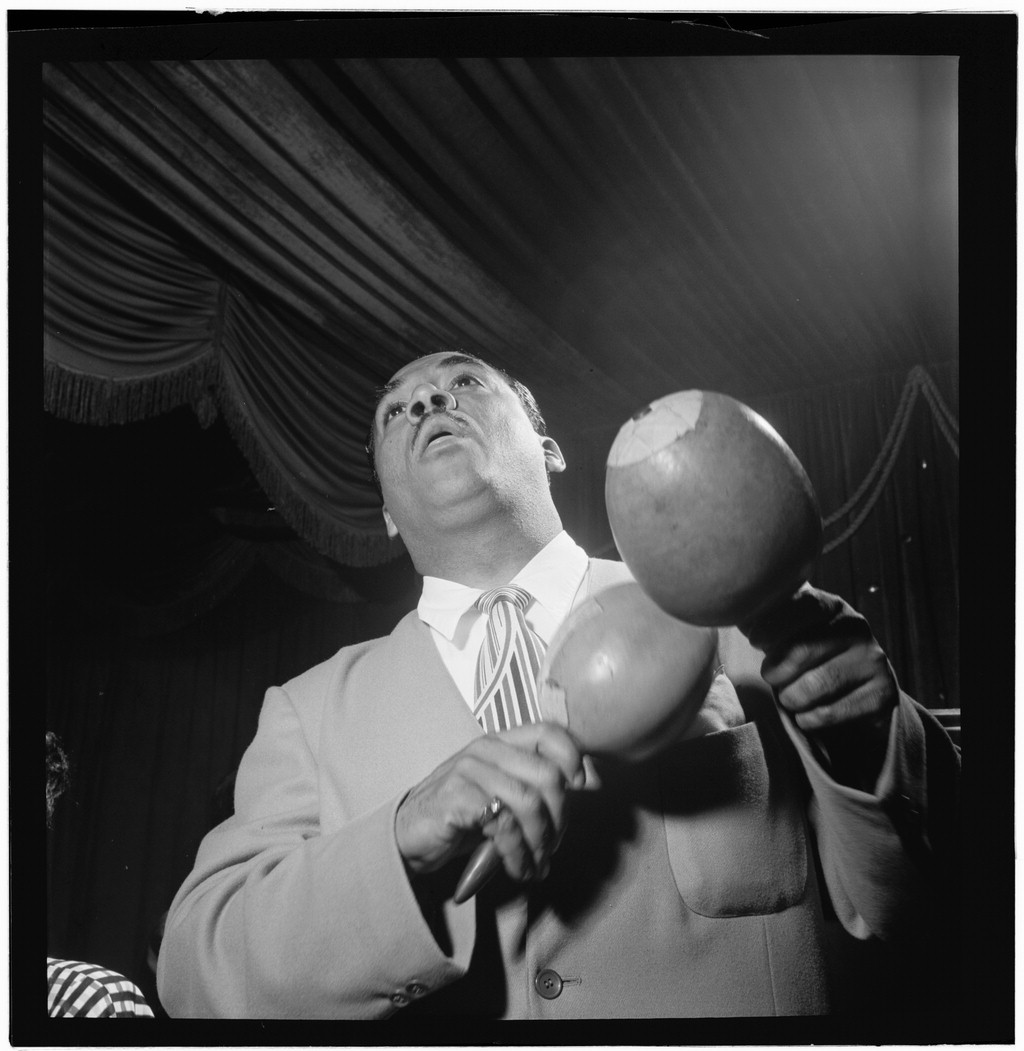
El percusionista Machito retratado en 1947

Entre los primeros percusionistas cubanos que surgieron tras la estela de Pozo destacaron Jack Costanzo, Carlos Vidal o Machito, tres músicos que tocaron en la big band de Stan Kenton; Tito Puente, que comenzó a desarrollar su carrera en la costa occidental; los congueros Armando Peraza, Mongo Santamaría, Ray Barreto, Cándido y Sabú Martínez; el timbalero Willie Bobo; o los bongueros Willie Rodríguez y Cal Tjader, este último también vibrafonista. A principios de la década de 1970 surgió la salsa, un "nuevo" género que fusionaba la música tradicional de Cuba con elementos del blues y del rock y que estaba encabezado tanto por artistas cubanos como por otros procedentes de Puerto Rico y, en menor medida, de la República Dominicana. El epicentro de la nueva música se situó en Nueva York y Miami, dos ciudades con un importante núcleo de población de origen cubano, y de entre las distintas orquestas y agrupaciones que allí surgieron cabe destacar la Fania All Stars, un supergrupo liderado por Johnny Pacheco con el que colaboraron figuras tan importantes como Ray Barreto, Mongo Santamaría o el trombonista y director musical Willie Colón. Por último, entre las fusiones a las que dio lugar la "salsa", un término genérico que agrupa en realidad estilos muy diversos, cabe destacar el rock latino, popularizado por el mexicano Carlos Santana, o el boogaloo, una mezcla de mambo, rock'n'roll, jazz y blues.

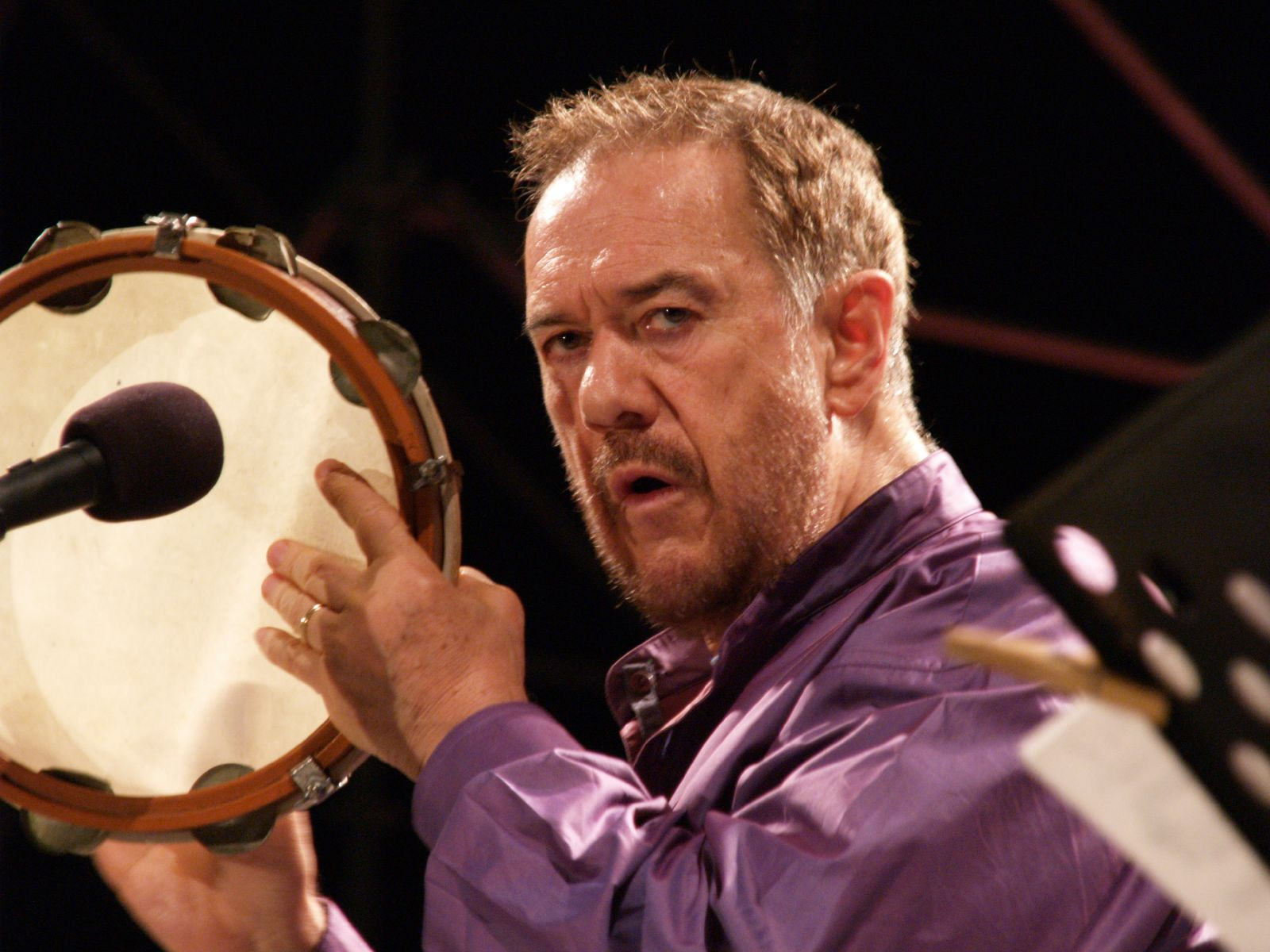
Airto Moreira en una imagen de 2007.

Los ritmos tradicionales de Brasil son para Berendt más suaves, más elásticos y menos agresivos que los cubanos, y su confluencia con el jazz dio lugar a la bossa nova, una música popularizada por Stan Getz y Charlie Byrd que fue definida por los músicos brasileños como «cool jazz más samba». A pesar de los éxitos que la nueva música estaba cosechando en Brasil, la penetración de los ritmos brasileños en los escenarios estadounidenses tuvo que esperar hasta finales de la década de 1960, cuando Airto Moreira participó en la grabación del Bitches Brew, de Miles Davis. Desde entonces, muchos grupos y músicos establecidos emplearon percusionistas brasileños, como fue el caso de Chick Corea, Weather Report o Dizzy Gillespie, quienes contaron con la colaboración de músicos como Dom Um Romao, Paulinho Da Costa, Guilherme Franco y Naná Vasconcelos, además del propio Airto.
Art Blakey ya había iniciado la exploración de los ritmos africanos en su Orgy in Rhythm (1957), un disco que tuvo su continuación en The African Beat, con la participación de diversos músicos a cargo de la ejecución de instrumentos africanos. Max Roach formó grupos similares, pero el primer percusionista de renombre en el mundo del jazz fue en realidad el nigeriano Olatunji, que colaboró con John Coltrane, Clark Terry o Yusef Lateef. Ya en la década de 1970 artistas como Kahil El Zahbar, Don Moye, James Mtume, Ralph McDonald o los bateristas haitianos Ti-Roro y Ti-Marcel fueron haciendo su aparición en la escena, formalizando una tendencia que había iniciado Blakey más de una década atrás. Entre los percusionistas procedentes del continente asiático hay que señalar a los hindúes Zakir Hussain, Trilok Gurtu y Badal Roy, o el turco Okay Temiz. Por último, entre los percusionistas modernos que son capaces de tocar una gran cantidad de instrumentos distintos procedentes de distintas culturas se encuentran Kenneth Nash, Sue Evans, Armen Halburian, Bill Summers y David Moss.

### Flauta
Durante la década de 1950 la flauta ocupó el lugar —junto con el saxo soprano— del clarinete, un instrumento que se asociaba a la era del swing, una música que ya había pasado de moda. La tradición jazzística del instrumento es relativamente corta: uno de los primeros solos de flauta registrados en un disco de jazz fue el que Wayman Carver ejecutó en Sweet Sue, una grabación de la orquesta de Spike Hughes que se remonta a 1933. Chick Webb usó también la flauta en su orquesta, pero el instrumento no dejaba de ser una curiosidad hasta que a principios de la década de 1950 aparecieron una serie de músicos que consiguieron establecerlo como un instrumento comúnmente aceptado en formaciones y orquestas de jazz. Jerome Richardson fue el primero en grabar solos modernos, y tras él surgieron Frank Wess y Bud Shank. El primero es responsable directo de la aceptación del instrumento, que solo se logró tras la revolución del saxofón que había llevado a cabo durante la década anterior Lester Young. Wess, como flautista, parte de Young, y algunos de sus mejores solos se encuentran en el álbum Opus de Jazz, con Milt Jackson, Hank Jones, Eddie Jones y Kenny Clarke. En cuanto a Bud Shank, surgido de la orquesta de Stan Kenton, fue el flautista más importante de la Costa Oeste, aunque hacia el final de su carrera abandonó el instrumento en favor del saxo alto.
Yusef Lateef fue uno de los poquísimos músicos de jazz en adoptar el oboe, pero también usó la flauta para ejecutar una música pionera en el uso de armonías y texturas orientales. Herbie Mann se situó como el más relevante de los flautistas de jazz en el período que va aproximadamente desde 1959 hasta 1967, cuando el músico efectuó sus grabaciones más interesantes antes de embarcarse en proyectos más comerciales. Hubert Laws destacó en las corrientes de encuentro con la música clásica (third stream), así como en el jazz fusión, mientras que Paul Horn fue un excelente flautista de jazz que se pasó, desde 1967 en adelante, al ámbito de la música new age.

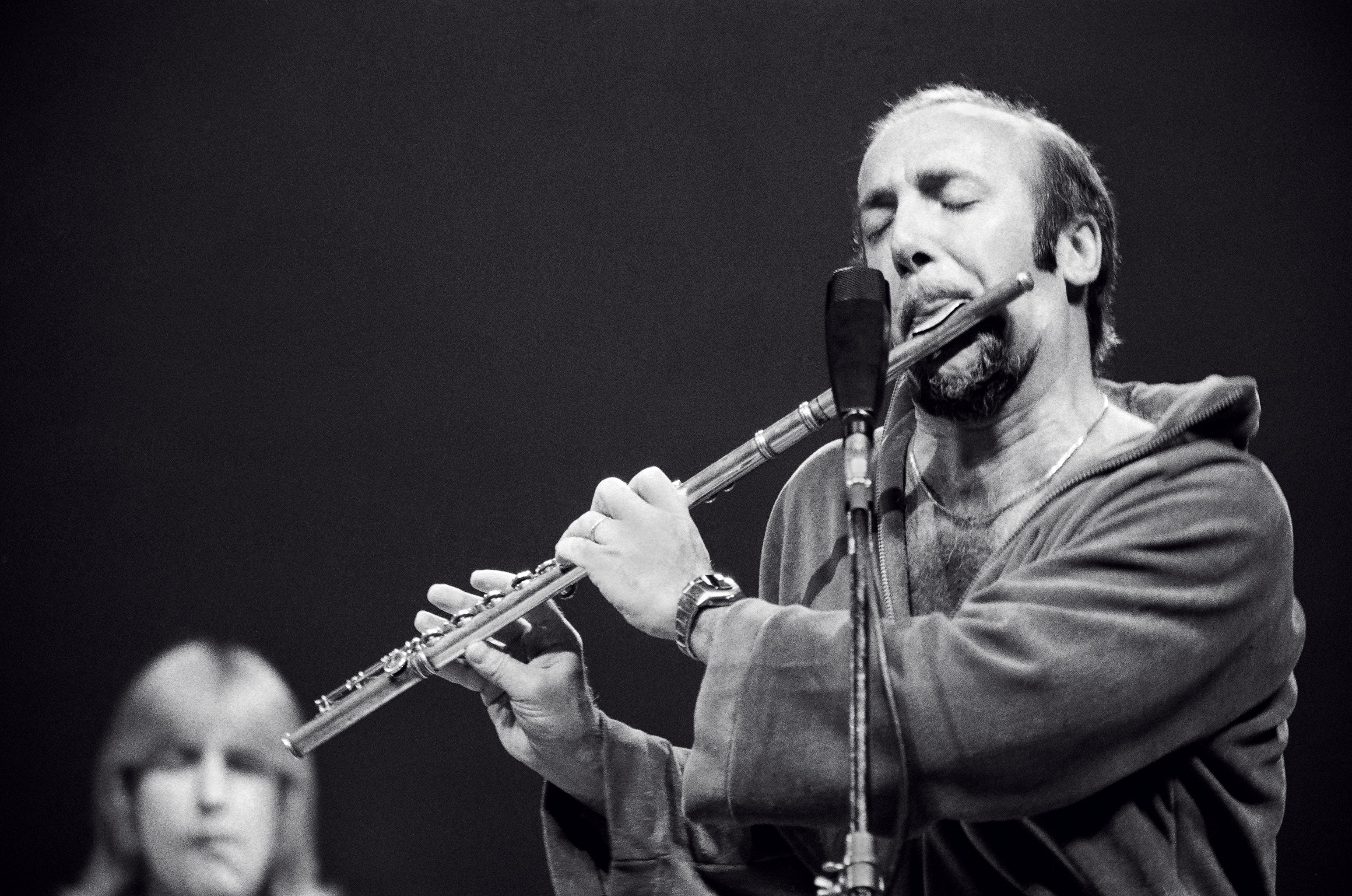
El flautista Herbie Mann en un concierto en el Eastman Theatre, Rochester, Nueva York, en 1975.

Otros flautistas destacados fueron Sahib Shihab, James Moody, Leo Wright, George Marge, Romeo Penque, Sam Most, Buddy Collette, Rahsaan Roland Kirk, Charles Lloyd, Joe Farrell, James Spaulding, Eric Dixon y Sam Rivers, muchos de ellos saxofonistas que usaban la flauta como segundo instrumento. Eric Dolphy, por su parte, ocupa un lugar especial en la historia de la flauta de jazz, adelantando en su trabajo pionero conceptos que serían seguidos por multitud de flautistas posteriores, como Simeon Shterev, Jiří Stivín, Emil Mangelsdorff, Bob Downes y Chris Hinze
Entre los primeros flautistas de jazz que cultivaron la técnica del «sobresoplido» (overblowing), que básicamente consiste en soplar y cantar o susurrar al mismo tiempo, estuvieron Sam Most y Sahib Shihab, aunque la técnica fue adoptada por prácticamente todos los flautistas posteriores, desde Rahsaan Roland Kirk hasta Jeremy Steig. Flautistas destacados del ámbito del jazz rock y jazz fusion fueron Chris Wood, Tom Scott, Gerry Niewood, Bobby Humphrey y Barbara Thompson (conocida por su trabajo con el grupo Colosseum), mientras que otros como Don Cherry o Hermeto Pascoal destacaron por el uso de flautas de otros tipos, procedentes de distintas partes del mundo. En el ámbito del free jazz, donde hay que señalar de nuevo la fuerte influencia de Eric Dolphy, sobresalieron Douglas Ewart, Henry Threadgill, Oliver Lake, Prince Lasha, Roland Snyders y —particularmente— James Newton. Dentro de la corriente principal del jazz moderno se sitúan George Adams, Steve Slagle, Joe Ford, Dwight Andrews, Jerry Dodgion y Lew Tabackin; y del Japón hay que señalar a Hōzan Yamamoto, quien ha tocado la flauta de bambú llamada shakuhachi en el campo del jazz junto a la cantante Helen Merrill o el percusionista Masahiko Togashi. Otro músico que emplea esa flauta japonesa de bambú, de cuya construcción ha aprendido el arte, es John Kaizan Neptune, orientado al jazz fusion, la new age y la llamada música mundial.

### Vibráfono
El vibráfono, un instrumento de percusión con posibilidades melódicas, resulta en teoría un instrumento ideal para el jazz, pero a pesar de ello solo se ha impuesto lentamente en las formaciones y combos pues no permite la ejecución de un sonido jazzístico, al no poderse modular su timbre más que mediante el vibrato aplicado por conexión eléctrica o por golpes de distinta intensidad. Lionel Hampton y Milt Jackson son considerados los vibrafonistas de jazz más importantes, el primero en el ámbito más tradicional y el segundo en el jazz moderno. Hampton —junto a Red Norvo— introdujo el instrumento en el jazz al comienzo de la era del swing, mientras que Jackson lo popularizó al frente de los famosos Modern Jazz Quartet.

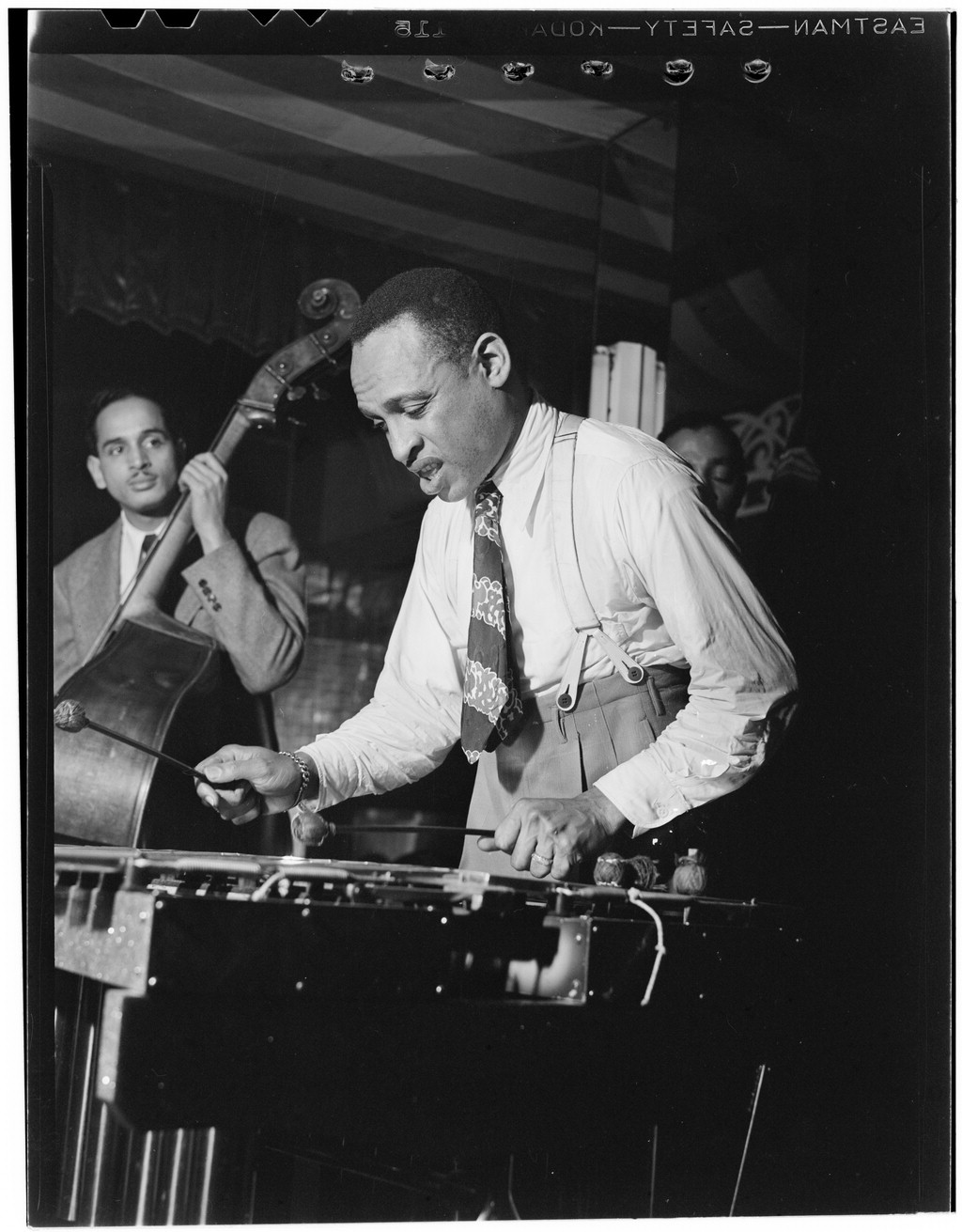
El multiinstrumentista Lionel Hampton en una fotografía de 1946

Charlie Shoemake, un vibrafonista de la escuela del bop asociado a la figura de George Shearing no obtuvo el reconocimiento que merecía, y, con otros como Terry Gibbs, Teddy Charles, Cal Tjader y Victor Feldman, formó parte de la primera generación de vibrafonistas importantes, junto a otros más jóvenes como Eddie Costa, Tommy Vig, Lem Winchester, Larry Bunker y Mike Mainieri. Gary Burton, Walt Dickerson, Tom Van Der Geld y Bobby Hutcherson recogieron el testigo de Milt Jackson, y ampliarían enormemente las posibilidades del instrumento. Burton combina un tierno lirismo con un gran virtuosismo, sintetizando influencias tan diversas como la de Bill Evans, la música country o el hillbilly. Dickerson ha trasladado las ideas de John Coltrane al vibráfono, mientras que Hutcherson combina la tradición del bebop y de Milt Jackson con la influencia de Coltrane, inaugurando una nueva etapa en lo que se refiere al sonido de su instrumento. David Friedman ha colaborado con el también vibrafonista Dave Samuels en distintos proyectos, en los que han multiplicado las posibilidades del vibráfono.
Entre los vibrafonistas que han destacado en el mundo del jazz rock y la jazz fusion se encuentran Roy Ayers, Dave Pike, Mike Mainieri, Jay Hoggard y Ruth Underwood (conocida sobre todo por su trabajo con Frank Zappa), además de los alemanes establecidos en Estados Unidos Gunter Hampel y Karl Berger. Bobby Naughton, Earl Griffith y Jay Hoggard están a la cabeza de la vanguardia del free jazz en su instrumento, al tiempo que dominan toda su tradición. Joe Locke, por último, se inspira en las enseñanzas de Milt Jackson y en las de Bobby Hutcherson para establecerse como uno de los mejores vibrafonistas del siglo XXI.

### Violín
Al igual que había ocurrido con la flauta unos años antes, el violín conoció en la década de 1960 un período de esplendor que resultaba un tanto paradójico si se tiene en cuenta el papel que había desempeñado el instrumento en la historia del jazz. En las primeras bandas de Nueva Orleans era relativamente usual, y algunas de las figuras más importantes de la época fueron violinistas (John Robechaux, Will Marion Cook, Johnny Schenk...). Sin embargo, el instrumento no contaba con un timbre tan poderoso como el de los instrumentos de viento, por lo que su papel quedó relegado al de aquellos. Se mantuvo en un segundo plano porque era un instrumento de gran tradición en las orquestas, pero con la llegada de Joe Venuti, el primer gran violinista de importancia, empezaron a cambiar las cosas. Sus duetos con Eddie Lang de la segunda mitad de la década de 1920 resultaron muy influyentes; pero, tras la muerte de Lang a mediados de la década siguiente, Venuti fue abandonando progresivamente los escenarios para regresar triunfalmente muchos años más tarde, a finales de la década de 1960. En los años 1930, el violín se mantuvo con un papel central en el estilo de fusión que se conoció como Western swing, así como en el denominado jazz manouche.

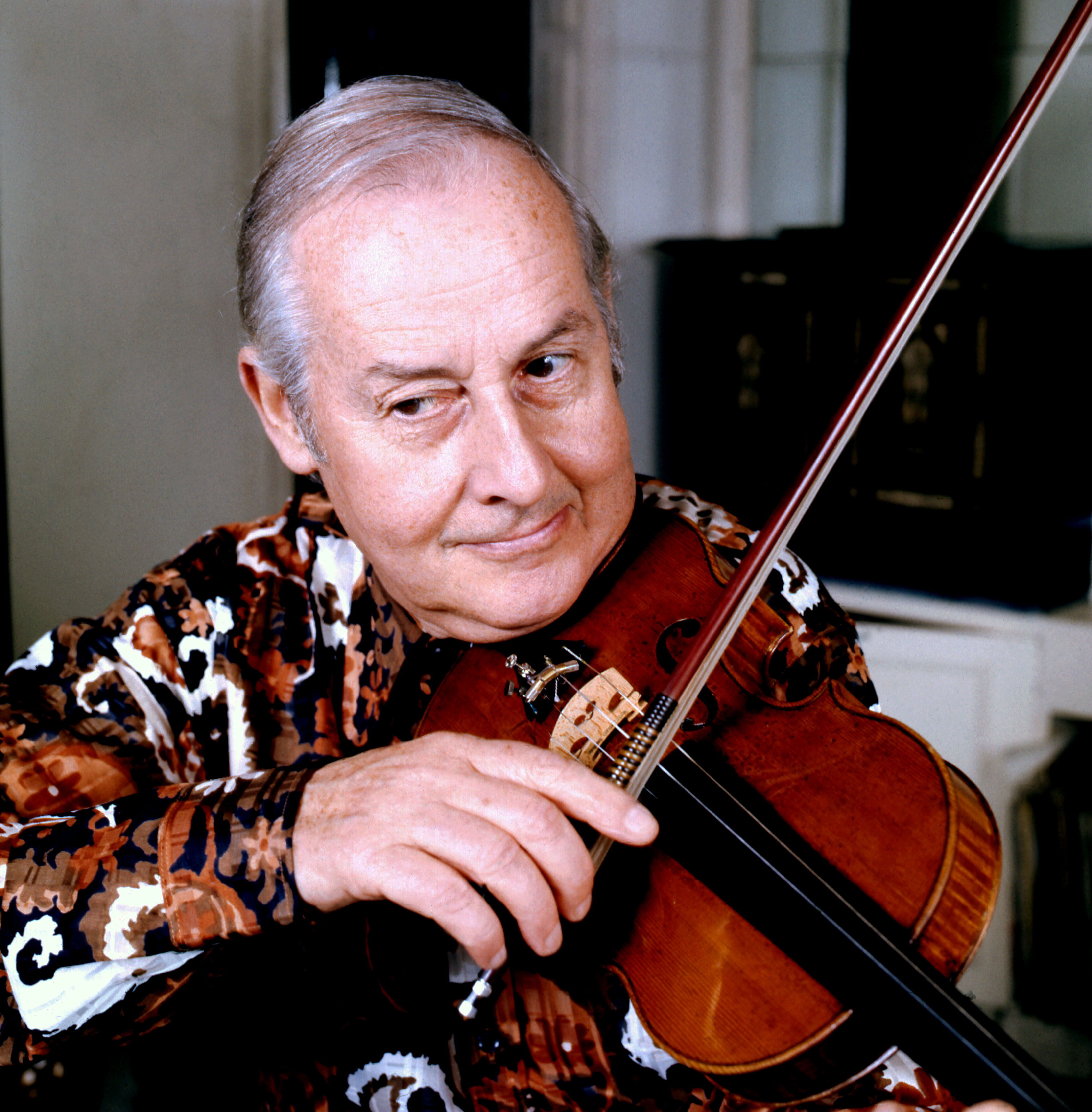
El violinista de jazz Stephane Grappelli

Enmarcado en sus comienzos, precisamente, en este estilo, el francés Stéphane Grappelli, fue uno de los más grandes violinistas de jazz de todos los tiempos, uno de los primeros (con Venuti, Lang y Stuff Smith) y uno de los mayores responsables de la aceptación definitiva del instrumento en el mundo del jazz. Sus duetos con Django Reinhardt en el Quintette du Hot Club de France, desde 1933 hasta 1939, lo establecieron como una de las mayores figuras del violín, puesto que Grappelli fue capaz de mantener hasta su muerte, que tuvo lugar cuando contaba con 89 años. Por su parte, Eddie South, que grabaría con Grapelli en 1937, fue un brillante violinista, un niño prodigio que no llegó a alcanzar la fama de Venuti y que de no ser por el racismo imperante en su época hubiera sido un excelente intérprete clásico.
Stuff Smith fue una de las mayores figuras del violín de la era pre-bop. Era un artista que citaba a Louis Armstrong entre sus mayores influencias y de quien sus seguidores decían que superaba en talento a todos sus competidores. El multiinstrumentista Ray Nance fue uno de los mejores violinistas de la década de 1940, además de un excelente cantante y bailarín.

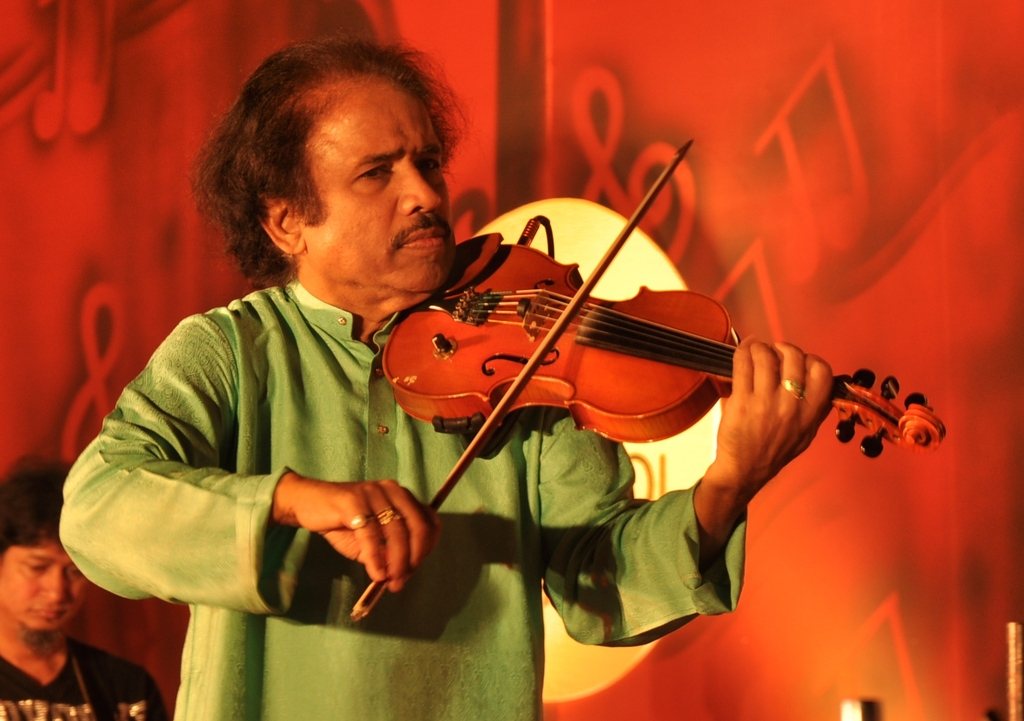
Dr. L. Subramaniam

Jean-Luc Ponty, nacido en 1942, se convirtió en uno de los pioneros del violín eléctrico en el ámbito del jazz rock de la década de 1970. Don "Sugarcane" Harris, violinista que desapareció pronto de la escena, encabeza junto con Ponty la lista de violinistas modernos, integrada también por una serie de músicos que en muchos casos surgieron paralelamente a ellos, como son Mike White, Jerry Goodman, Steve Kindler, John Blake, los polacos Zbigniew Seifert y Michal Urbaniak, el francés Didier Lockwood, los hermanos hindúes L. Subramaniam y L. Shankar, además de Leroy Jenkins, Alan Silva, Billy Bang y Ramsey Ameen en el ámbito del free jazz.
El violín mantiene un importante legado entre los músicos de jazz de Europa, continente donde han surgido la mayoría de sus más ilustres representantes y al que se han trasladado algunas de las más grandes figuras estadounidenses, como Eddie South, Stuff Smith y Alan Silva; pero también mantiene su vigencia en los Estados Unidos, que continúan dando figuras jóvenes tan importantes como Regina Carter, una de las intérpretes más versátiles y sofisticadas de la escena contemporánea.

### Otros instrumentos
Hasta aproximadamente 1950, la lista de instrumentos comúnmente aceptados en las formaciones y combos de jazz era pequeña, y se derivaba de los instrumentos que utilizaban los músicos de la era de Nueva Orleans: dos instrumentos de la familia del metal (trompeta y trombón), el grupo de lengüeta (saxofón y clarinete) y la sección rítmica, formada por la batería, el piano, el contrabajo y la guitarra. Con el transcurso de la historia, se fueron adaptando distintos instrumentos a estas formaciones clásicas hasta el período de la electrificación del jazz a principios de la década de 1970, un factor que resultó clave en el desarrollo posterior de la historia del jazz, en cuya historia siempre había tenido un papel determinante el descubrimiento de nuevos timbres y texturas.
El violonchelo, por ejemplo, fue introducido en el jazz por el contrabajista Oscar Pettiford; el clarinete bajo, por Eric Dolphy; el oboe y el fagot, por Yusef Lateef; Roland Rasaan Kirk obtuvo notoriedad al tocar dos saxofones primitivos simultáneamente. El arpa ganó exposición gracias a la obra de Alice Coltrane, pero antes que ella, Corky Hale y Dorothy Ashby habían intentado tocar jazz con el instrumento en la década de 1950, así como Casper Reardon en 1934. La tuba, precursora del contrabajo en las orquestas de Nueva Orleans, desapareció posteriormente, pero ha sido reincorporada a la historia del jazz gracias a la obra de músicos como Howard Johnson, Don Butterfield, Bob Stewart, Joe Daley, Earl McIntyre y Dave Bargeron.
Un instrumento que apareció ocasionalmente en la época del swing fue el acordeón (Ernie Felice tocó con Benny Goodman), que dio al menos un nombre de relieve: Art Van Damme, quien desarrolló un fraseo muy cercano al de un saxo barítono. Dentro del estilo de la Costa Oeste, encontramos otro nombre importante: Pete Jolly. En las últimas décadas del siglo XX, varios músicos de jazz contemporáneo, como el belga Fred Van Hove y los franceses Michel Portal y Richard Galliano, han usado de forma prevalente este instrumento o su variante: el bandoneón, con el que ya había realizado experiencias de fusión Astor Piazzolla (junto a Gerry Mulligan).

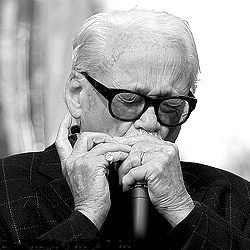
El músico de jazz belga Toots Thielemans

La armónica en el jazz se inició con la obra de artistas de blues que tocaban la armónica diatónica, como Sonny Boy Williamson I, Sonny Boy Williamson II, Sonny Terry, Junior Wells, Shakey Jake Harris, Little Walter, Big Walter Horton, James Cotton, Carey Bell y Whispering Smith, pero tendría uno de sus mayores exponentes en el belga Toots Thielemans, que toca el instrumento cromático y lo hace con la misma agilidad y con la misma riqueza de ideas que los grandes saxofonistas. En el blues rock, destacaron músicos blancos como Paul Butterfield y John Mayall. Magic Dick ha aportado solos de gran calidad en el ámbito del rock, y Stevie Wonder ha combinado la finura de Toots Thielemans con la influencia del blues, tal y como ha hecho Mauricio Einhorn con la música de su Brasil natal.

El multiinstrumentista Yusef Lateef

Julius Watkins fue pionero en el uso de la trompa en el jazz con sus grabaciones de la década de 1950, aunque sería John Graas quien más la adaptara al jazz; mientras que Yusef Lateef, conocido multiinstrumentista, fue uno de los primeros músicos de jazz en utilizar el oboe y el fagot, además de toda una serie de instrumentos exóticos como el arghul, una especie de oboe egipcio. Bob Cooper tocó el oboe y el corno inglés en algunas grabaciones, al igual que Paul McCandless (del grupo Oregon) y Frank Tiberi. El multiinstrumentista neerlandés Han Bennik ha tocado en el campo del jazz el dung-dkar, una caracola gigante ornamentada que se emplea en el Tíbet.

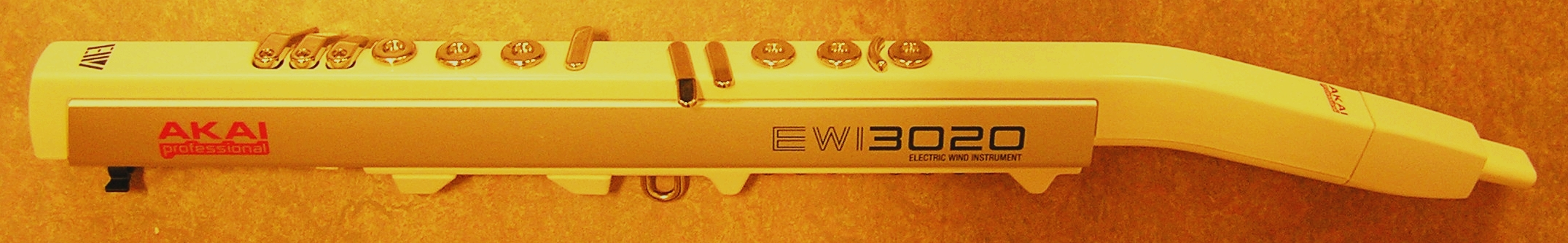
Controlador del EWI

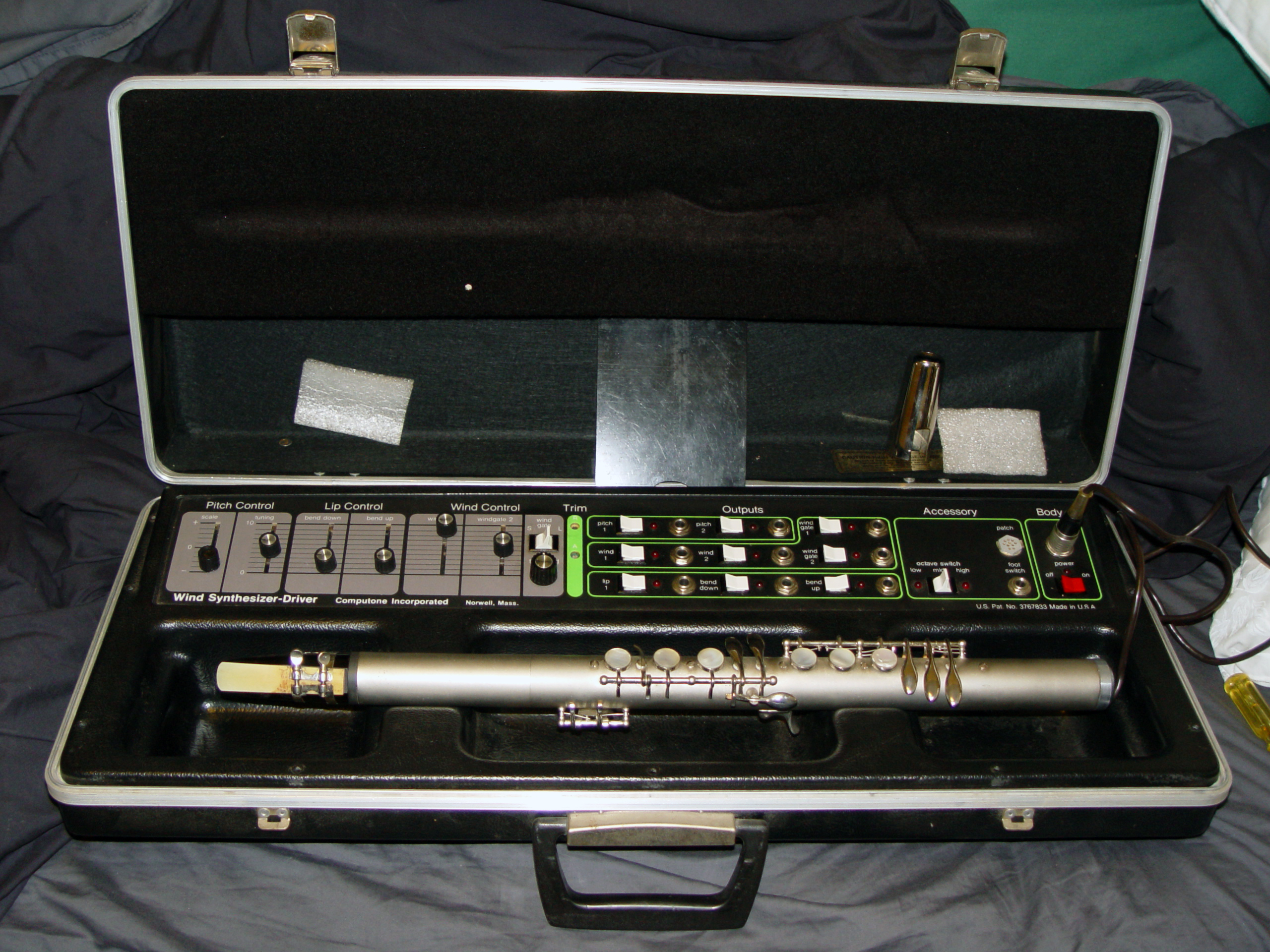
Controlador del Lyricon II

Tom Scott, Michał Urbaniak, Sonny Rollins, Wayne Shorter y Michael Brecker han usado ocasionalmente el EWI (electronic wind instrument), un sintetizador de Akai cuyo controlador es un instrumento de viento similar al saxofón en la boquilla y en el empleo de los dedos para producir las notas. Instrumento similar y anterior al EWI es el liricón (lyricon), del que se dice que el primer músico en emplearlo profesionalmente fue Chuck Greenberg, director de la banda Shadowfax. También lo ha tocado Michał Urbaniak y, entre otros, Tom Scott, al que puede oírsele haciéndolo, por ejemplo, en el disco de L. Subramaniam Spanish Wave, de 1983.
Respecto a los instrumentos de cuerda, la mandolina fue introducida en el jazz por músicos cercanos al country como Tiny Moore y Kenneth C. Burns (conocido como Jethro Burns), pero fue posteriormente utilizada por John Abercrombie y, especialmente, por David Grisman. El violonchelo fue introducido por los contrabajistas Harry Babasin y Oscar Pettiford, pero tiene entre sus mejores intérpretes a Abdul Wadud y a David Darling, además de David Eyges, Irene Aebi, Tristan Honsinger y el francés Jean-Charles Capon. El stick, instrumento híbrido de 10 cuerdas o más, ha sido empleado por Emmett Chapman y por Tony Levin. Don Cherry ha usado instrumentos procedentes de Laponia, África, el Tíbet, la India y China. Collin Walcott y Bill Plummer han usado el sitar en discos de jazz. Charlie Mariano tocaba el nagaswaram, instrumento indio similar al oboe; puede oírse, por ejemplo, en la pieza «Parvati's Dance» («La danza de Pārvatī»), de su disco Helen 12 Trees, de 1976. Stephan Micus aprendió a tocar multitud de instrumentos exóticos como cítaras de Baviera, flautas de bambú de Japón, el rebab de Afganistán, la gaita escocesa y aún otros de Bali, de la India y del Tíbet. Por último, el trombonista Steve Turre ha destacado por el frecuente uso que ha hecho de las conchas de mar en sus grabaciones.

## La voz y eljazz
El jazz nació directamente de la música vocal, y así no es de extrañar que muchos músicos traten de imitar la voz humana con sus instrumentos, un fenómeno que es particularmente evidente en los sonidos growl de trompetistas y trombonistas. Por otra parte, la influencia de los instrumentistas sobre los cantantes de jazz es indudable, hasta el punto que sus normas determinan los estándares de estos últimos, quienes suelen tratar su voz como si fuese un instrumento. Desde este punto de vista los cánones de la música clásica europea (esto es, la pureza de la voz, su volumen y su registro) son del todo irrelevantes para los vocalistas de jazz, quienes en muchos casos tienen voces feas y registros muy limitados desde la perspectiva de los cánones clásicos.

### Cantantes masculinos
La tradición vocal en el jazz se inició con los cantantes de blues, un estilo en el que destaca Ray Charles, entre otros, pero que tuvo entre sus más remotos representantes conocidos a "Blind" Lemon Jefferson y Huddie Ledbetter, un presidiario de Luisiana más conocido como "Leadbelly". Robert Johnson, Big Bill Broonzy y Son House destacaron en Chicago —la capital mundial del blues— a pesar de sus orígenes sureños, al igual que Muddy Waters, Little Brother Montgomery, St. Louis Jimmy Oden, Sunnyland Slim, Sonny Boy Williamson, Little Walter, Memphis Slim, Howlin' Wolf, Lightnin' Hopkins o John Lee Hooker, casi todos destacados guitarristas. J. E. Berendt distingue dos corrientes principales entre los cantantes de blues, la «corriente del Mississippi», más áspera y sucia, y la «corriente de Texas», que dio lugar a fusiones más sofisticadas, como el jazz blues y el swing blues. A partir de la década de 1970 surgieron figuras como Junior Wells, Buddy Guy, Albert King, Albert Collins, Otis Rush y Taj Mahal, estos dos últimos con una gran aceptación en el mundo del rock. Por último, hay que señalar el deseo de B.B. King —uno de los más destacados artistas del género— de lograr que los negros:

Dejen de avergonzarse del blues, su música más original.

Entre los primeros cantantes de blues que comenzaron a inclinarse por los sonidos del jazz cabe destacar a Jimmy Rushing, el primero que comenzó a cantar desplazando el acento rítmico para crear así las tensiones propias del jazz. Rushing fue seguido por Jimmy Witherspoon, por Big Miller y por Joe Williams, de la orquesta de Count Basie. Big Joe Turner, destacó en el boogie-woogie, como Champion Jack Dupree y Fats Domino. Leon Thomas se encontraba un paso más allá, combinando las raíces del blues con el jazz de vanguardia y la música folclórica africana.
Louis Armstrong representó una línea diferente a la de los músicos del blues, ejemplificando la influencia que los instrumentistas estaban ejerciendo sobre los vocalistas de jazz. En esta línea se situaron también Hots Lips Page, Jack Teagarden, Grady Tate, Richard Boone, George Benson, George Adams, Chet Baker o Clark Terry, mientras que Bing Crosby, Frankie Laine, Perry Como, Matt Dennis o Mel Tormé se mantienen en una tradición más alejada de la influencia de los instrumentistas y a la vez más comercial. Nat King Cole fue un gran cantante y pianista de jazz antes de dirigir su carrera a sectores más comerciales, y su influencia se ha dejado sentir en figuras tan importantes como Ray Charles y Stevie Wonder, mientras que Billy Eckstine, un músico del círculo de Dizzy Gillespie y Charlie Parker, dio inicio al movimiento bebop en la voz, que tuvo otros notables representantes como Babs Gonzales, Earl Coleman, Kenneth "Pancho" Hagood y Joe "Bebop" Carroll, además del propio Gillispie. Jackie Paris llevó las aportaciones de los cantantes bop al terreno del cool, mientras que otros como Oscar Brown Jr., Johnny Hartman, Bill Henderson, Mark Murphy o Mose Allison continuaron explorando nuevos territorios.

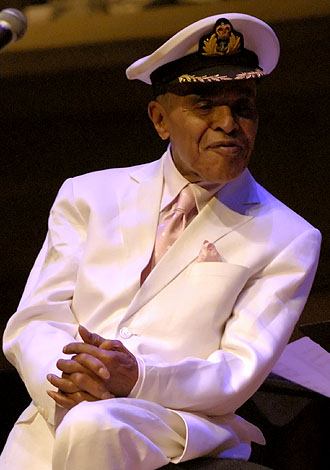
El cantante y letrista de jazz Jon Hendricks

Del ámbito del bop surgió el vocalese, el arte de poner letra a solos clásicos grabados por conocidos músicos de jazz. Eddie Jefferson fue el primer artista en cultivar la técnica, seguido por King Pleasure y Annie Ross, pero fue Jon Hendricks quien la llevó a su cúspide, tanto en su carrera en solitario como en el seno del grupo Lambert, Hendricks & Ross, junto a Annie Ross y Dave Lambert. En el terreno más melódico y tradicional destacaron Bob Dorough, Joe Lee Wilson, Gil Scott-Heron, Lou Rawls, Ben Sidran y Tony Middleton, además del exitoso Frank Sinatra, que grabó con músicos como Count Basie o Tom Jobim, aunque una parte de la crítica le considera fuera del ámbito del jazz.

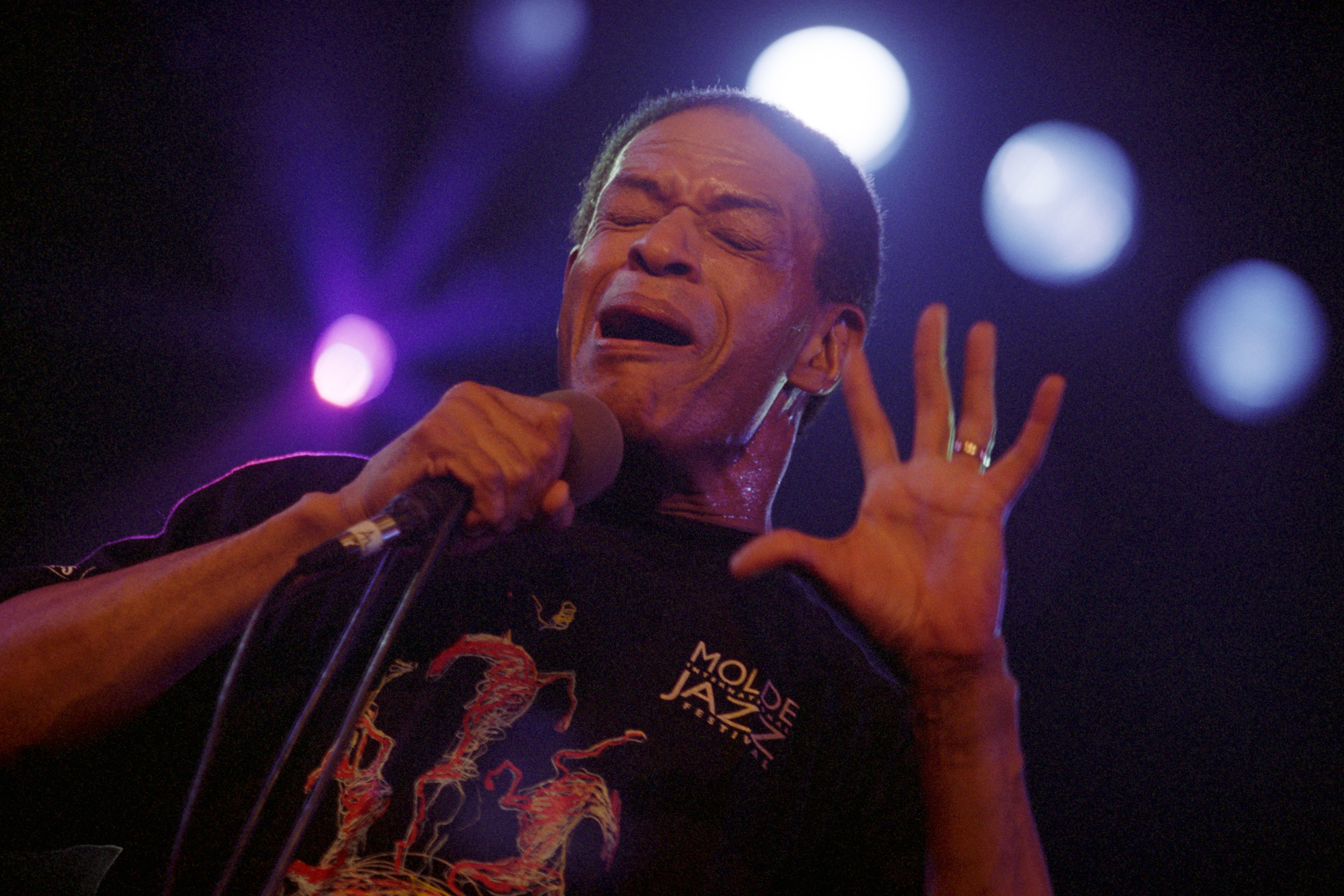
Al Jarreau en el Molde International Jazz Festival de 1996

La música de Brasil ejerció una notable influencia entre los músicos de jazz, y algunos de sus más destacados intérpretes fueron Antonio Carlos Jobim, Joao Gilberto, Edu Lobo, Gilberto Gil, Caetano Veloso y Milton Nascimento. Al Jarreau partió de influencias muy heterogéneas para elaborar un estilo muy personal caracterizado por el uso de la voz como un instrumento y por el enorme despliegue de timbres y sonidos —flautas, trompetas, percusiones, congas, contrabajos...— que era capaz de ejecutar con su garganta. En la tradición del soul y del pop sobresalieron James Brown, Otis Redding, Elrid Cleaver, Rap Brown, Marvin Gaye y, sobre todo, Stevie Wonder, quien en álbumes como Songs in the Key of Life y Journey Through the Secret Life of Plants, compuso verdaderas suites dotadas de una gran coherencia interna, que resumían la tradición de la música negra, tal y como en su día hizo Duke Ellington. Wonder no es solo un cantante, es también compositor y arreglista, toca casi todos los instrumentos que se pueden oír en sus discos y además domina las técnicas de producción musical, siendo uno de los primeros artistas capaces de utilizar el estudio como si fuese un instrumento más.

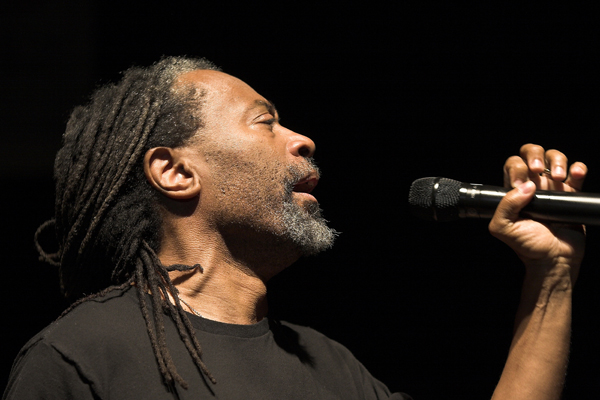
El cantante Bobby McFerrin

Entre los cantantes de generaciones más recientes cabe destacar al virtuoso Bobby McFerrin, uno de los más personales y originales vocalistas de la escena contemporánea; a Kurt Elling, quien, influenciado por Mark Murphy, desafía toda categorización; Kevin Mahogany, un joven cantante de swing influencido por Joe Williams; y los aún más jóvenes Harry Connick, Jr. y Michael Bublé, influenciados por Ella Fitzgerald y Frank Sinatra.

### Cantantes femeninas

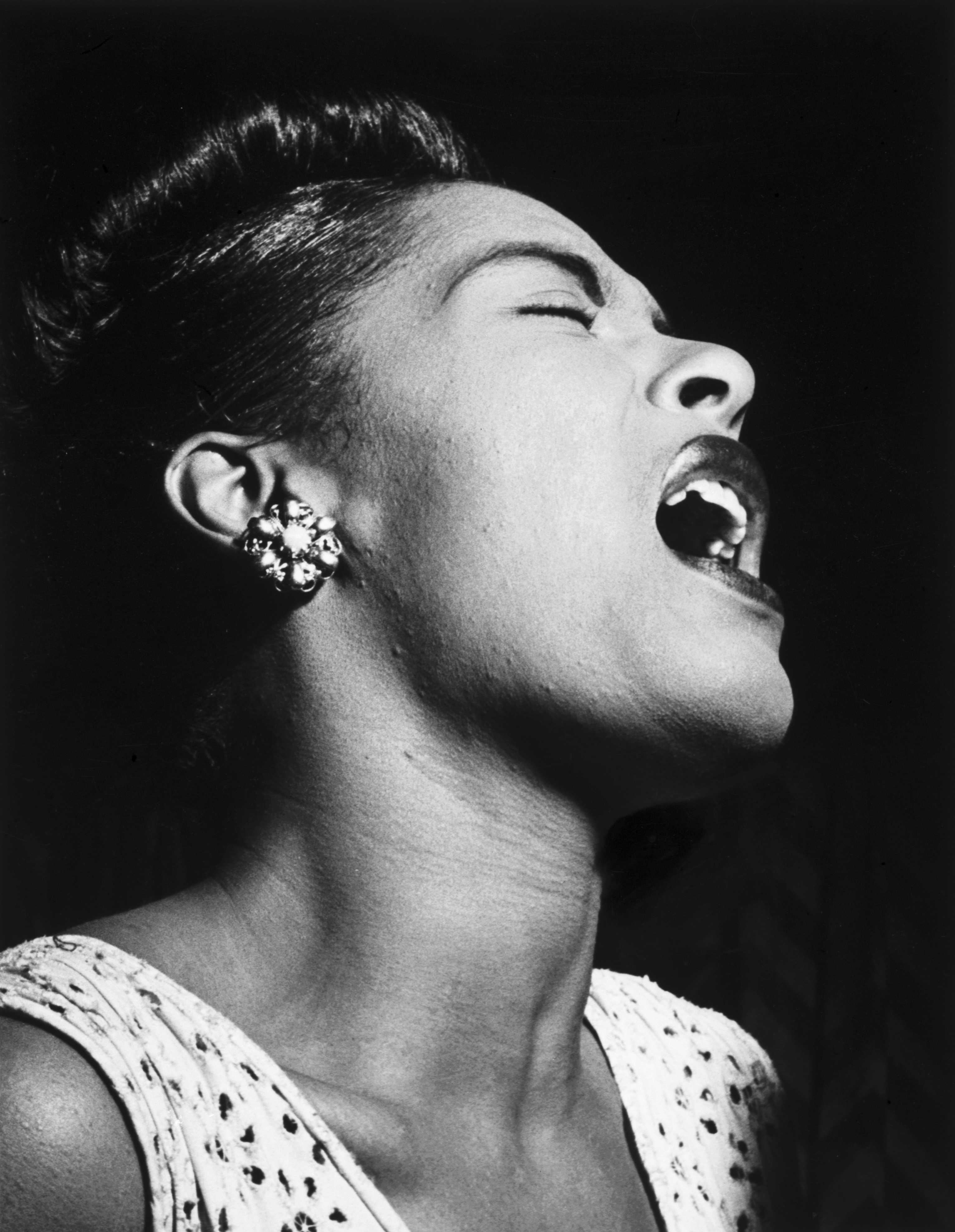
La vocalista de jazz Billie Holiday en 1947

El blues cantado por mujeres tuvo un inicio algo más tardío que el masculino, en parte por el origen rural del estilo, un ambiente donde primaba el hombre. Cuando el blues comenzó a penetrar en las grandes ciudades, comenzó a cambiar tal tendencia, dando lugar a las primeras figuras femeninas de la era del blues clásico, como Ma Rainey o Bessie Smith, o las menos conocidas Bertha "Chippie" Hill, Victoria Spivey, Sippie Wallace, Alberta Hunter o Big Mama Thornton. Ethel Waters, Ivy Anderson, Mildred Bailey y —sobre todas ellas— Billie Holiday interpretaban ya songs, canciones y baladas más comerciales de compositores como Jerome Kern, George Gershwin o Cole Porter. Aunque Holiday cantó blues solo ocasionalmente, daba ese aire a casi todas sus interpretaciones, que por otra parte se caracterizaban por una voz discreta, pero sensible, elegante y cultivada. Holiday fue la primera artista de jazz en que se sentía la influencia de los saxofonistas, la primera que impuso la canción como tal en el repertorio de los músicos de jazz y también la primera en usar el micrófono como si fuese un instrumento, trabajando con él sutilezas de la voz nunca oídas en otros cantantes contemporáneos.

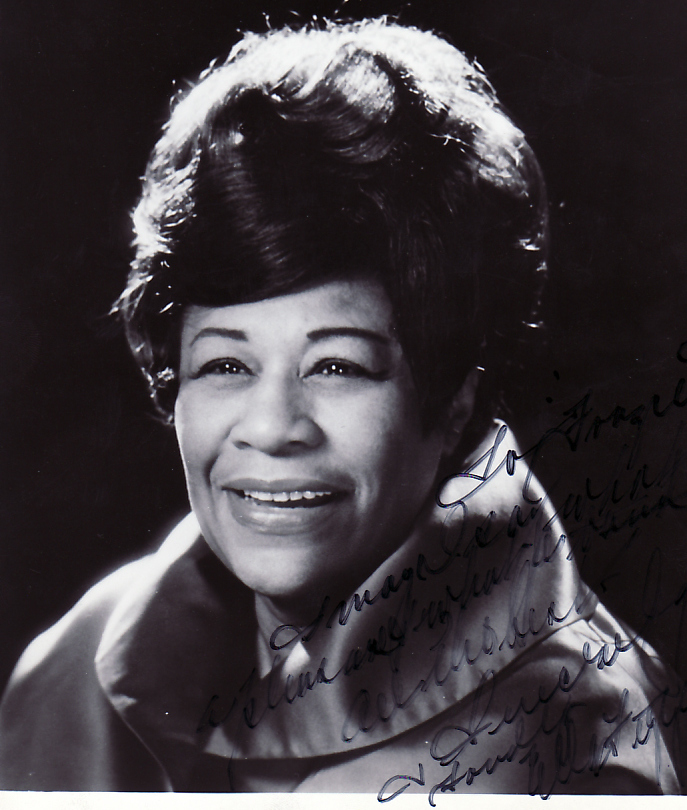
Ella Fitzgerald retratada en 1968

La figura de Billie Holiday marcó un hito en la historia del jazz, dando lugar a innumerables artistas que continuaron explorando sus hallazgos a lo largo de los años. Otra figura de enorme importancia fue Ella Fitzgerald, tres años más joven que Holiday, y considerada por muchos críticos como la mejora cantante de jazz de todos los tiempos (un honor que algunos atribuyen a Billie Holiday o a Sarah Vaughan). Con un magnífico timbre y un amplio rango vocal, Fitzgerald poseía un swing difícil de igualar, fue una brillante intérprete de scat y poseía una dicción casi perfecta. El único defecto que se le atribuía era que no resultaba siempre capaz de profundizar en el significado emocional de las letras, pero ello no ensombreció el prestigio y la admiración que Fitzgerald cosechó hasta el final de su carrera, que tuvo lugar con 77 años,y sus capacidadaes prácticamente intactas.

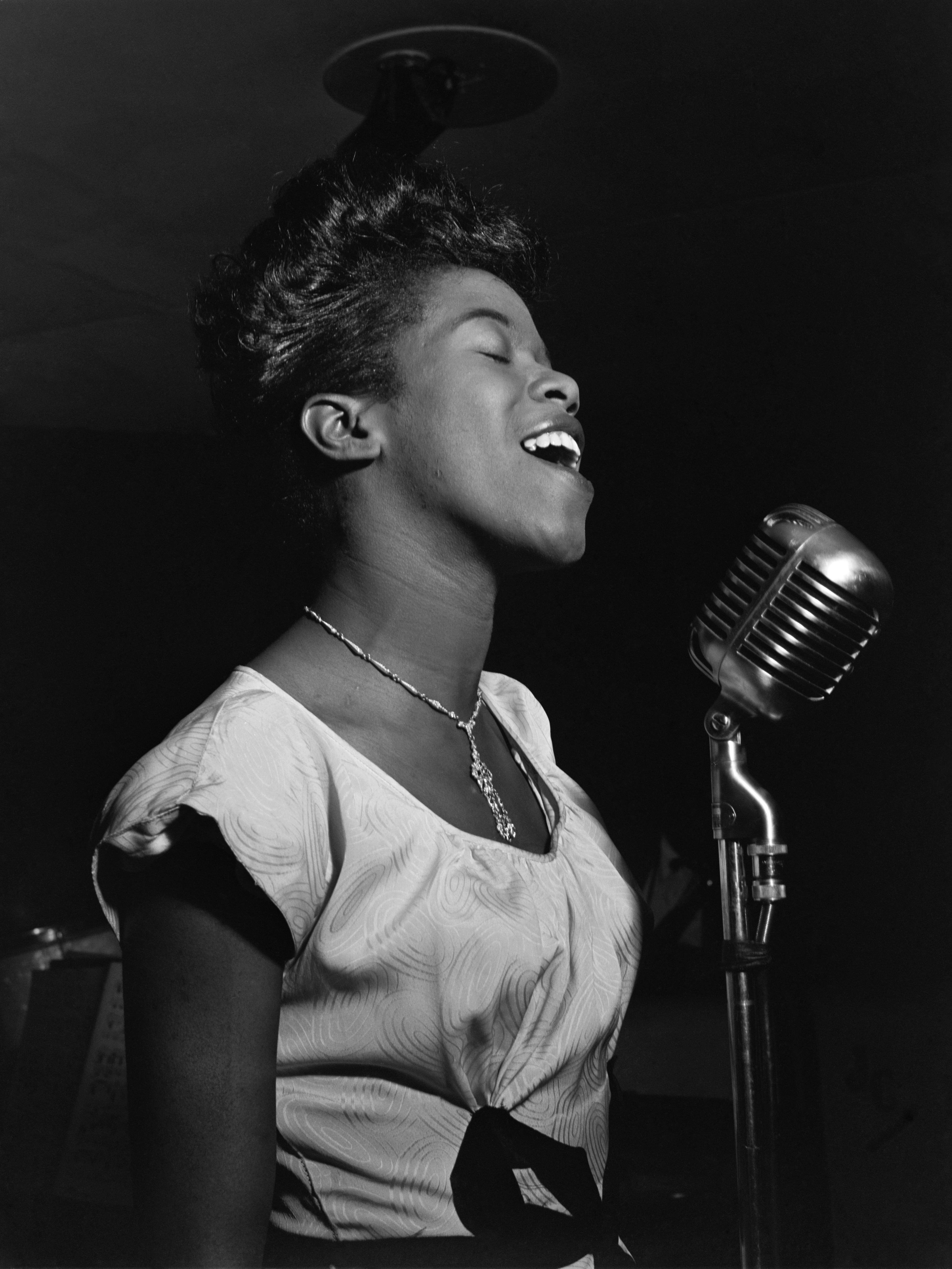
La vocalista de jazz Sarah Vaughan (circa 1946)

Las cantantes más importantes de las décadas de 1940 y 1950 surgieron de tres importantes círculos instrumentales de aquel período: del círculo de Woody Herman salió Mary Ann McCall; de la orquesta de Stan Kenton procedían June Christy y Anita O'Day; y del círculo bop de Charlie Parker y Dizzy Gillespie, Sarah Vaughan, Carmen McRae y Betty Carter. Sarah Vaughan fue la primera cantante de jazz en poseer un registro vocal similar al de una cantante de ópera, fue una de las cantantes con mayor capacidad para expresar emociones a través de su voz y está considerada una de las mejores cantantes de su generación. Carmen McRae es otra figura importante, tanto en cuanto a su personalidad artística como a su decisión a la horade ejecutar las melodías. Betty Carter, más joven que las anteriores, obtuvo un reconocimiento tardío como una de las grandes figuras del bebop. Otras cantantes de esta generación son Chris Connor, Jackie Cain, Dakota Staton, Ernestine Anderson, Lorez Alexandria, Helen Merrill, Carol Sloane, Nancy Wilson, Sheila Jordan, Abbey Lincoln y Nina Simone, estas dos últimas destacables por su lucha por la igualdad racial.
Kay Davis y Adelaide Hall surgieron de la big band de Duke Ellington, quien utilizaba la voz en su orquesta como una especie de decoración en conjunción con el clarinete. En el lado opuesto tenemos a las cantantes que cultivaron el scat —improvisaciones vocales sin letra, una tradición iniciada por Louis Armstrong—, entre las que se encuentran Anita O'Day, June Christy, Sarah Vaughan, Carmen McRae, Dakota Stanton, Jackie Cain, Annie Ross, Betty Roché, Betty Carter y, por encima de todas ellas, Ella Fitzgerald. Alberta Hunter provenía de la tradición pura del blues, así como Ruth Brown, LaVern Baker, Etta Jones y, sobre todo, Dinah Washington, apodada la Reina del blues. Janis Joplin, por su parte, llevó esta tradición al mundo del rock, obteniendo una tremenda popularidad, mientras que Mahalia Jackson destacó como intérprete de música religiosa negra, al lado de Dorothy Love Coates, Marion Williams, Clara Ward y Bessie Griffin. De la conjunción de este tipo de música con el rock surgió el soul, donde destacaron Tina Turner, Diana Ross y la influyente Aretha Franklin, todas ellas figuras de gran importancia.

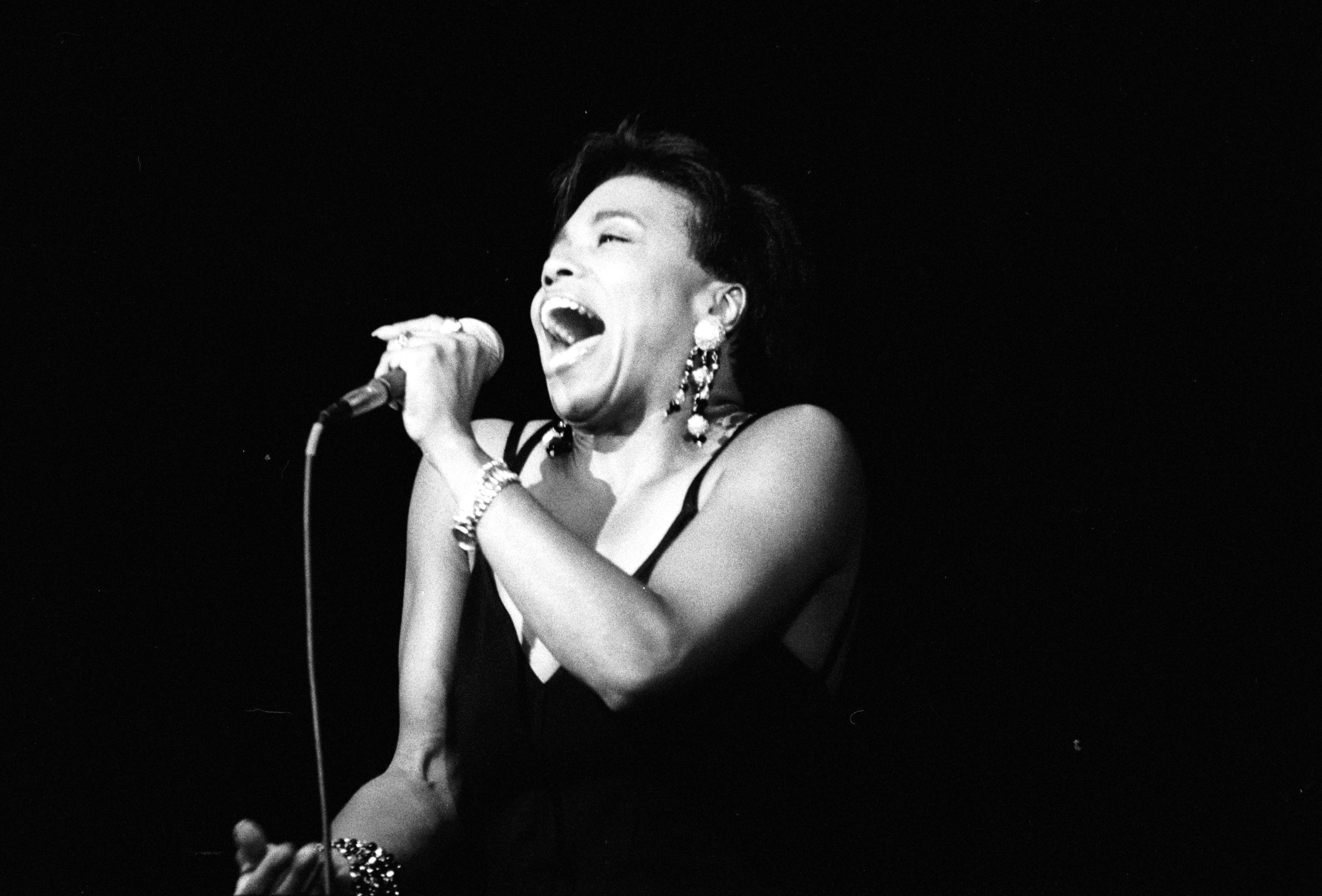
La vocalista de jazz Dee Dee Bridgewater en un concierto de 1990 en Francia

Entre las cantantes que han destacado en el mundo del jazz fusion hay que señalar a Phoebe Snow, Rickie Lee Jones, Bonnie Herman, Marlena Shaw, la neerlandesa Ann Burton (Johanna Rafalowicz), Jean Carn (o Jean Carne), Lorraine Feather, Gayle Moran (esposa de Chick Corea), Angela Bofill y, especialmente, Dee Dee Bridgewater. Judy Collins y Joni Mitchell, con raíces folk, efectuaron algunas incursiones en el mundo del jazz, como el álbum Mingus (1979) de Joni Mitchell, en cuyos créditos figuran Jaco Pastorius, Don Alias o Michael Brecker, entre otras grandes figuras. Flora Purim, la esposa de Airto Moreira procede de Brasil, como Ellis Regina, Maria Bethania y Tania Maria. En el free jazz hay que señalar la aportación de las estadounidenses Jeanne Lee, Lauren Newton y Jay Clayton; la noruega Karin Krog; las británicas Norma Winstone, Julie Tippets (más conocida por su nombre de soltera: Julie Driscoll) y Maggie Nichols; la francesa Tamia (Tamia Marilyn Hill; de soltera, Washington); la israelí Rimona Francis; y la grecoestadounidense Diamanda Galás.

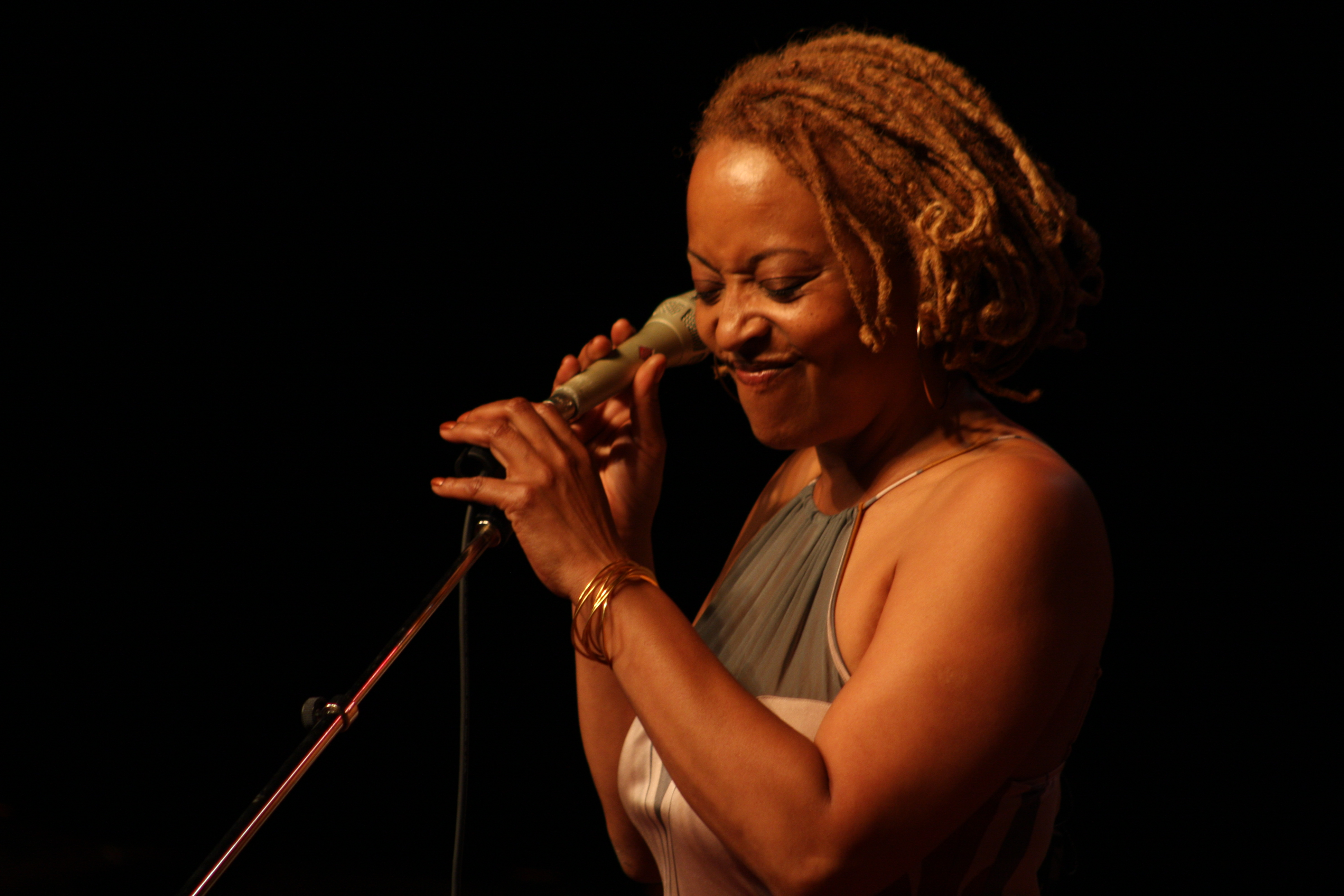
Cassandra Wilson en el Ottawa Bluesfest de 2008

Todas ellas han extendido el concepto de usar la voz como un instrumento para introducir todo tipo de sonidos, risas, llantos y vocalizaciones en sus interpretaciones, llegando a usar las distintas partes del cuerpo —abdomen, cráneo, pecho— como instrumento.
De entre las muchas artistas que han surgido en las últimas décadas en la escena del jazz contemporáneo cabe destacar a Natalie Cole, quien tras unos primeros pasos en el mundo del R&B urbano, pasó al mundo del jazz con toques comerciales; a Cassandra Wilson, que se ha estableció como una de las principales figuras de la década de 1990 con su distintiva voz y su gusto por la experimentación; a Diane Schuur, una importante cantante de jazz a menudo en la periferia del estilo; a Patti Austin, con una carrera más orientada al estilo jazz fusion; a Rachelle Ferrell, excelente pianista, violinista y arreglista, dotada además con una impresionante extensión vocal de seis octavas y media; a Diana Krall, cantante y pianista de gran éxito comercial; a Eliane Elias, quien inició su carrera en el supergrupo de jazz fusion Steps Ahead y ha destacado también en el mundo de la música clásica; o a Norah Jones, quien ha obtenido un notable éxito comercial con su particular fusión de jazz, pop, blues y folk.